# Глазчатое пятно

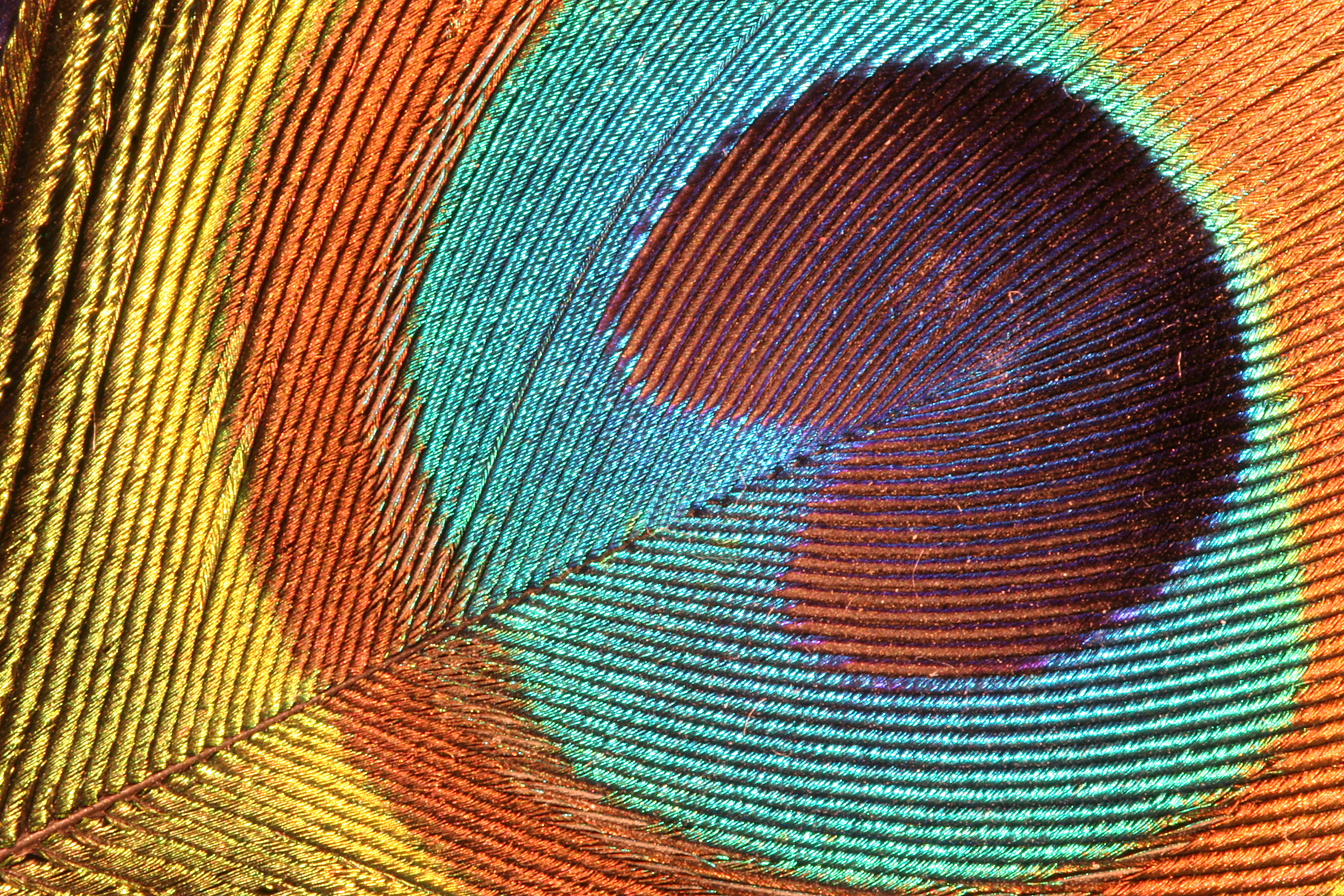
Глазчатое пятно на пере надхвостья павлина

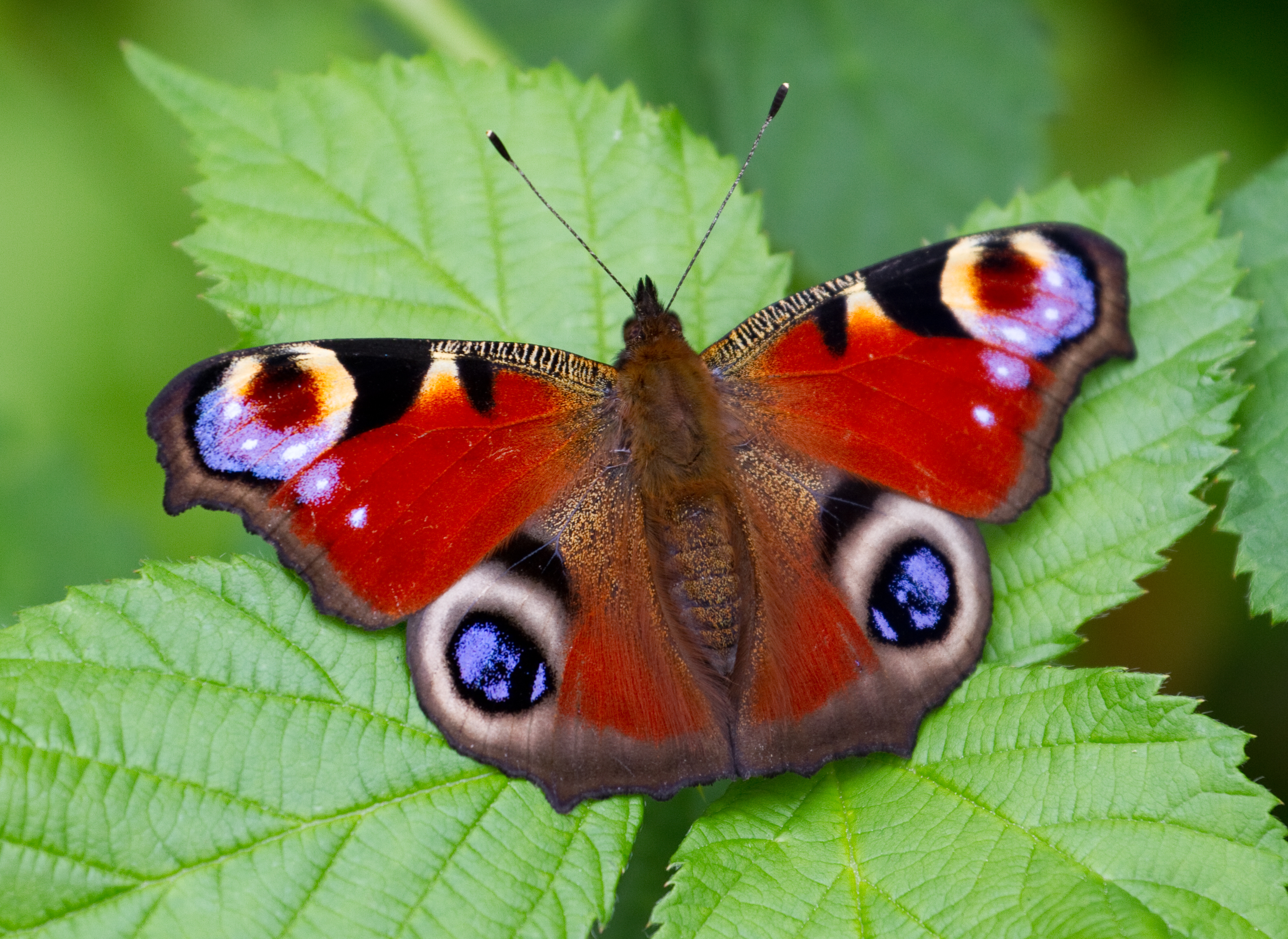
Бабочка дневной павлиний глаз (Aglais io) имеет глазчатые пятна на верхней стороне передних и задних крыльев

Глазчатое пятно, или «глазок» — округлое контрастирующее с окружающим фоном и часто состоящее из контрастных элементов пятно, элемент окраски внешних покровов у некоторых видов животных, по форме, цветам и рисунку напоминающее глаз. Встречается у различных позвоночных и беспозвоночных животных: бабочек, рептилий, кошачьих, птиц, рыб и других.
Наличие глазчатых пятен в окраске можно объяснить как минимум тремя разными способами. Они могут представлять собой форму мимикрии, при которой пятно на теле животного напоминает глаз другого животного, чтобы обмануть потенциальных хищников или добычу. Они могут быть формой аутомимикрии, призванной отвлечь внимание хищника от наиболее уязвимых частей тела жертвы. Или они могут служить для того, чтобы животное казалось хищникам несъедобным или опасным. Глазчатые пятна могут играть роль во внутривидовом общении или ухаживании; один из самых известных примеров — пятна на перьях хвоста павлина.
Биологический процесс формирования рисунка (морфогенез) глазчатых пятен у самых разных животных контролируется небольшим количеством генов, активных в эмбриональном развитии, включая гены, называемые Engrailed, Distal-less, Hedgehog, Antennapedia и сигнальный путь Notch.
Экспериментально было доказано, что искусственные глазчатые пятна уменьшают риск нападения львов на крупный рогатый скот.

## Распространенность в разных группах животных

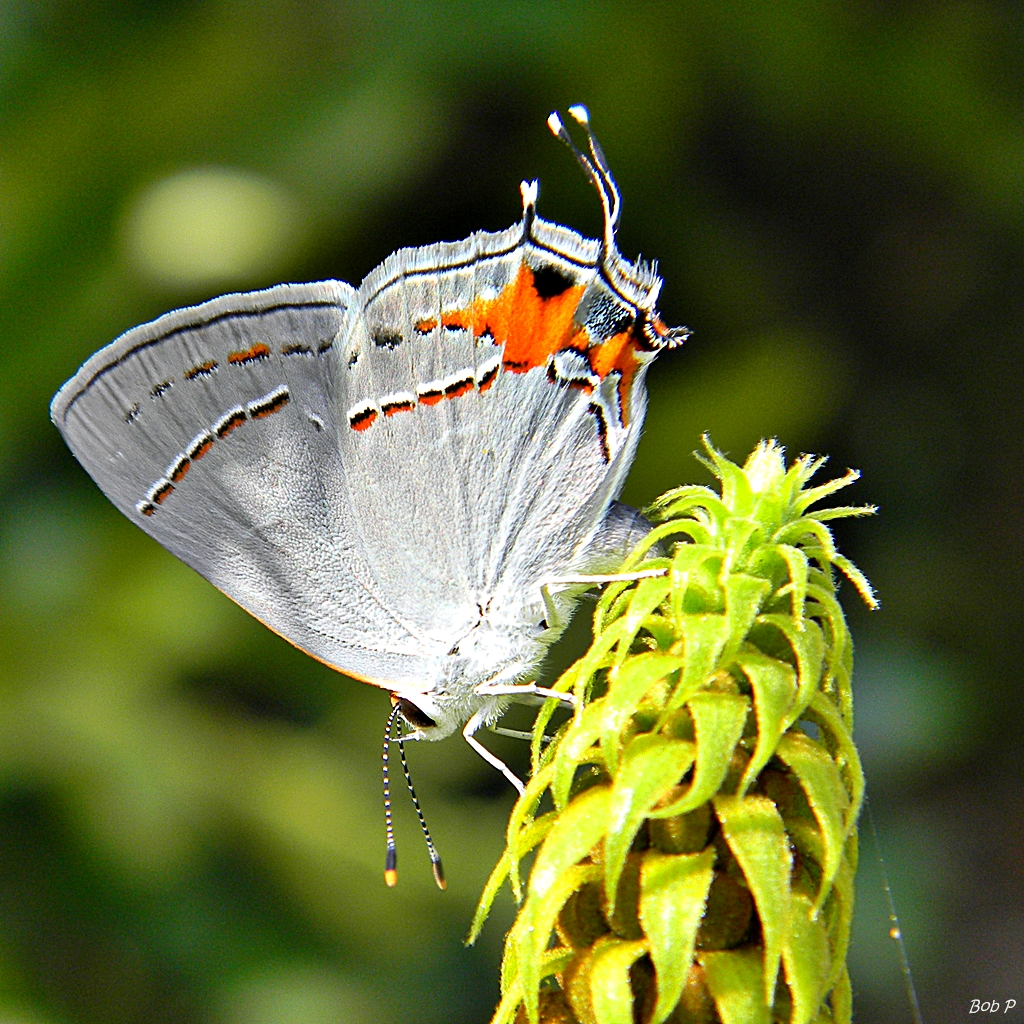
Голубянка, сидящая головой вниз и ложной головой вверх

### Бабочки
Глазообразные пятна у некоторых дневных и ночных бабочек и некоторых других насекомых, а также у птиц, таких как солнечная цапля, помимо мимикрии выполняют также и другие функции, в некоторых случаях до конца не ясно, действительно ли они имитируют именно глаза. Есть свидетельства того, что глазчатые пятна у бабочек являются адаптацией против хищников: либо для их отпугивания, либо для избегания нападений на жизненно важные части тела. У таких видов, как Hipparchia semele, заметные глазчатые пятна в состоянии покоя скрыты, чтобы уменьшить их обнаруживаемость, и выставляются напоказ только тогда, когда бабочка считает, что поблизости находятся потенциальные хищники. Глазчатые пятна бабочек могут имитировать сухие листья для маскировки от хищников, как у Bicyclus anynana; это реакция на сезонное понижение температуры, вызывающая сдвиг отбора в сторону меньших и менее заметных глазчатых пятен среди особей, развивающихся в это время. Глазчатые пятна бабочек могут играть роль в распознавании партнера и половом отборе. Половой отбор способствует разнообразию глазчатых пятен у разных видов бабочек, поскольку самки выбирают такие характеристики, как размер и яркость.
У гусениц некоторых видов, например бражников (Sphingidae), на передних брюшных сегментах имеются пятна-глазки. При тревоге они втягивают голову и грудные сегменты в тело, оставляя явно угрожающие большие глаза в передней части видимой части тела.
Бабочки, такие как голубянки (Lycaenidae), имеют нитевидные «хвосты» на концах крыльев и расположенные рядом глазчатые пятна, которые вместе образуют «ложную голову» — пятна имитируют глаза бабочки, а «хвосты» — усики-антенны. Эта аутомимикрия сбивает с толку хищников, таких как птицы и пауки-скакуны (Salticidae). Яркие примеры её встречаются у бабочек хвостаток; они обычно садятся вверх ногами с поднятой ложной головой и многократно двигают задними крыльями, создавая движения «хвостов» на их крыльях, похожие на движения усиков бабочки. Исследования повреждений заднего крыла подтверждают гипотезу о том, что такая тактика помогает избегать нападений на голову насекомого.

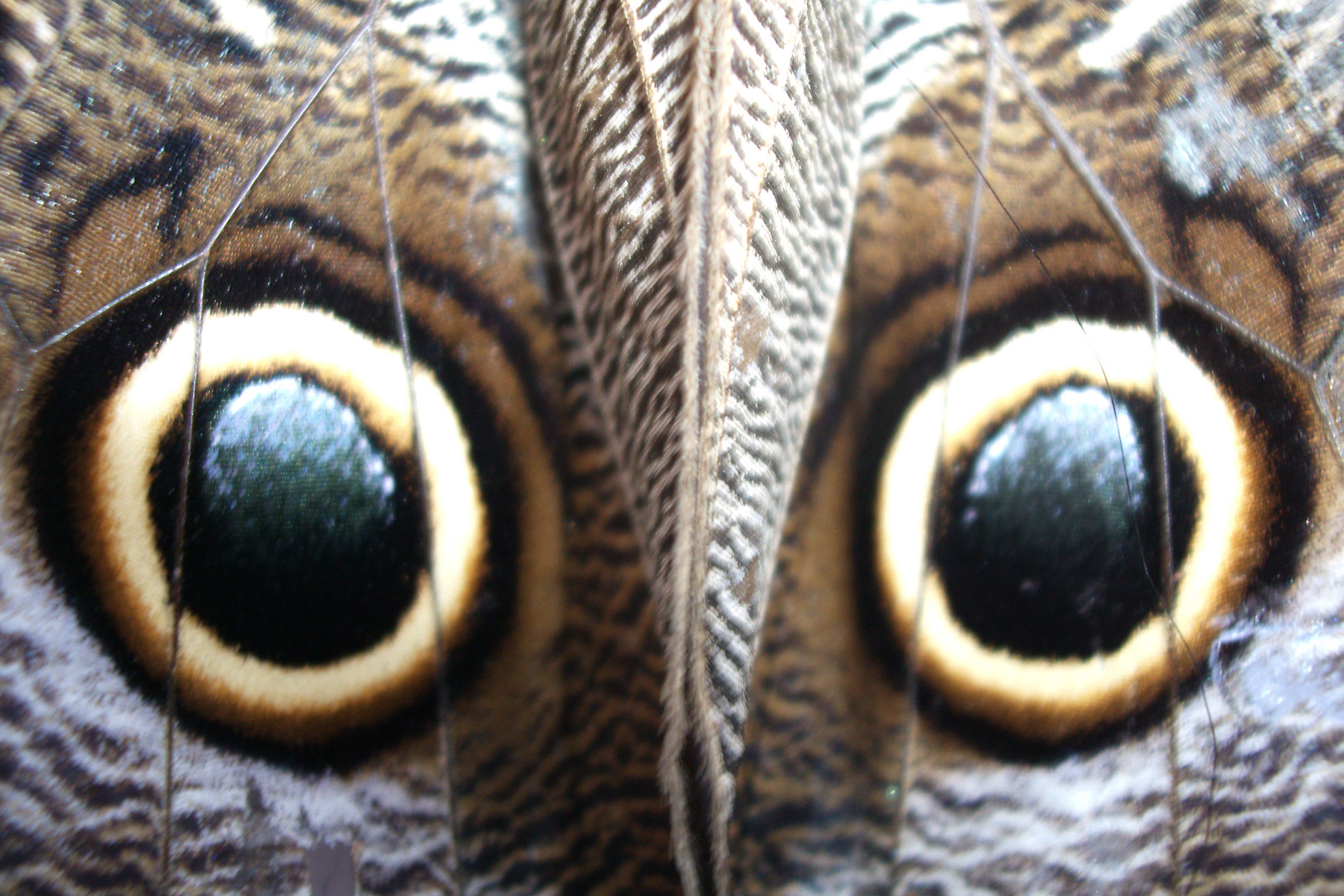
Пятна на крыльях бабочки Caligo, имитирующие глаза позвоночного животного
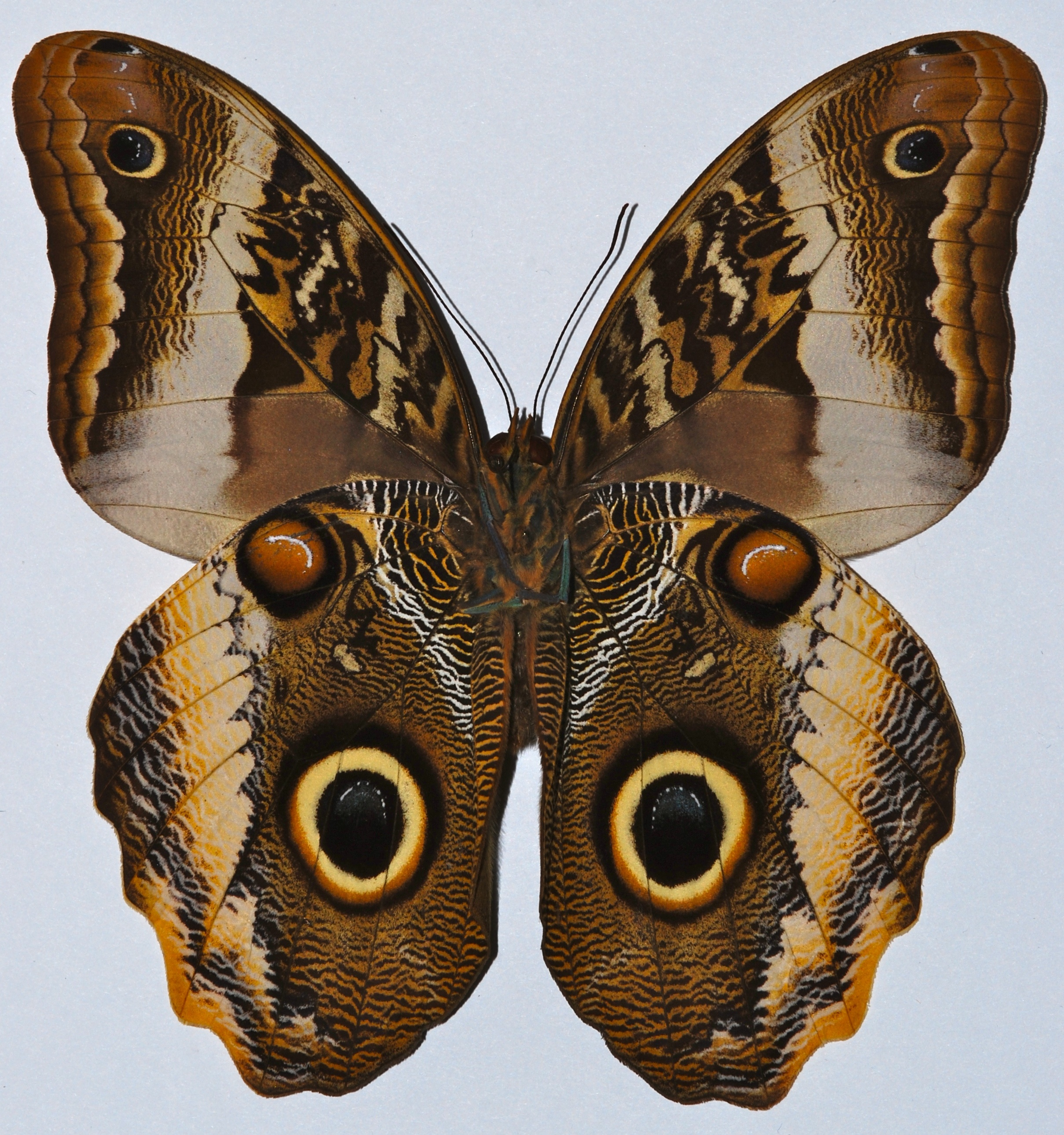
Глазчатые пятна на нижней стороне крыльев бабочки калиго атрей (Caligo atreus dyonisos)
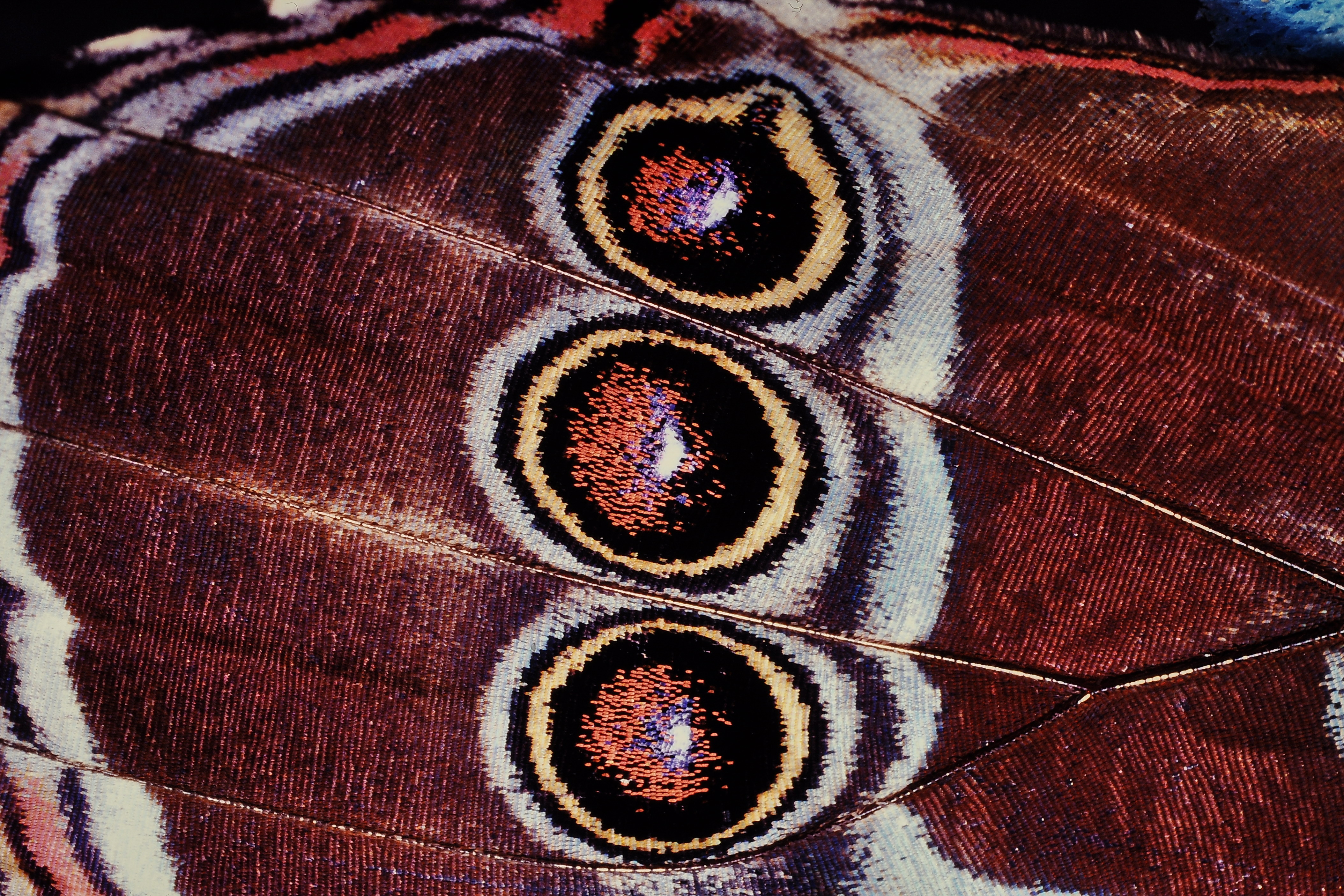
Три рядом расположенных глазчатых пятна на крыле бабочки из рода Morpho
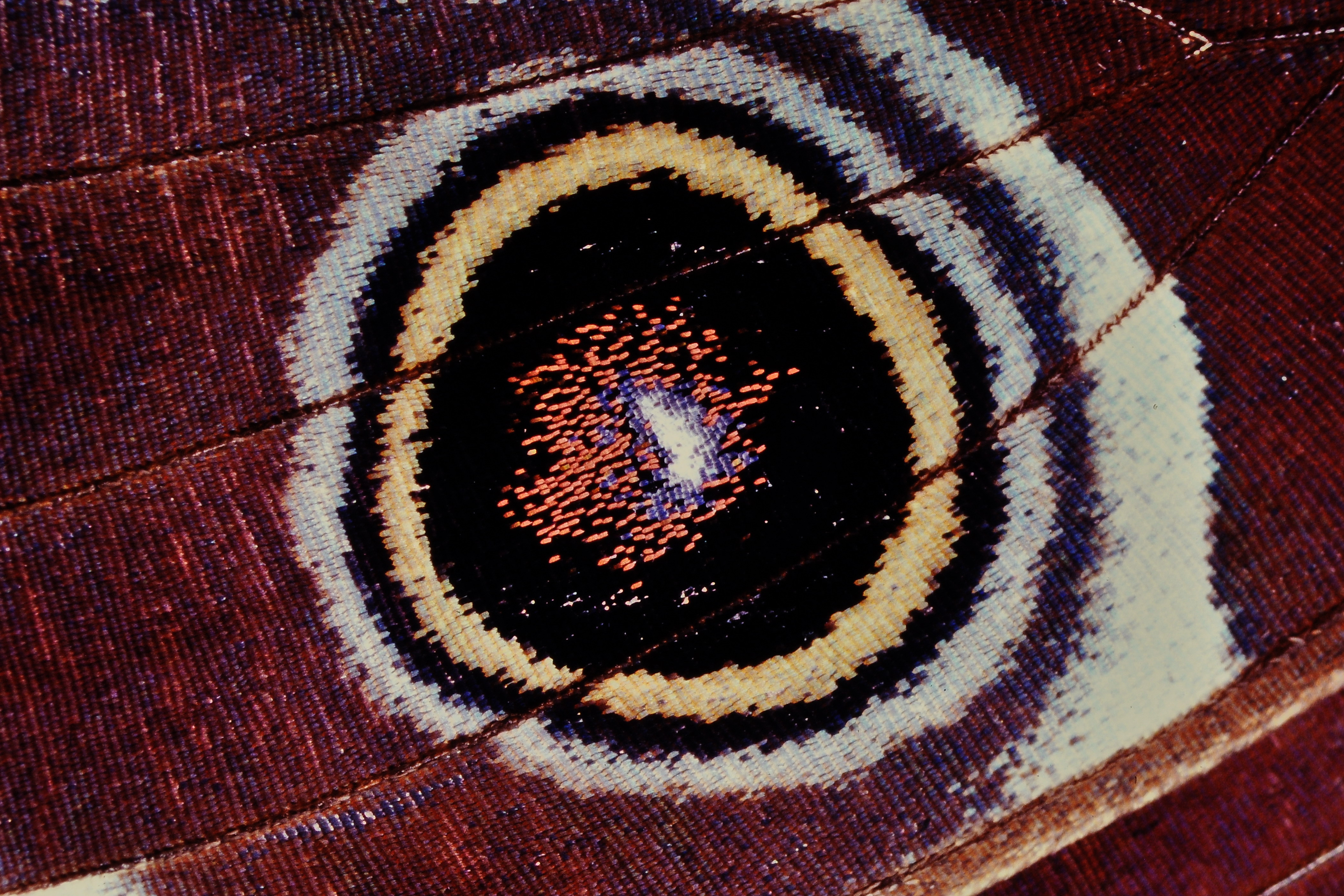
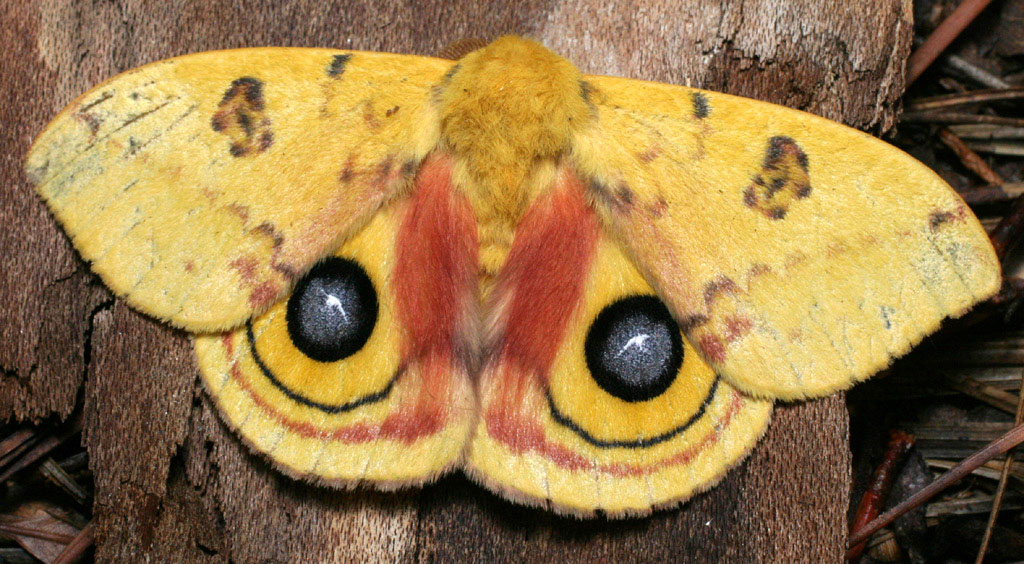
Сатурния ио (Automeris io)
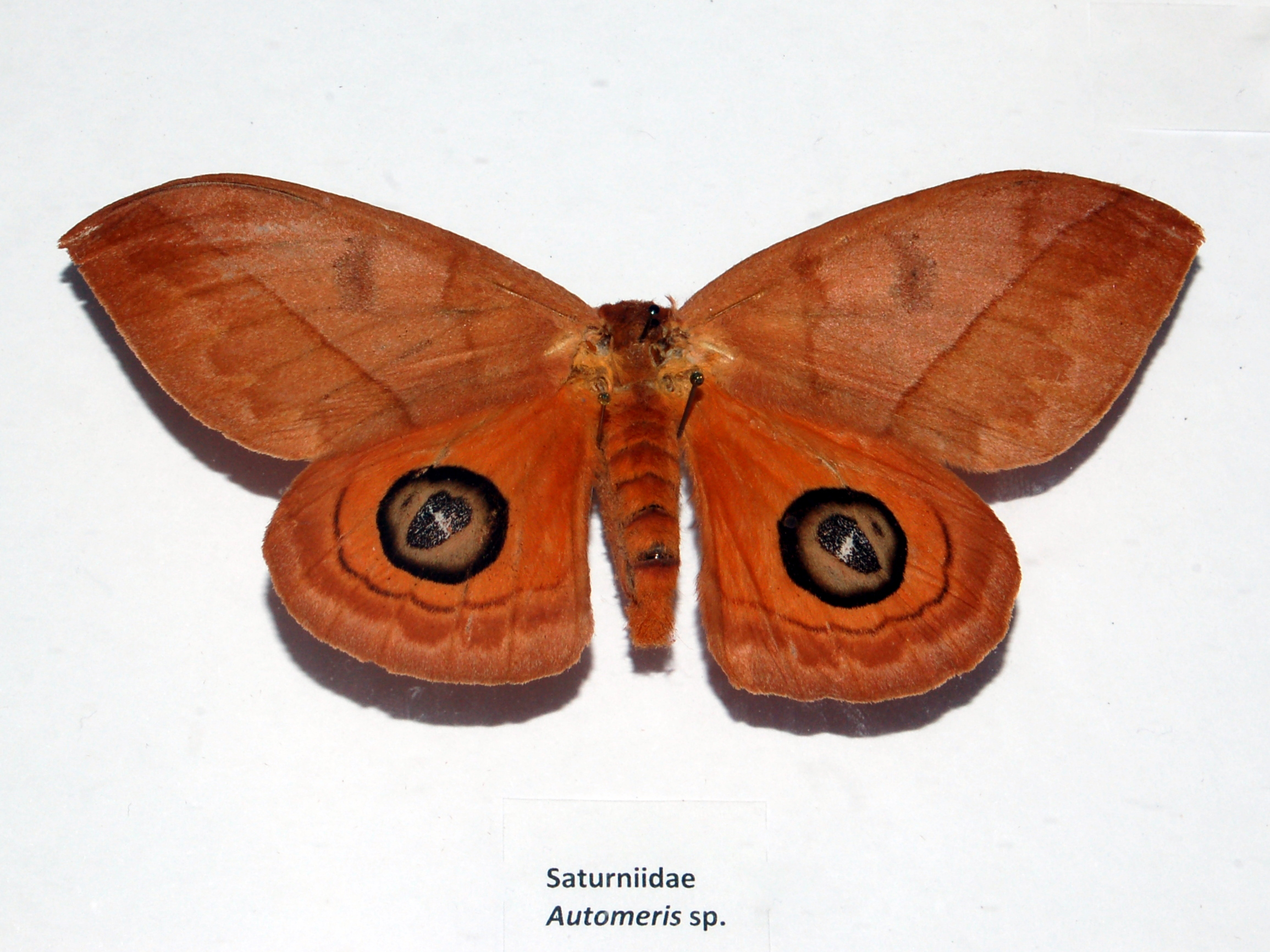
Бабочка из рода Automeris
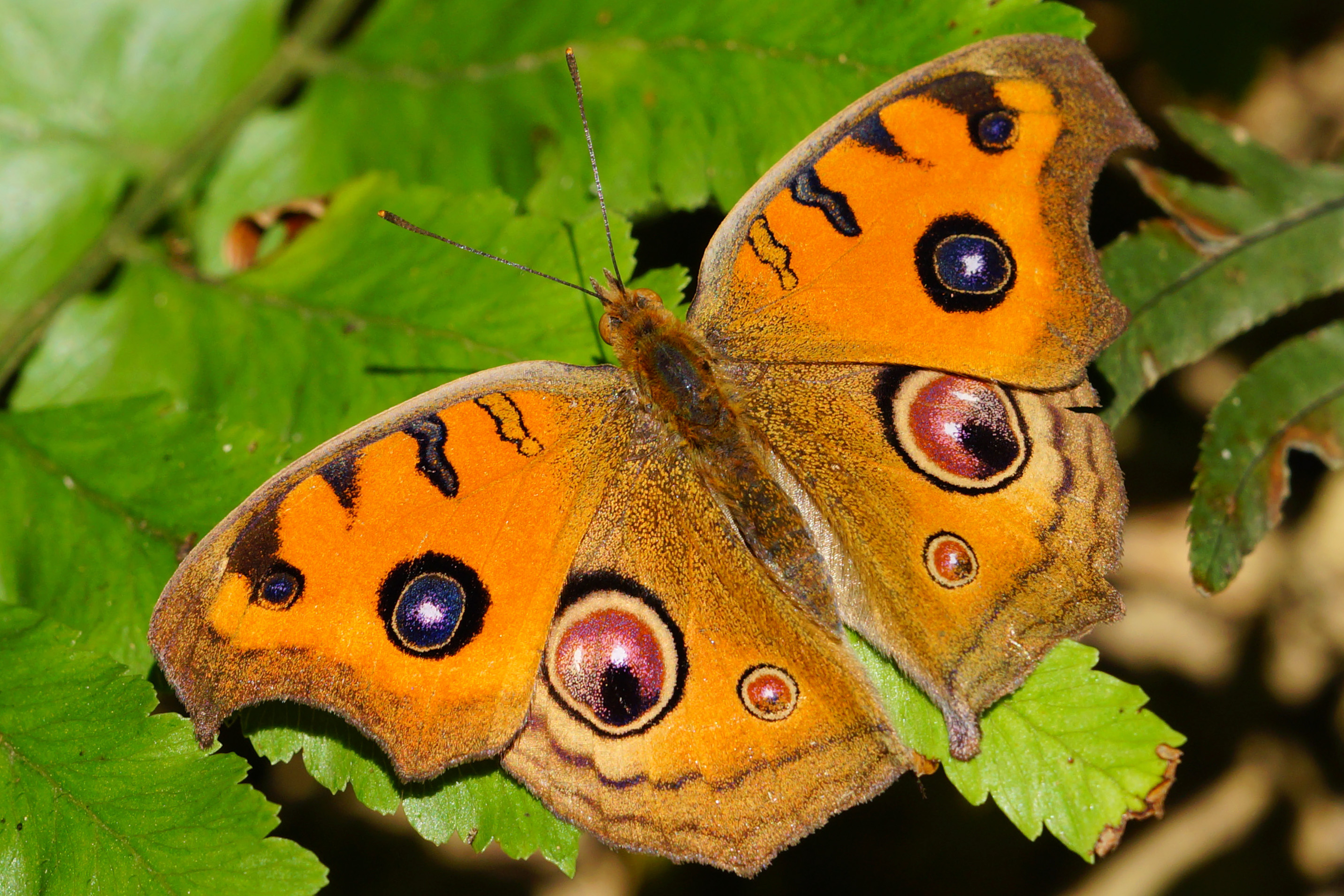
Junonia almana
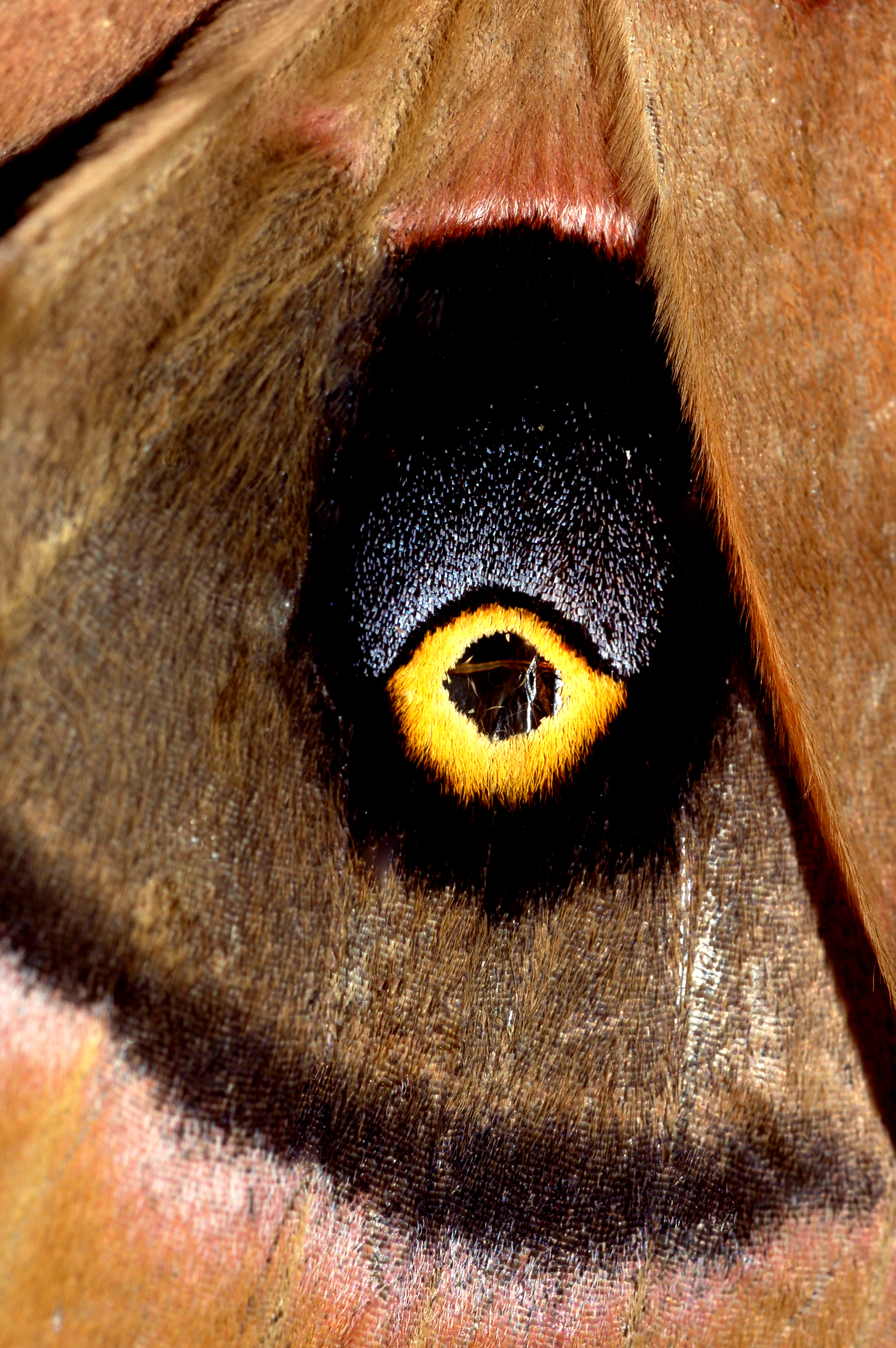
Глазчатое пятно на заднем крыле бабочки Antheraea polyphemus
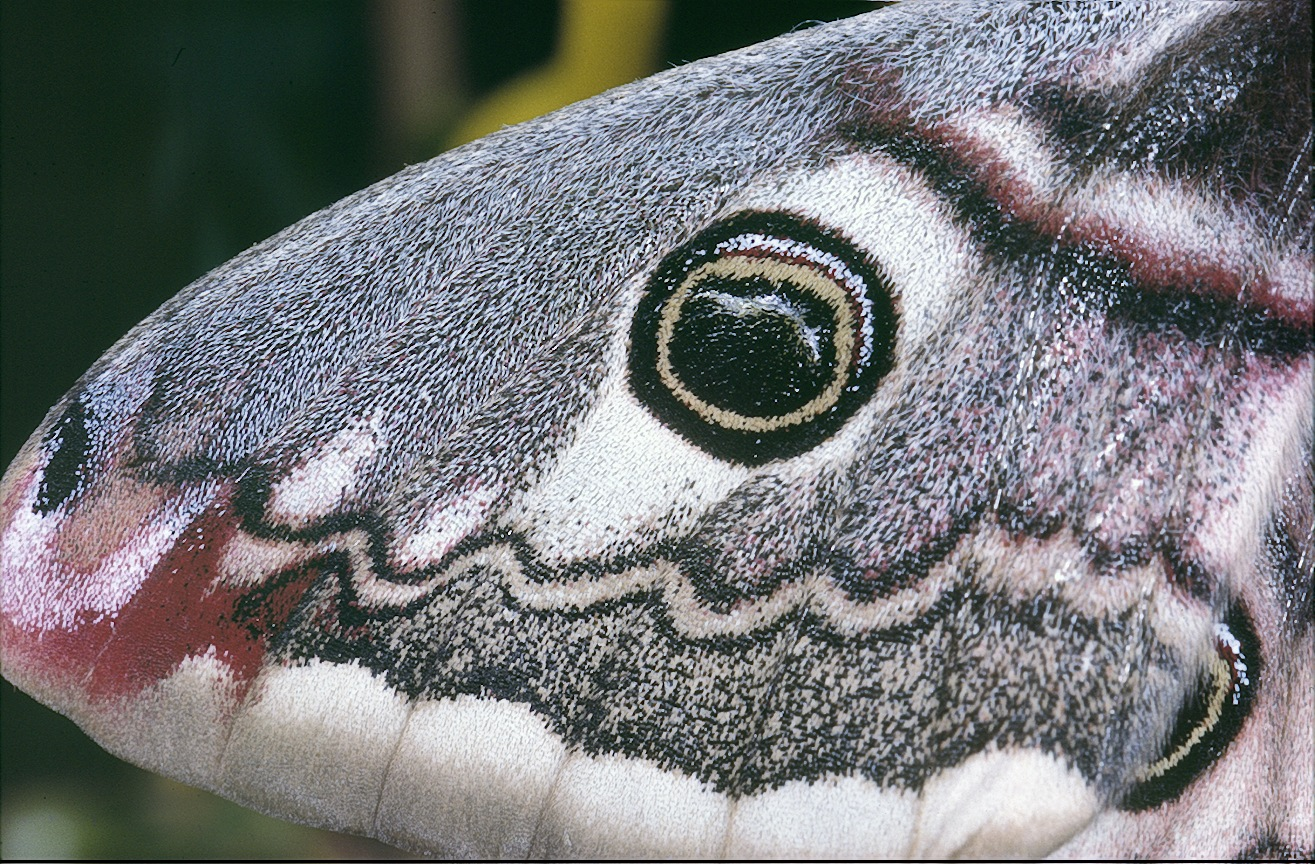
Глазчатое пятно на переднем крыле бабочки малого ночного павлиньего глаза (Saturnia pavonia)
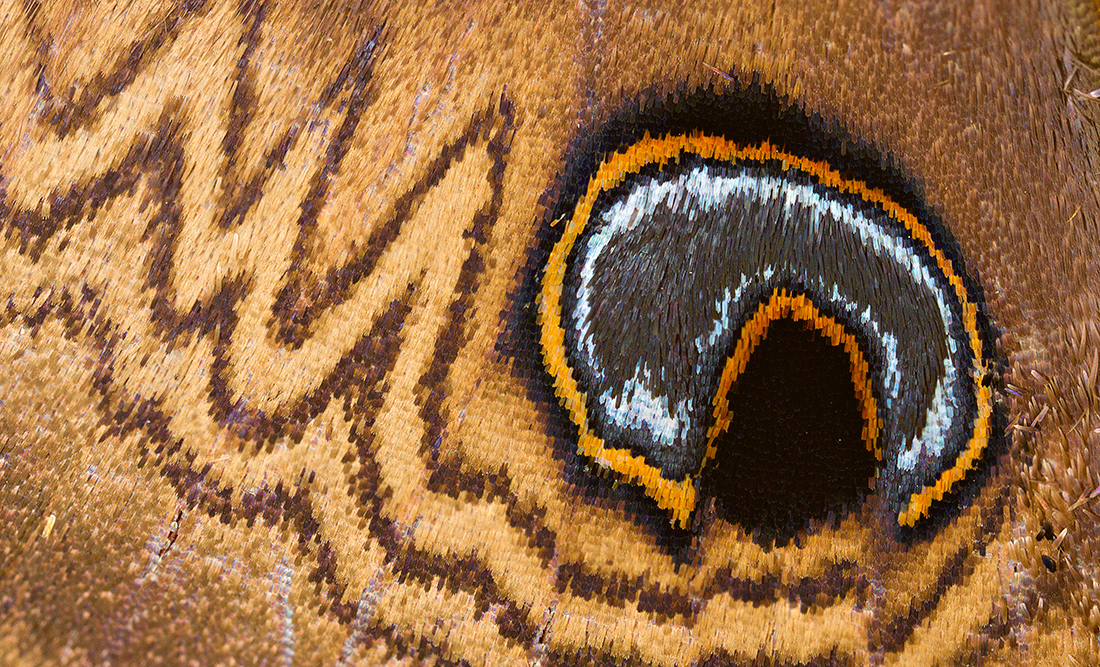
Глазчатое пятно на крыле бабочки Speiredonia spectans
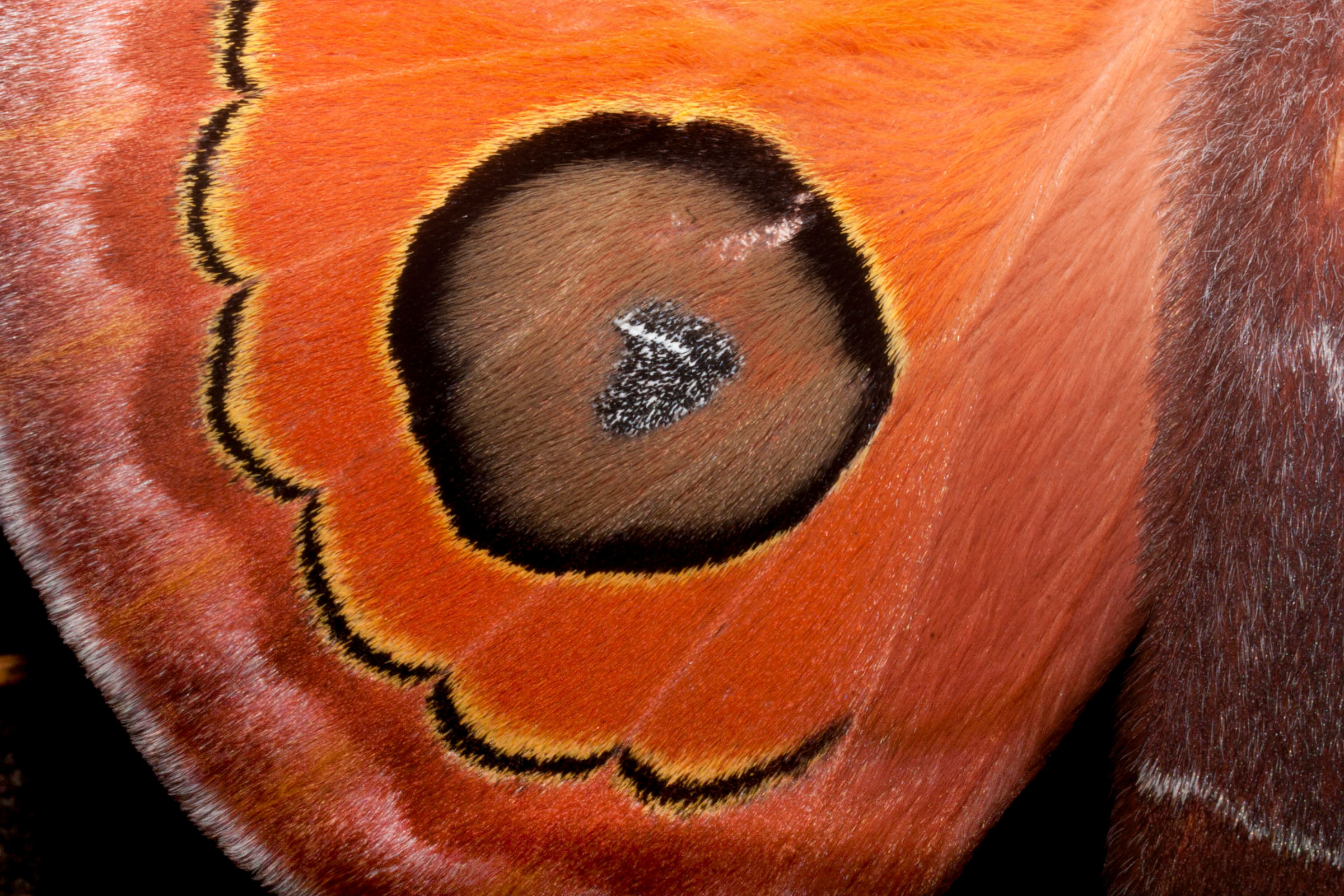
Глазчатое пятно на верхней стороне заднего крыла бабочки Automeris moresca
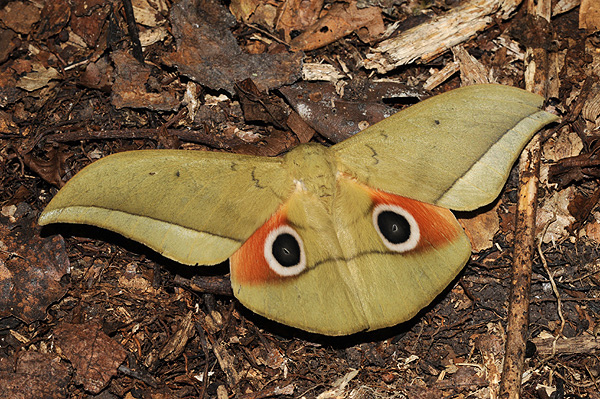
Lobobunaea acetes
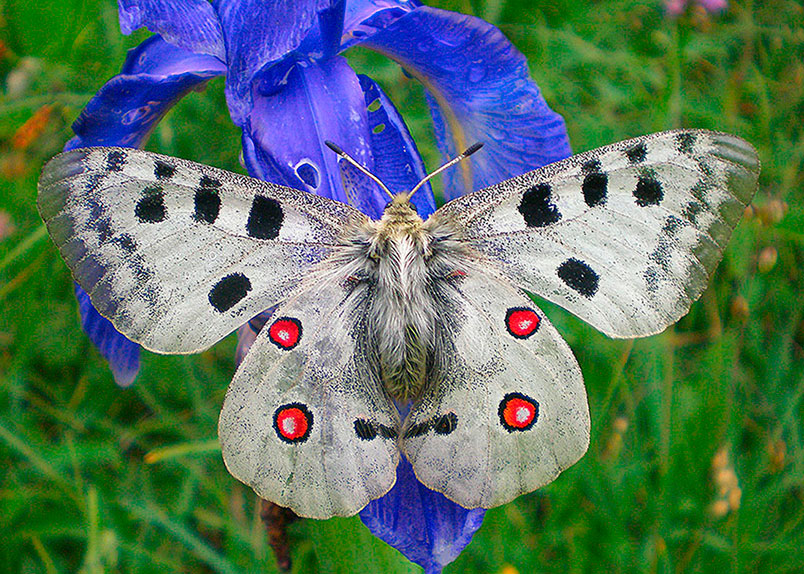
Аполлон (Parnassius apollo)
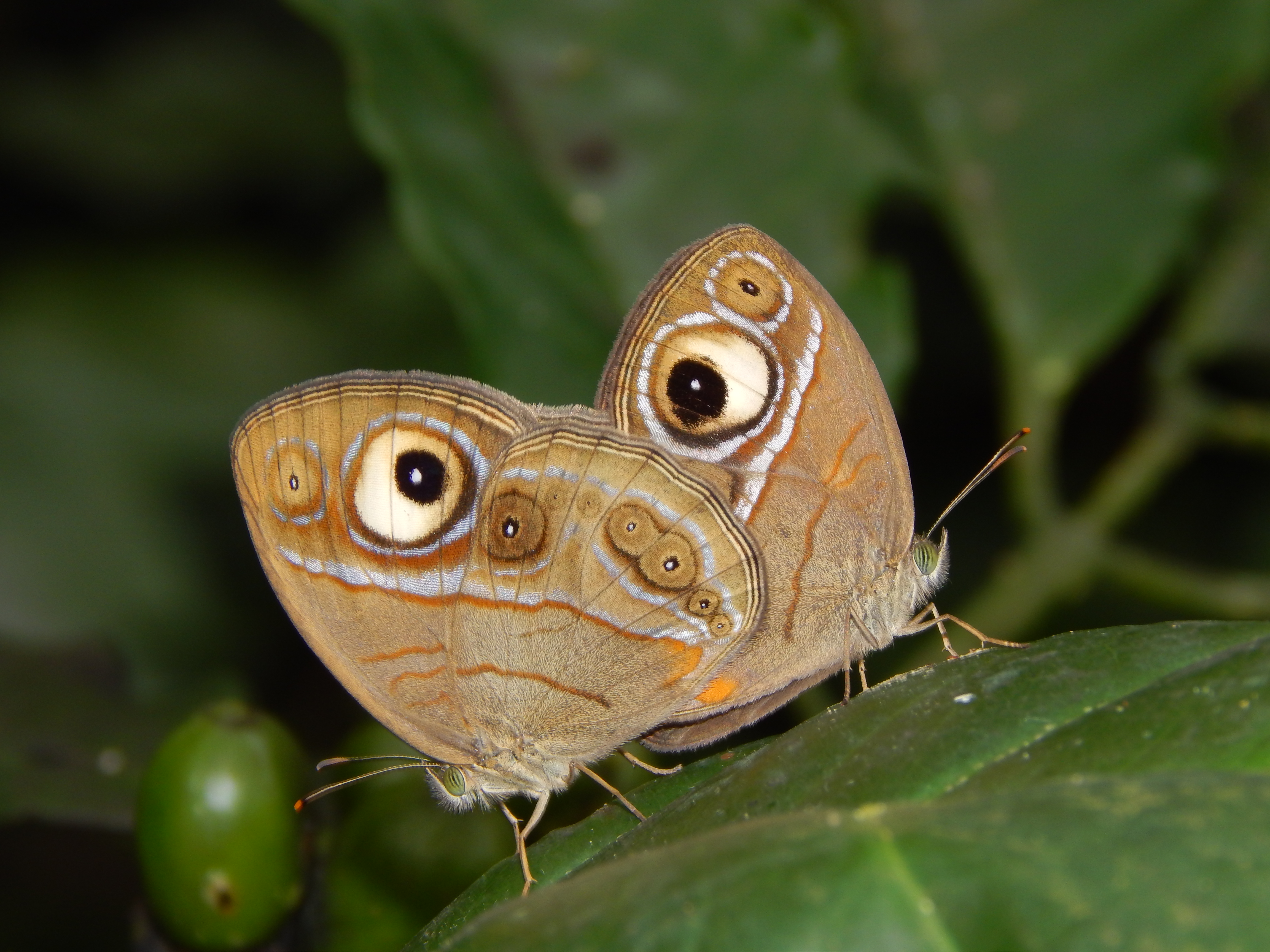
Пара бабочек Mycalesis patnia с пятнами, напоминающими глаза, на нижней стороне крыльев
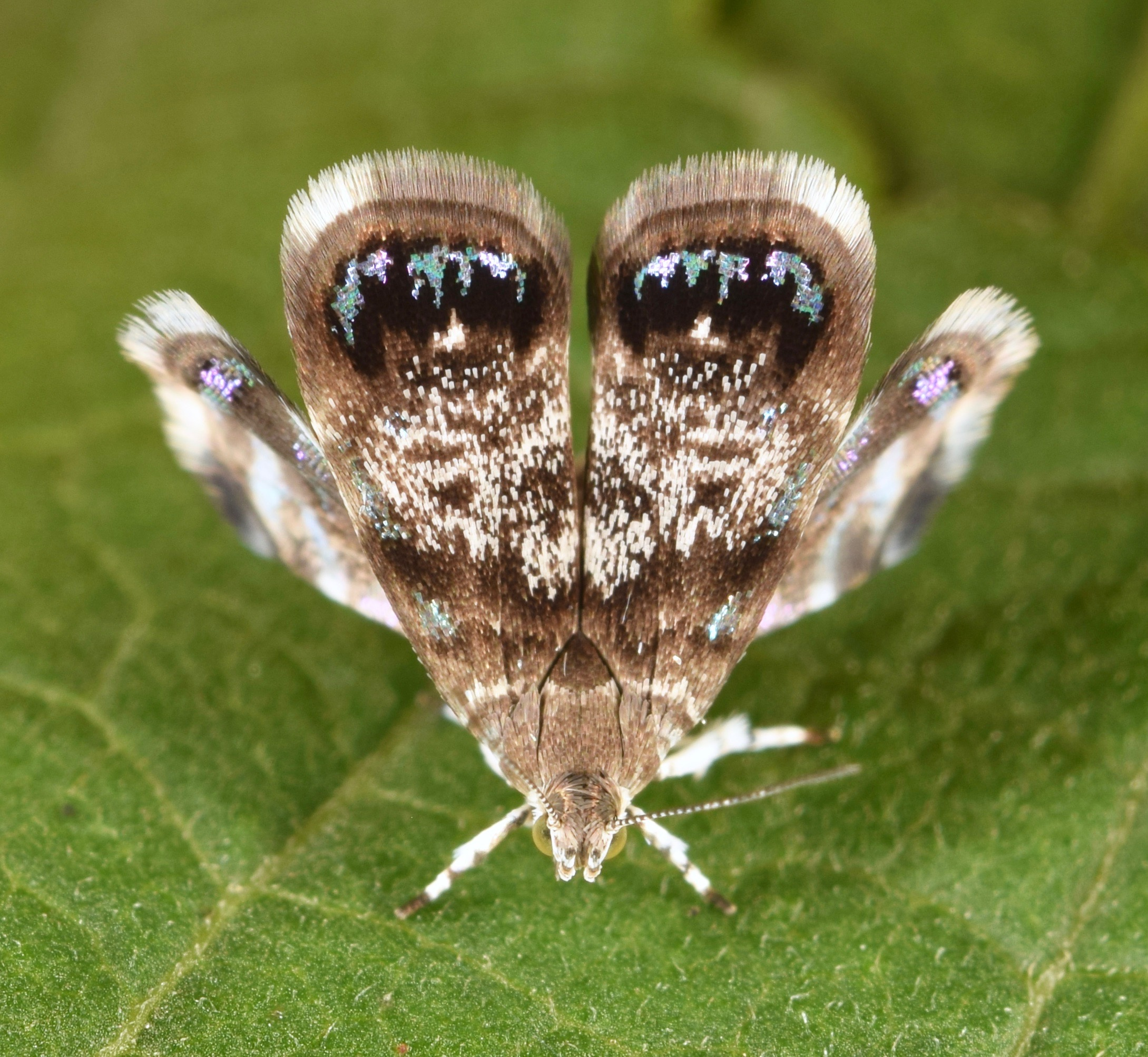
Brenthia pavonacella
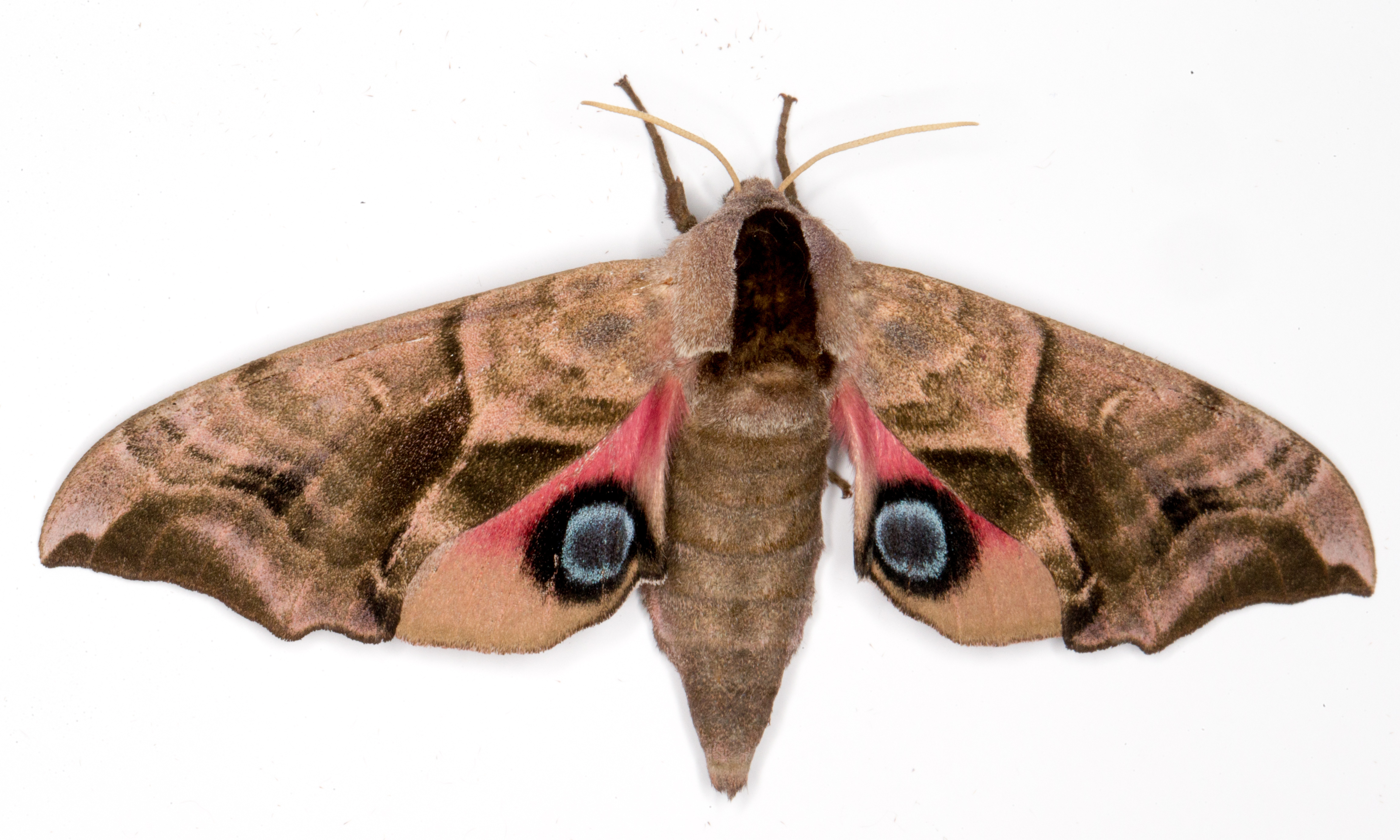
Глазчатый бражник (Smerinthus ocellatus)
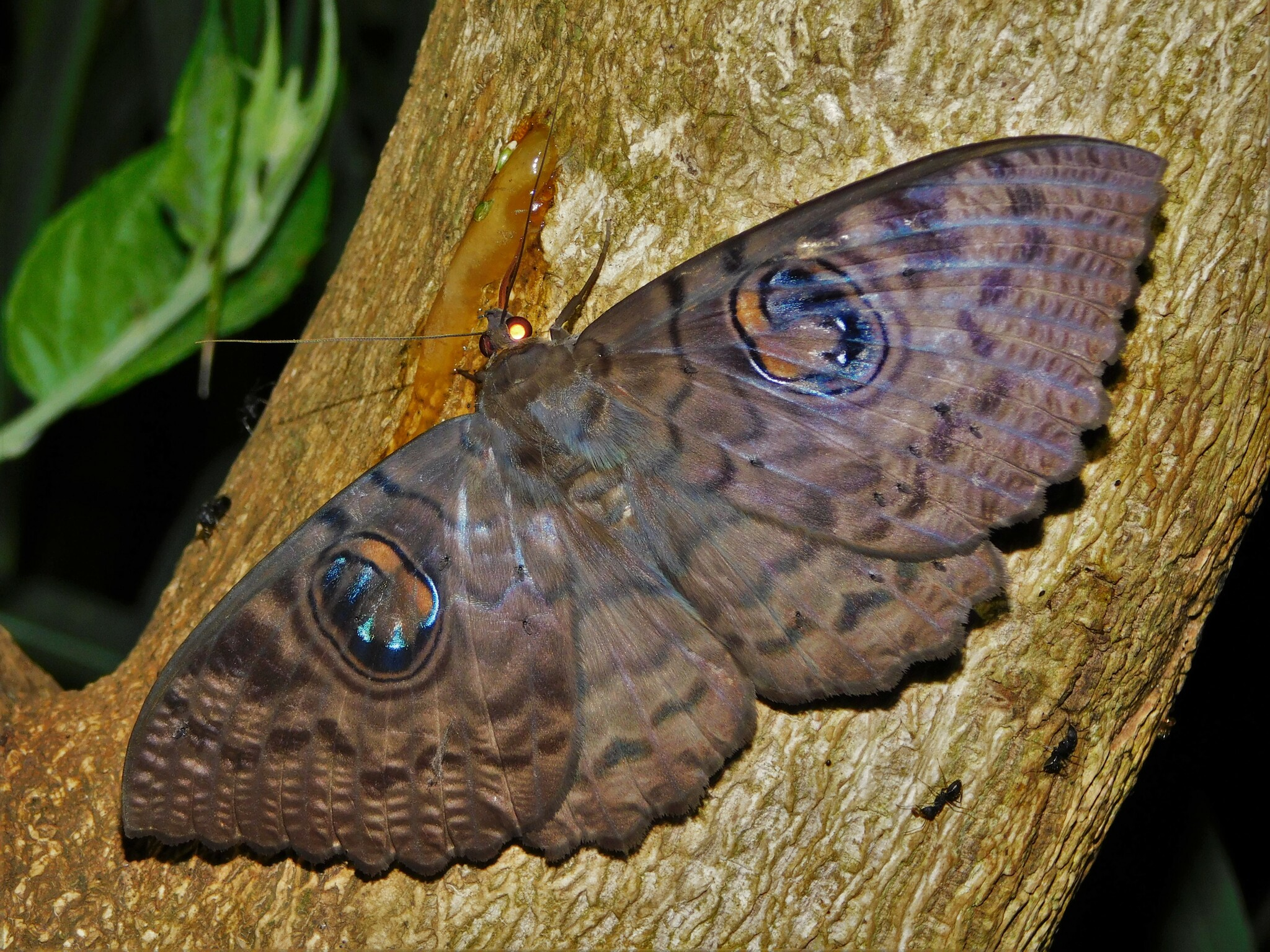
У бабочки Erebus walkeri глазчатые пятна есть как на передних крыльях взрослого насекомого...
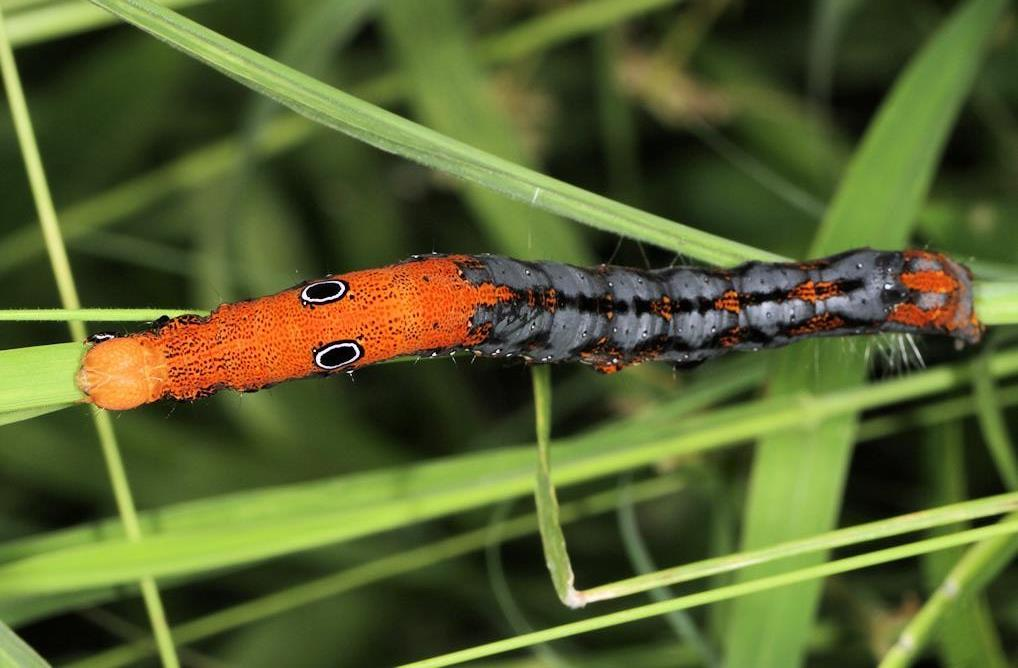
...так и на теле гусеницы
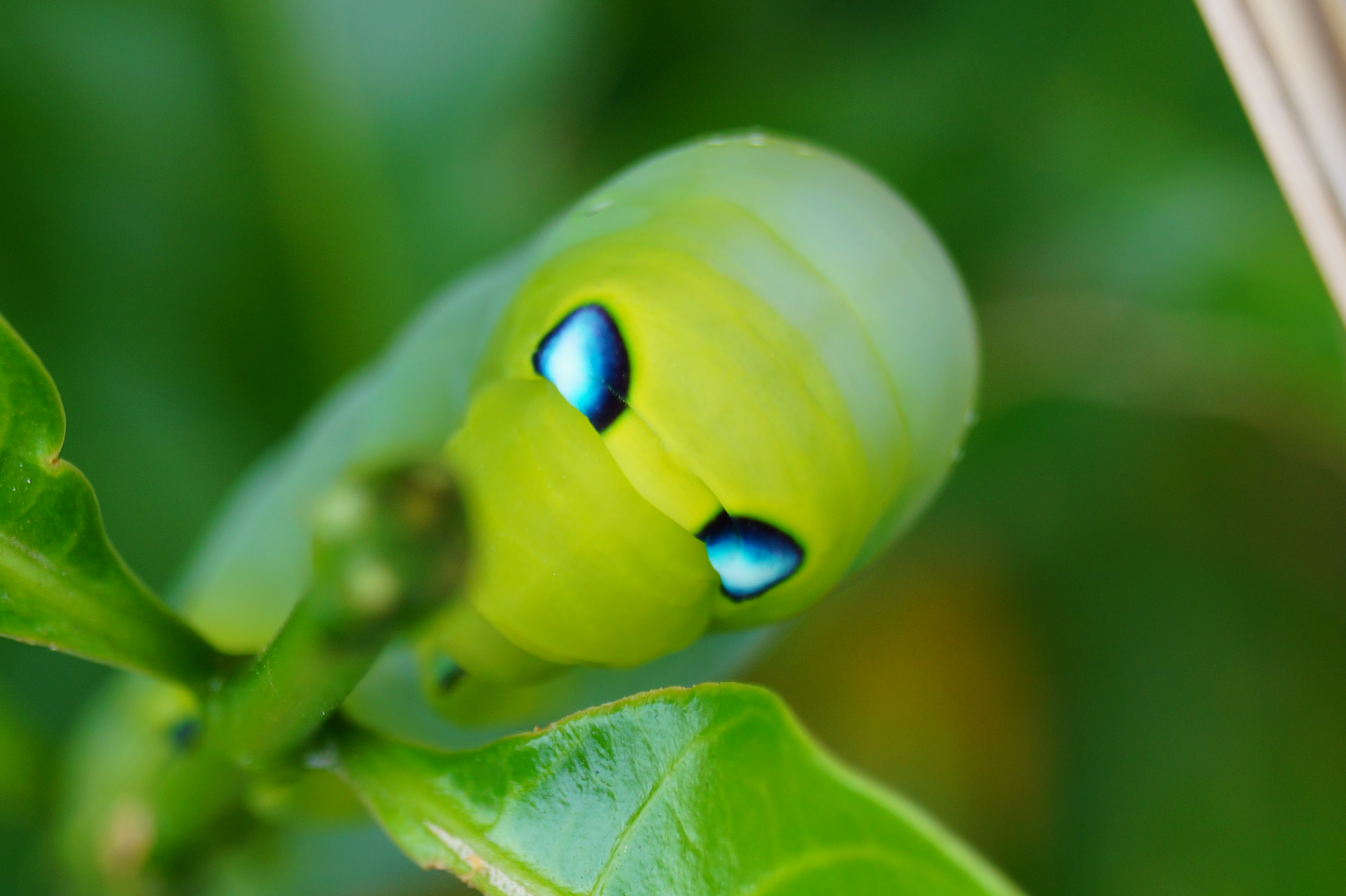
Потревоженная гусеница олеандрового бражника (Daphnis nerii) выгибает переднюю часть тела, демонстрируя глазчатые пятна
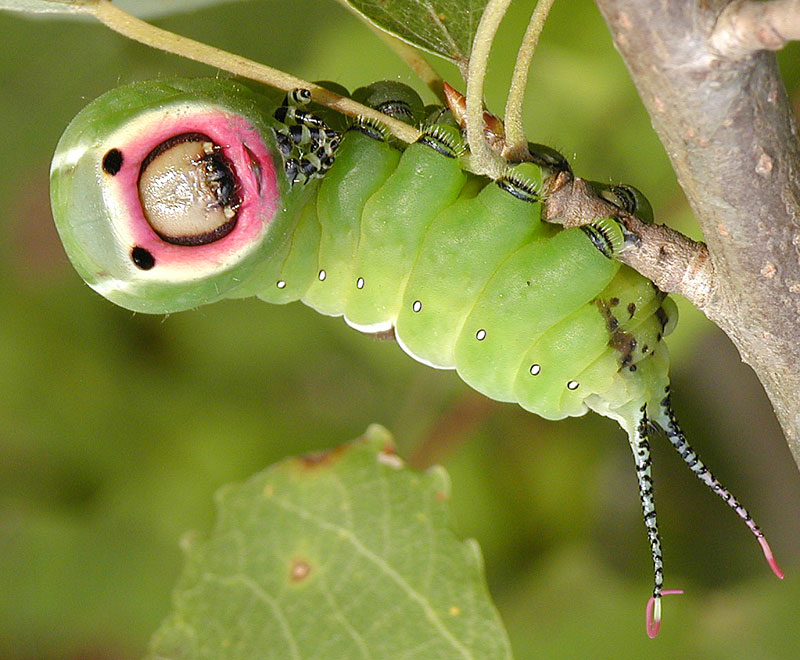
Гусеница большой гарпии (Cerura vinula) имеет глазчатые пятна над головой

### Млекопитающие, пресмыкающиеся и земноводные
Многие виды диких кошек, в том числе сервал, камышовый кот, пампасская кошка и кошка Жоффруа, имеют белые и черные пятна или полосы на задней стороне ушей. Предполагают, что они могут являться сигналом «следуй за мной» для их детёнышей. В этом случае может существовать эволюционный компромисс между ночным камуфляжем и внутривидовой передачей сигналов.
У некоторых пресмыкающихся, например у прыткой ящерицы, есть глазчатые пятна, ряд пятен тянется вдоль спины и по ряду на каждом боку.

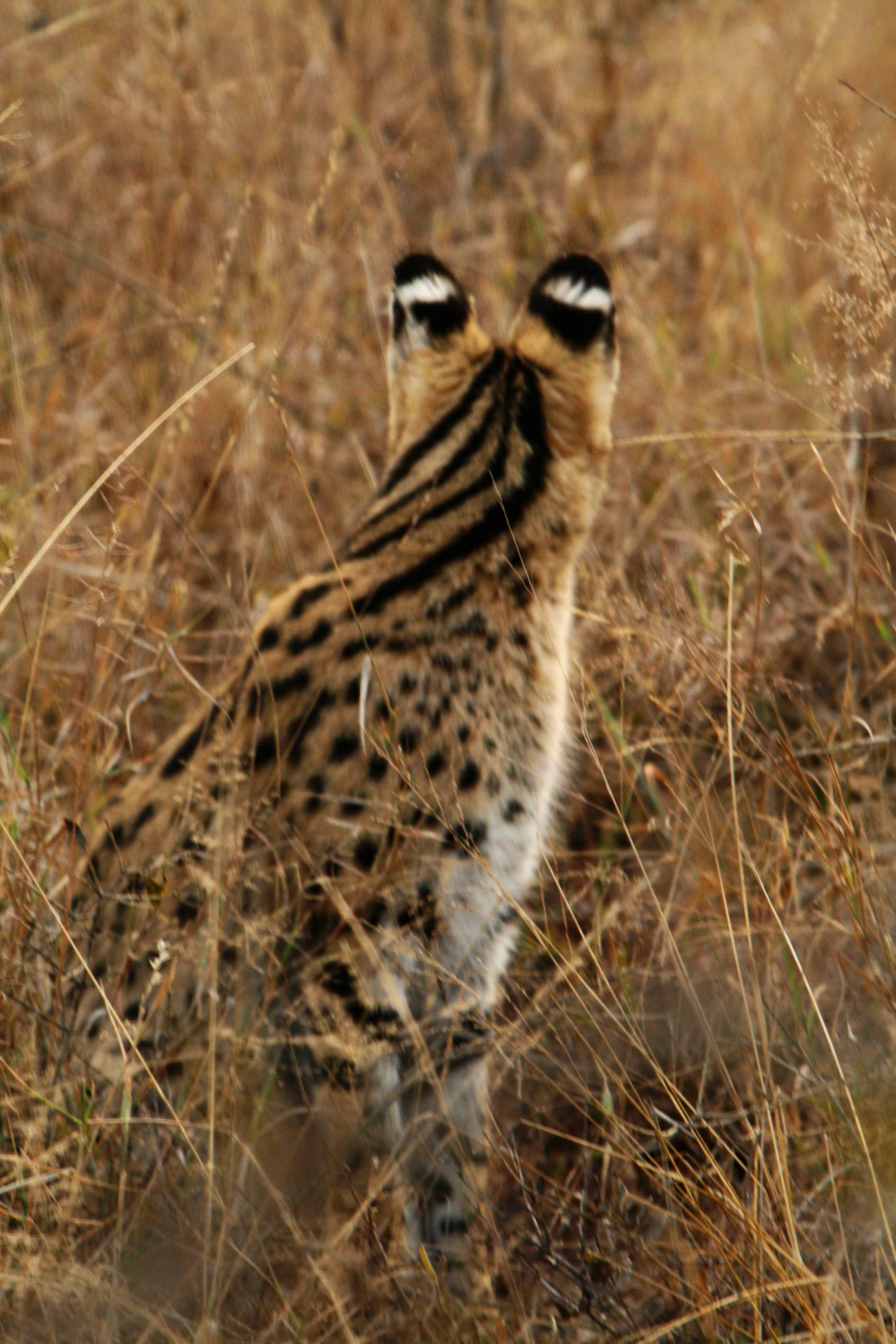
На ушах сервала сзади черные и белые полосы напоминают глаза
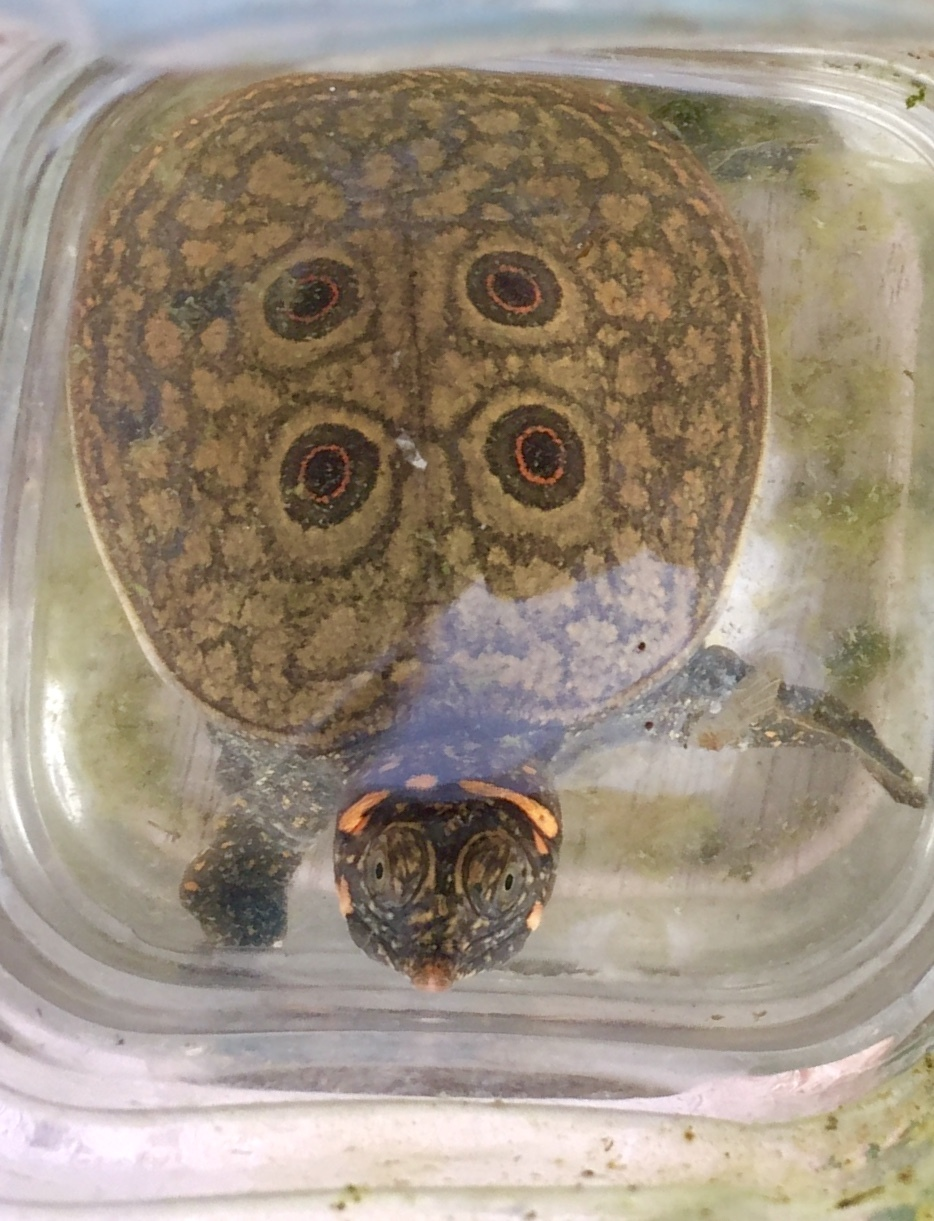
Глазчатые пятна на панцире молодой черепахи красивого трионикса (Nilssonia formosa)
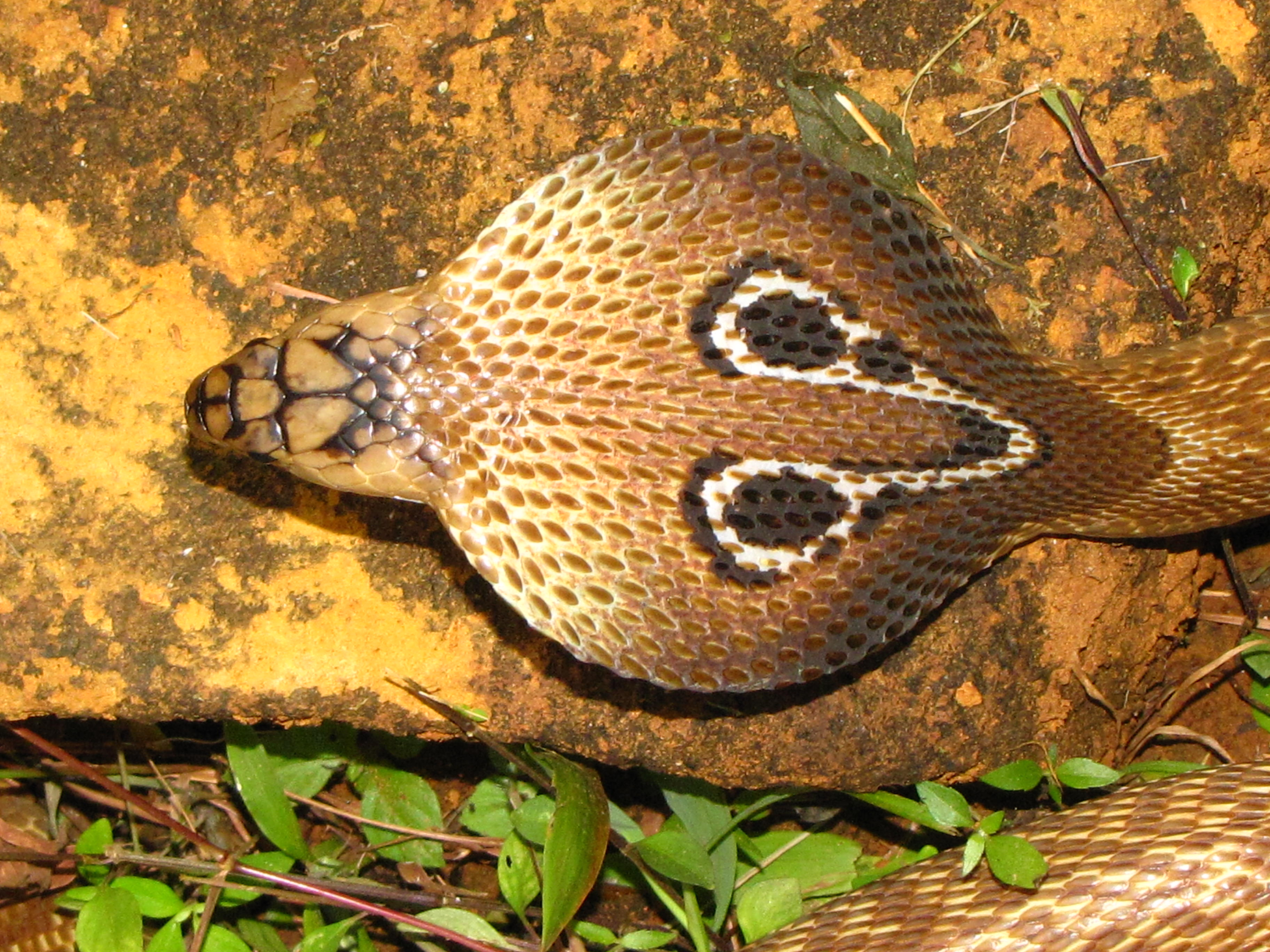
Два глазчатых пятна на капюшоне индийской кобры (Naja naja) образуют контрастный рисунок, отпугивающий врагов
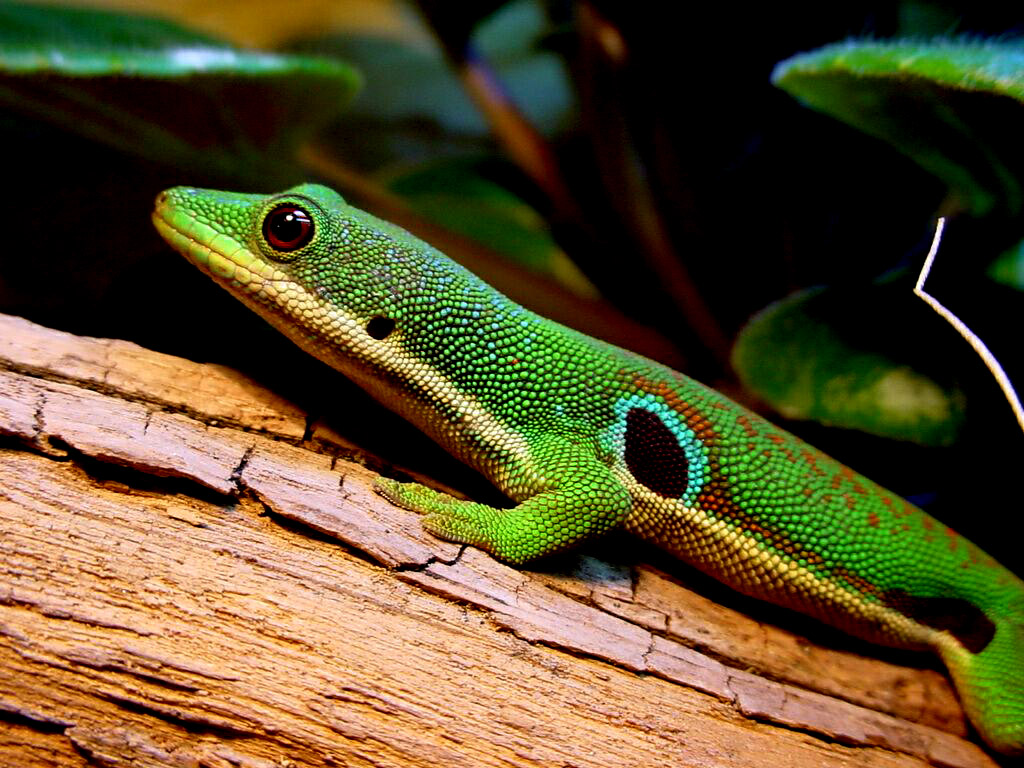
Глазчатый дневной геккон (Phelsuma quadriocellata)
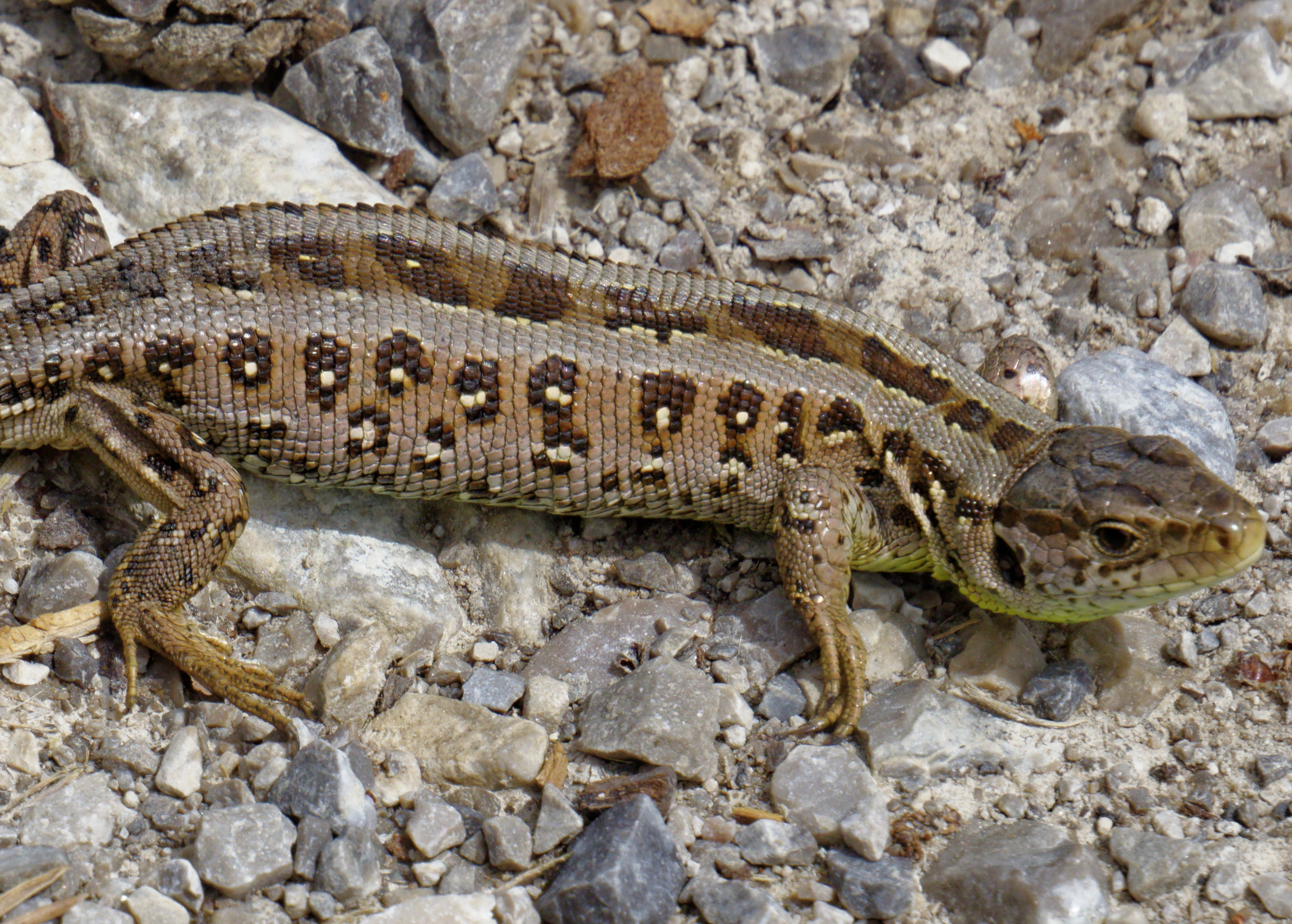
Прыткая ящерица (Lacerta agilis) имеет ряды глазчатых пятен по бокам
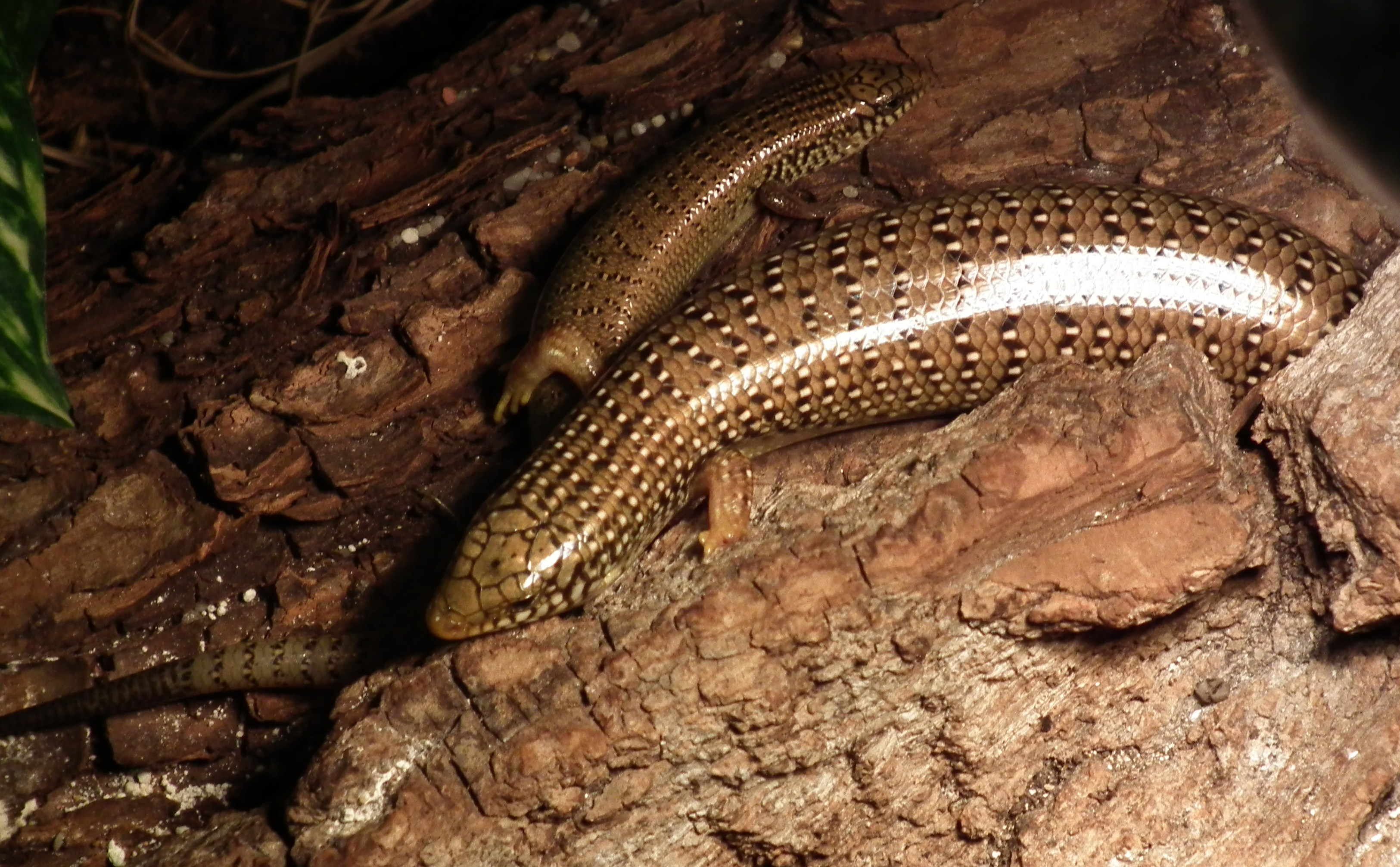
Похожие пятна у глазчатого хальцида (Chalcides ocellatus)
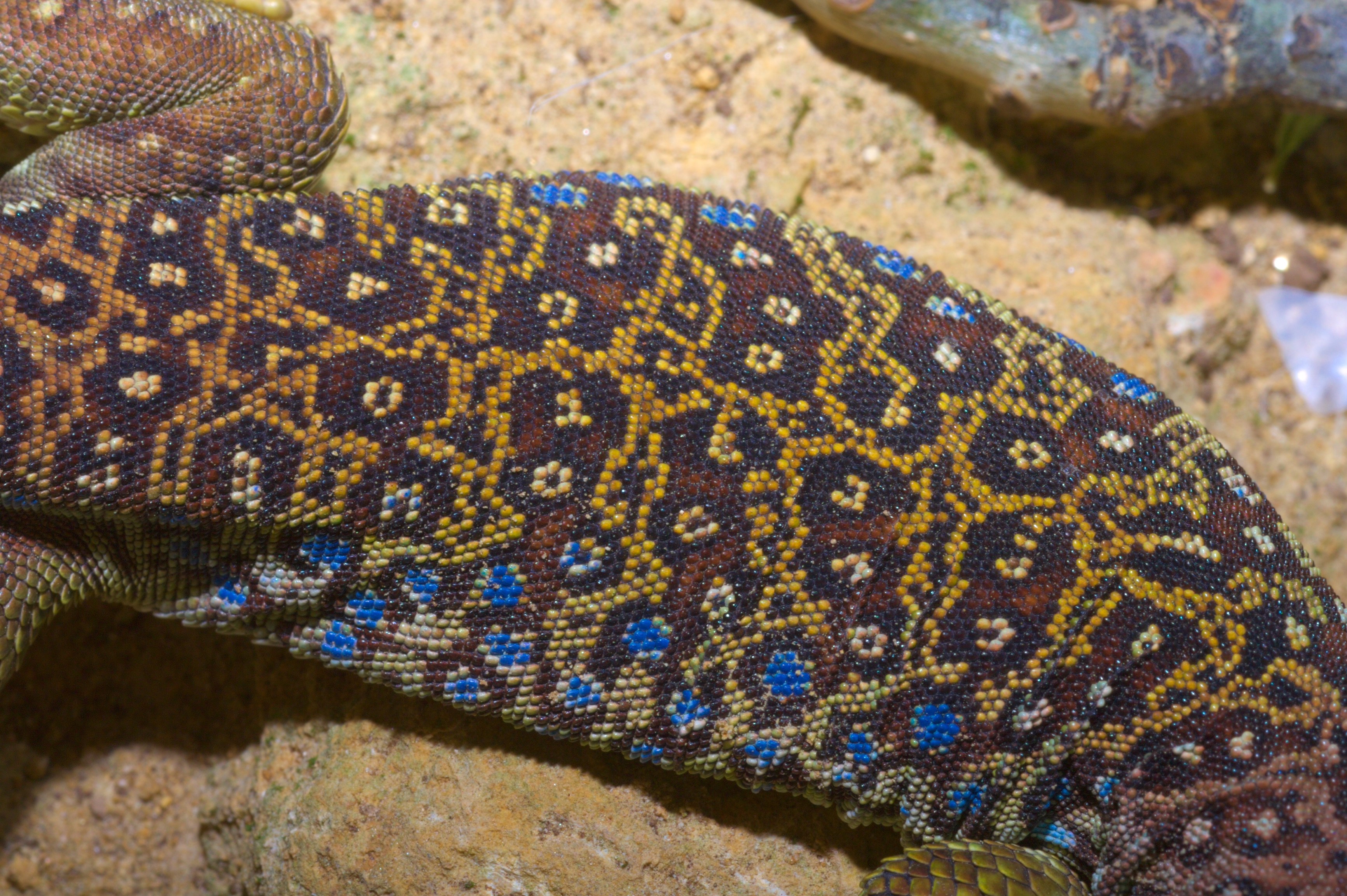
Орнамент на теле глазчатой ящерицы (Timon lepidus)
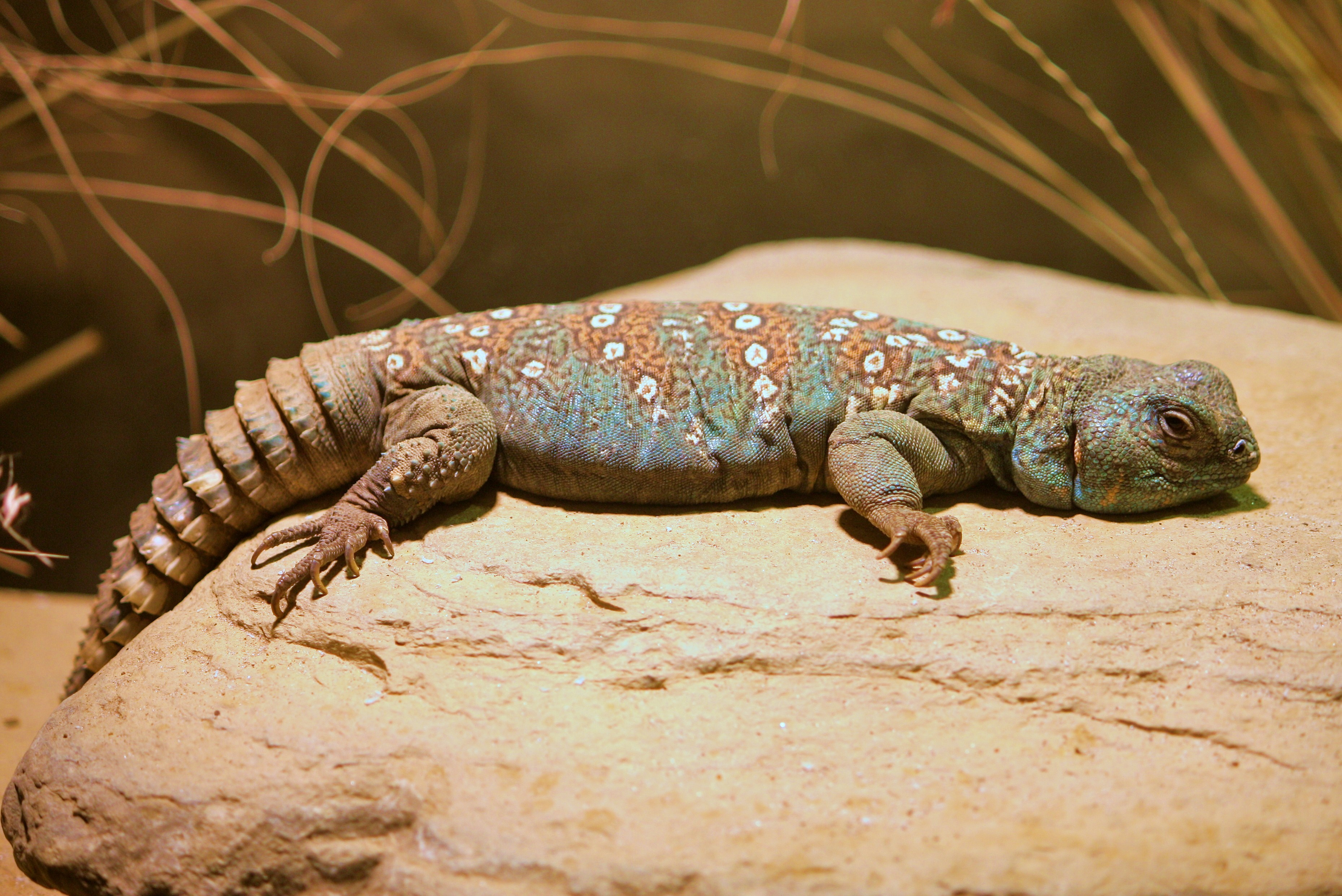
Шипохвост Uromastyx ocellata
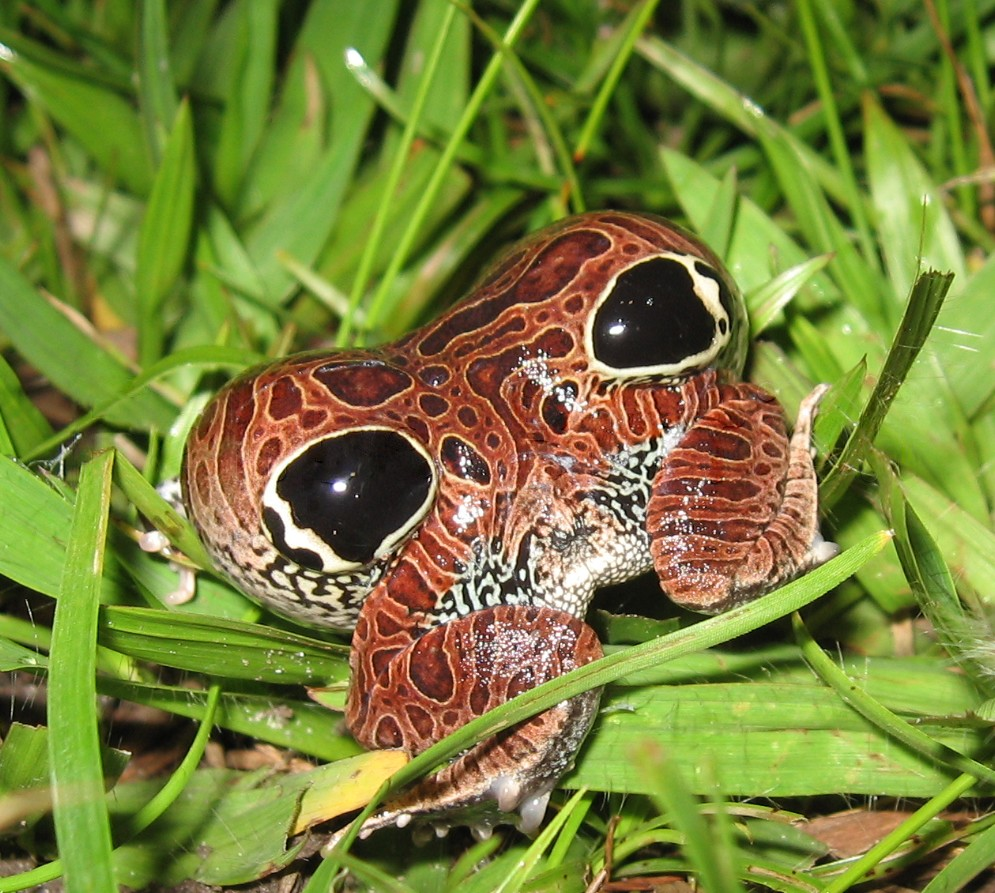
Ложные глаза на задней части тела лягушки Physalaemus nattereri предназначены для отпугивания хищников

### Птицы
Самцы некоторых видов птиц, таких как павлин, имеют яркие пятна на оперении, которые они используют для подачи сигналов самкам о своем качестве как партнера для размножения. Количество глазчатых пятен на оперении надхвостья павлина влияет на его успех у самок. Когда в эксперименте павлину подрезали хвост, самки сразу потеряли к нему интерес. У некоторых видов воробьиных сычиков на затылке есть ложные глаза, что вводит хищников в заблуждение, заставляя их реагировать так, как если бы на них был направлен агрессивный взгляд.

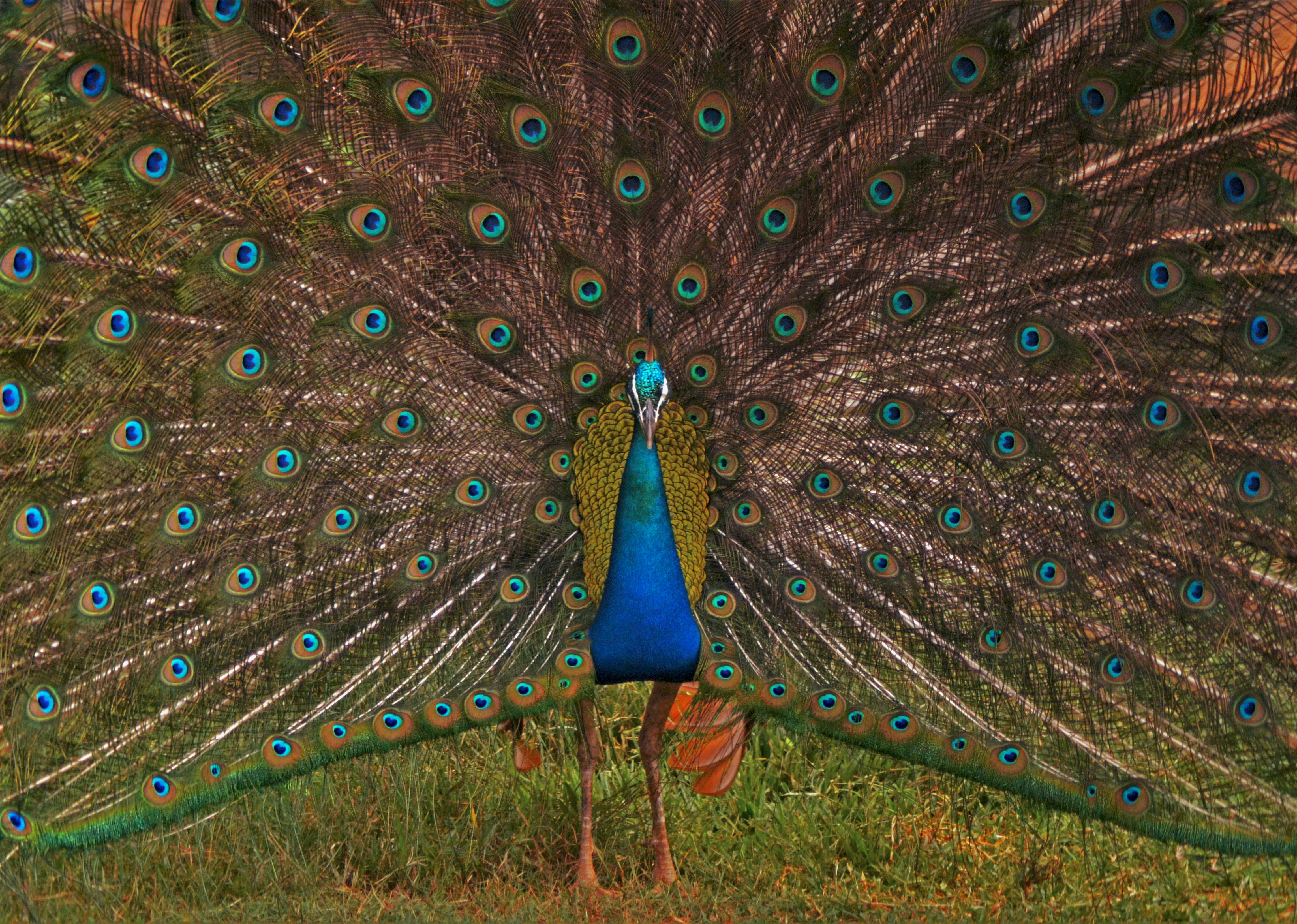
Павлин демонстрирует в брачный период самкам свой хвост со множеством глазчатых пятен
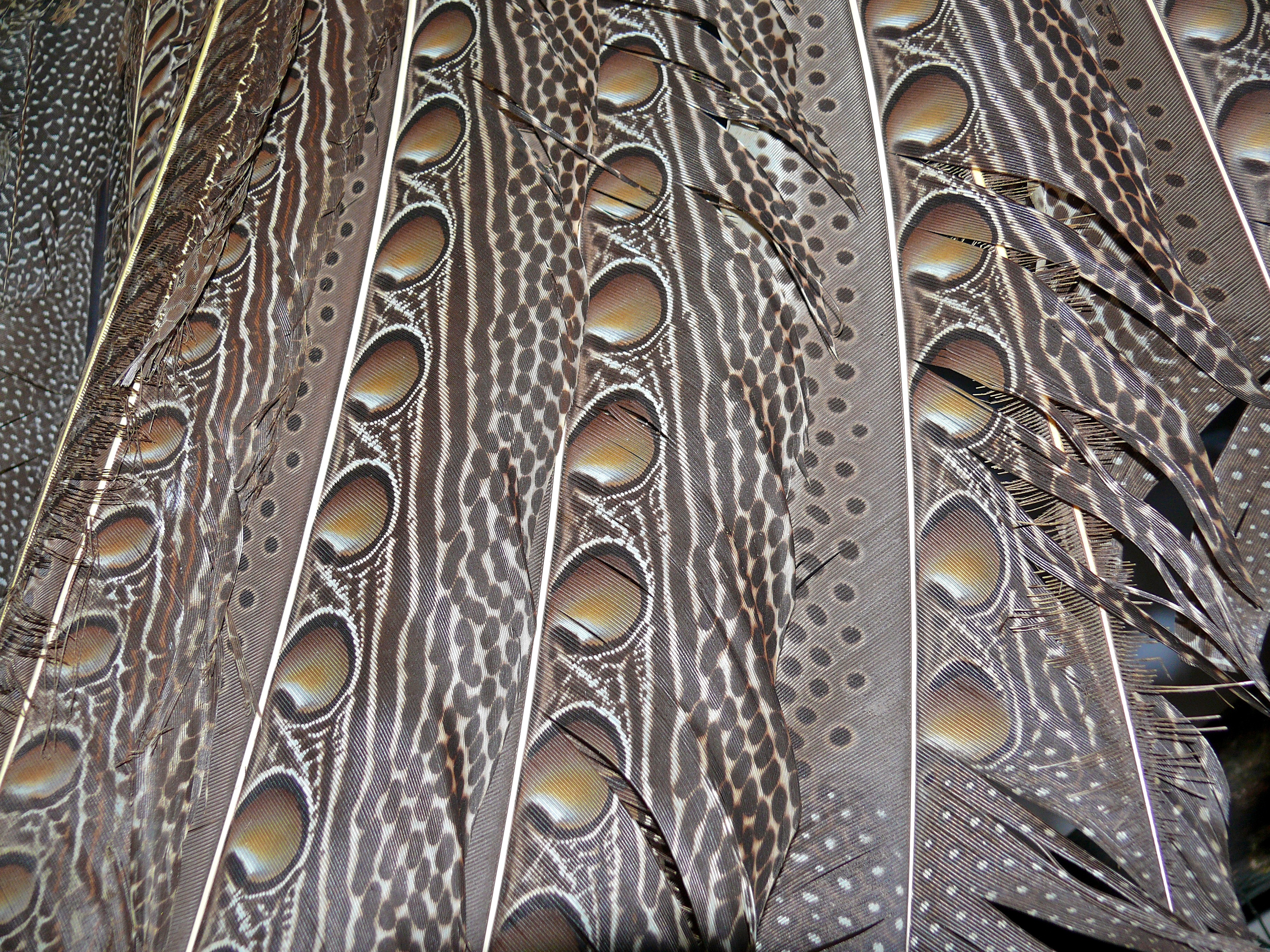
Глазчатые пятна на маховых перьях крыльев большого аргуса, который распускает перед самками не хвост, а крылья
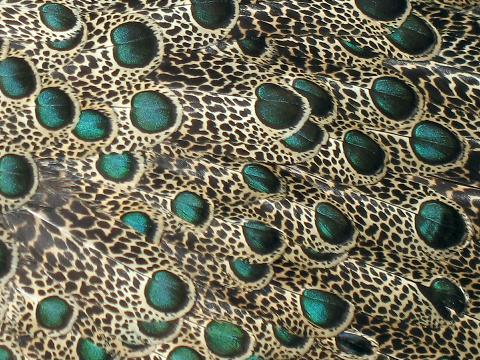
А у павлиньих фазанов (Polyplectron) глазчатые пятна есть и на хвосте, и на крыльях
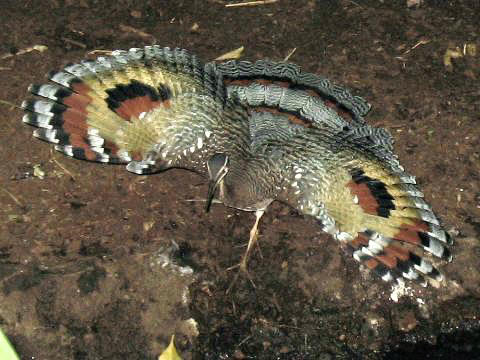
Солнечная цапля (Eurypyga helias) расправляет крылья, демонстрируя крупные глазчатые пятна на них, в попытке отпугнуть приближающегося хищника
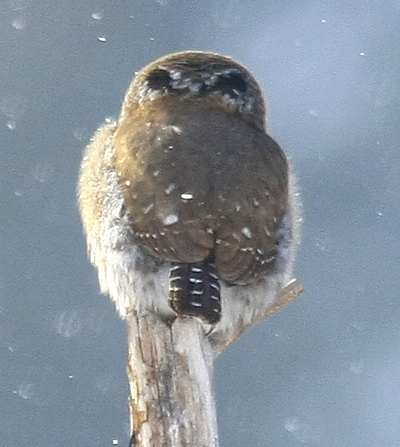
Калифорнийский воробьиный сыч-гном (Glaucidium californicum) имеет глазчатые пятна на задней стороне головы

### Рыбы
Глазчатые пятна есть у некоторых рыб. Четырёхглазая рыба-бабочка получила свое название из-за большого яркого пятна на каждой стороне тела возле хвоста. Чёрная вертикальная полоса на голове проходит через настоящий глаз, из-за чего он труднозаметен. Это может обмануть хищников двумя способами: хищник нападет на хвост, а не на более уязвимую голову, и указать вероятное направление движения рыбы. Таким образом, четырёхглазая рыба-бабочка является примером аутомимикрии. По той же причине у многих молодых рыб есть глазчатые пятна, которые исчезают при взрослении. Некоторые виды рыб, такие как рыба-мандаринка Synchiropus picturatus и скат Монтегю, сохраняют свои глазчатые пятна на протяжении всей своей жизни. Эти глазчатые пятна могут принимать форму, очень похожую на ту, что наблюдается у большинства бабочек, с центральным пятном, окруженным концентрическими кольцами другой пигментации. У некоторых рыб глазчатые пятна на плавниках могут изменять свой цвет. Так, у взрослого глазчатого дендрохира (Dendrochirus biocellatus) из семейства скорпеновых на мягкой части спинного плавника расположено два или три глазчатых пятна чёрного цвета с жёлтой окантовкой. Во время охоты, ухаживания или стычки с соперником эти пятна становятся светло-сине-зелёного цвета. В центре при этом остаётся маленькое чёрное пятно наподобие зрачка.

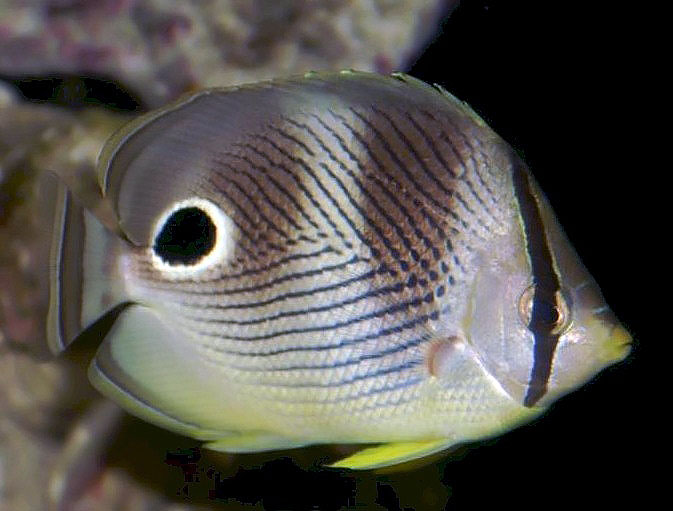
Четырёхглазая рыба-бабочка (Chaetodon capistratus) имеет ложный глаз возле хвоста и чёрную полосу, проходящую через глаз и скрывающую его
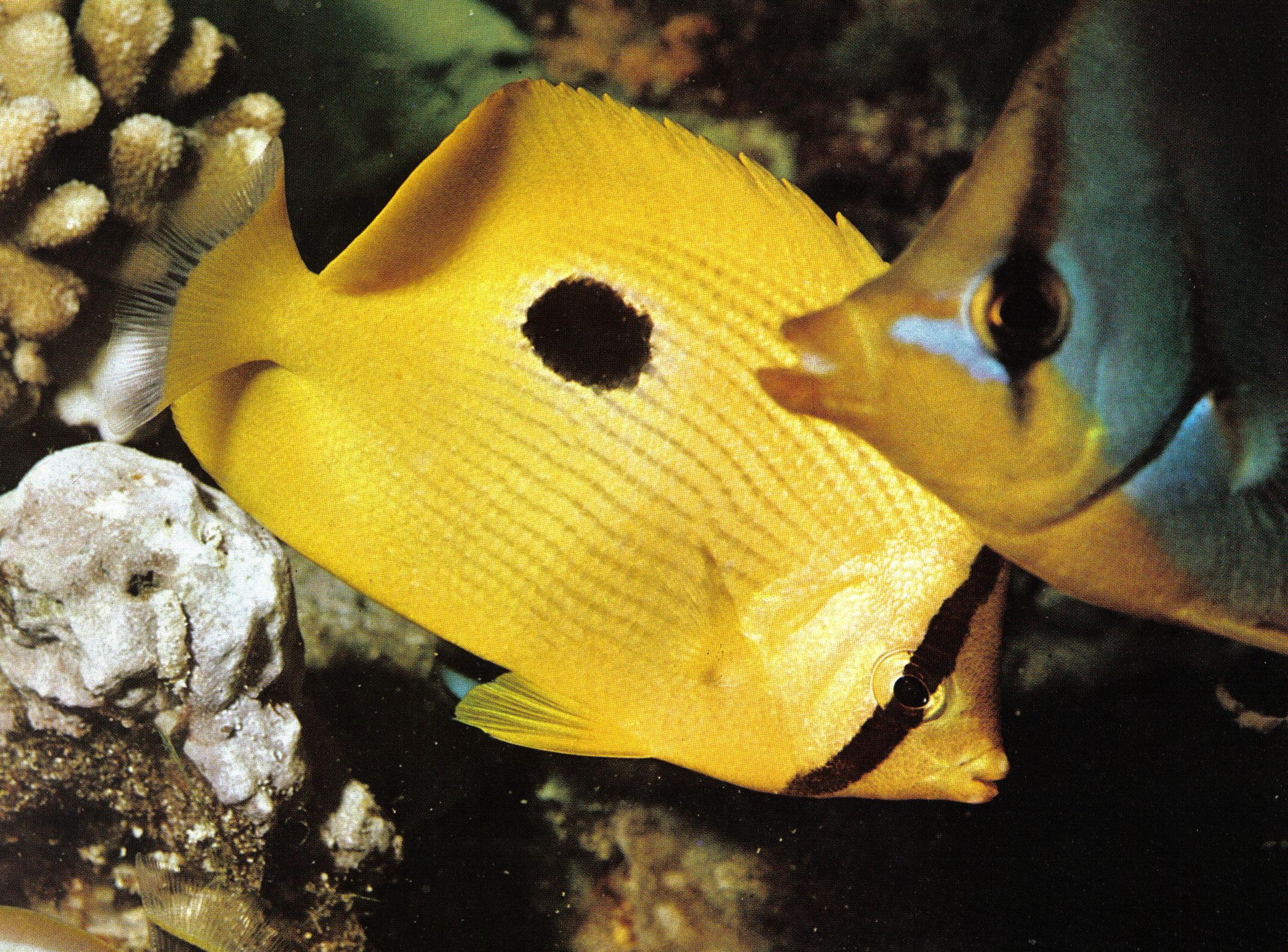
Занзибарская рыба-бабочка (Chaetodon zanzibarensis)
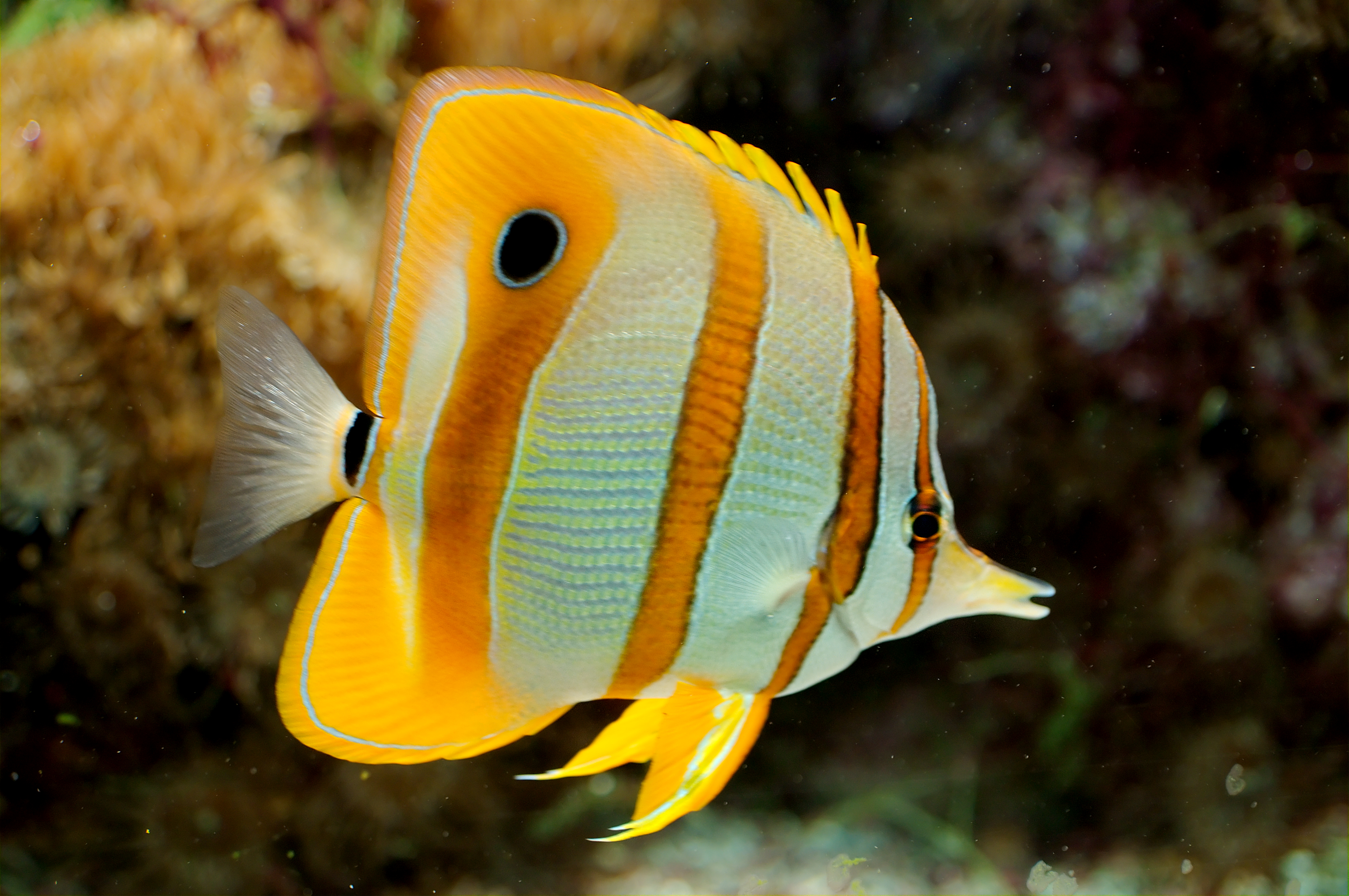
Меднополосый хелмон (Chelmon rostratus)
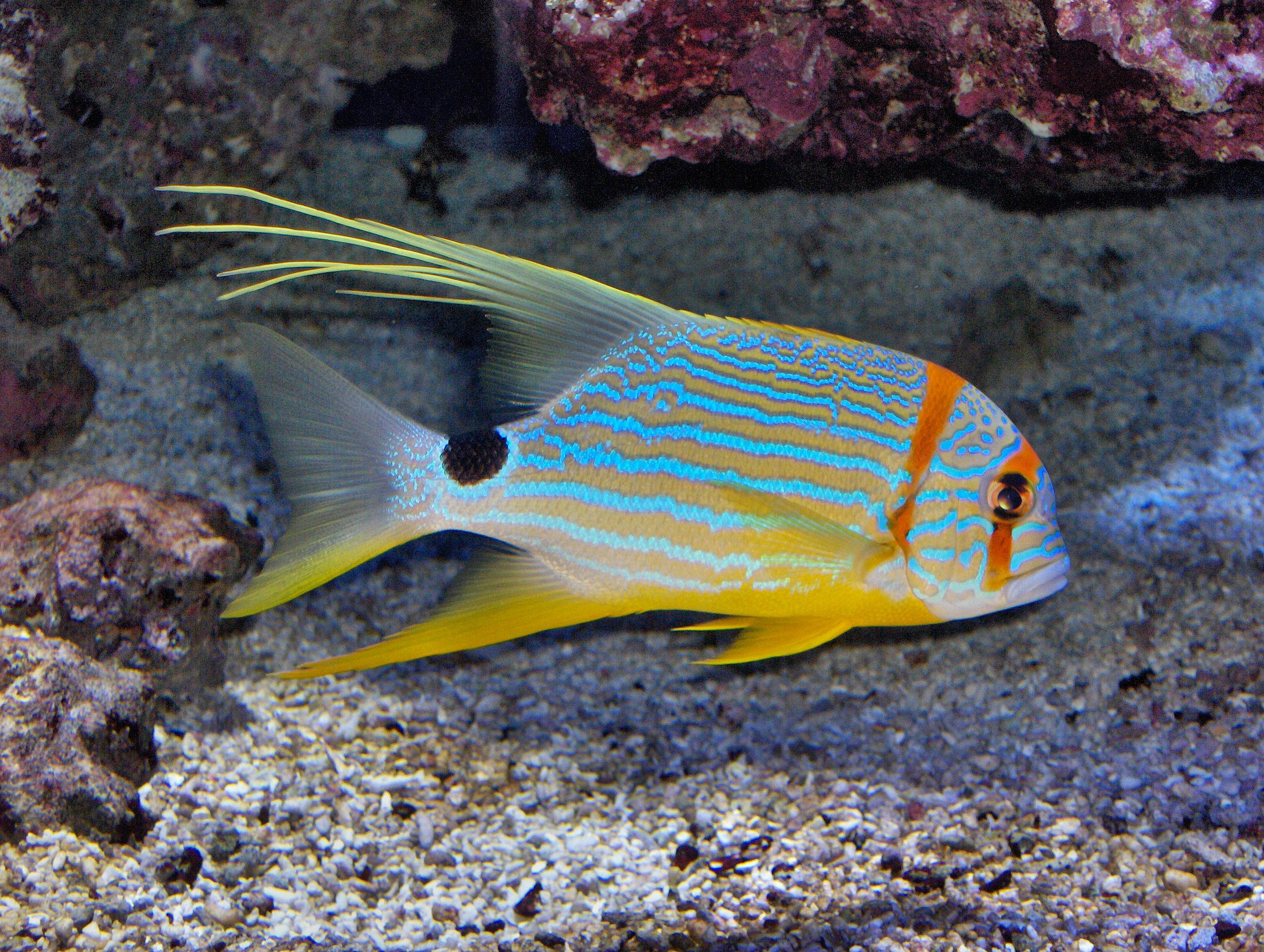
Симфорихт (Symphorichthys spilurus)
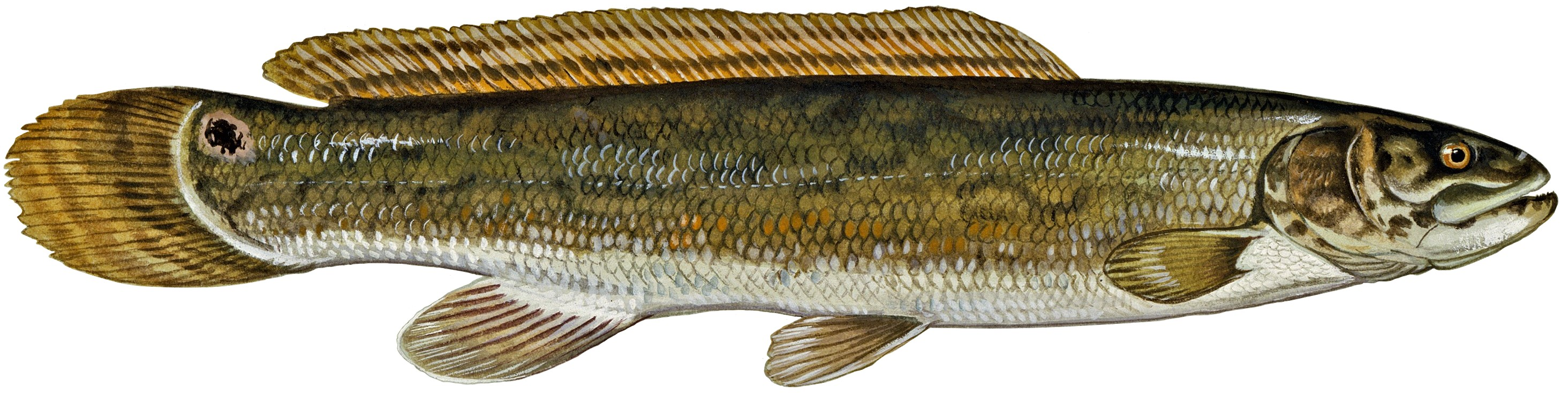
Амия (Amia calva)
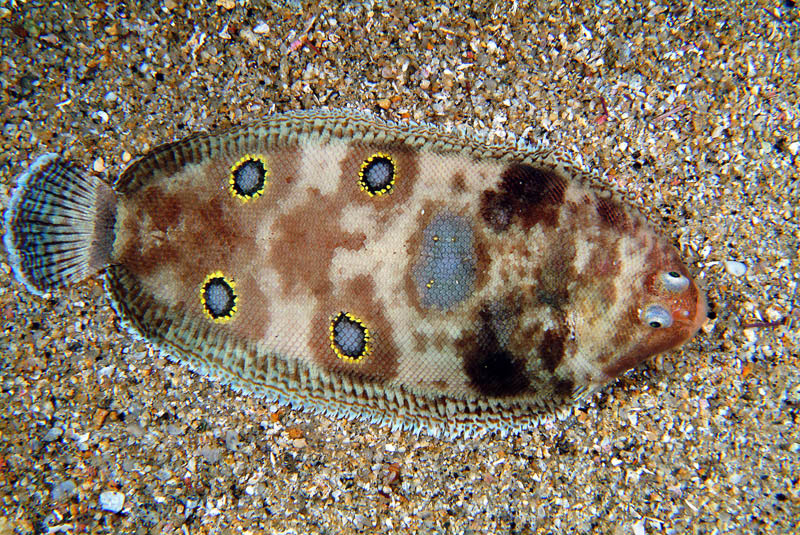
Глазастая короткопёрая солея (Microchirus ocellatus)
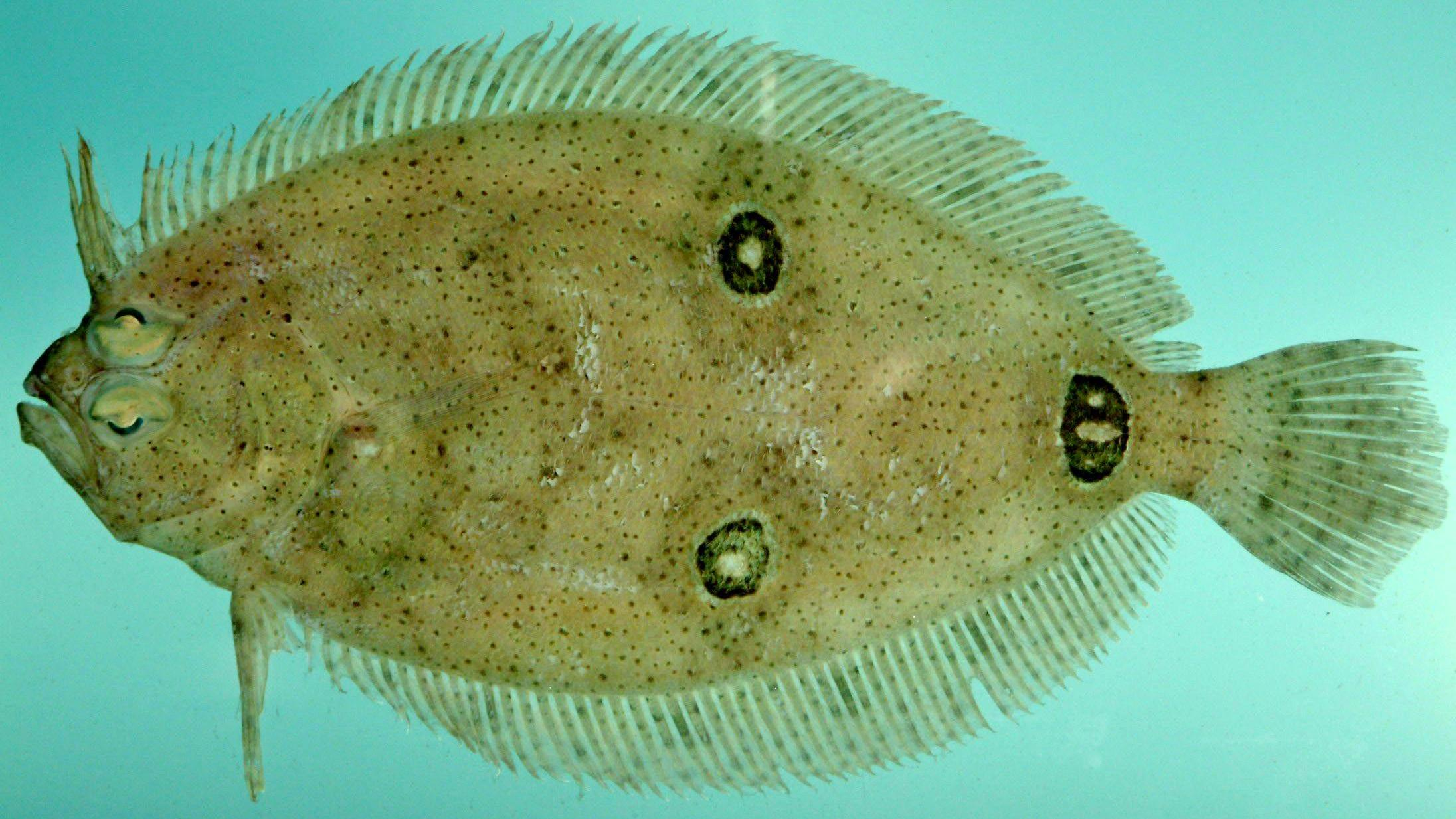
Трёхглазая камбала-анцилопсетта (Ancylopsetta dilecta)
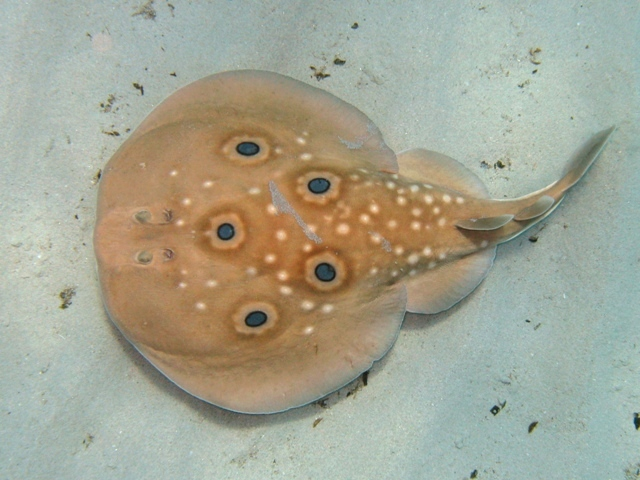
Глазчатый электрический скат (Torpedo torpedo)
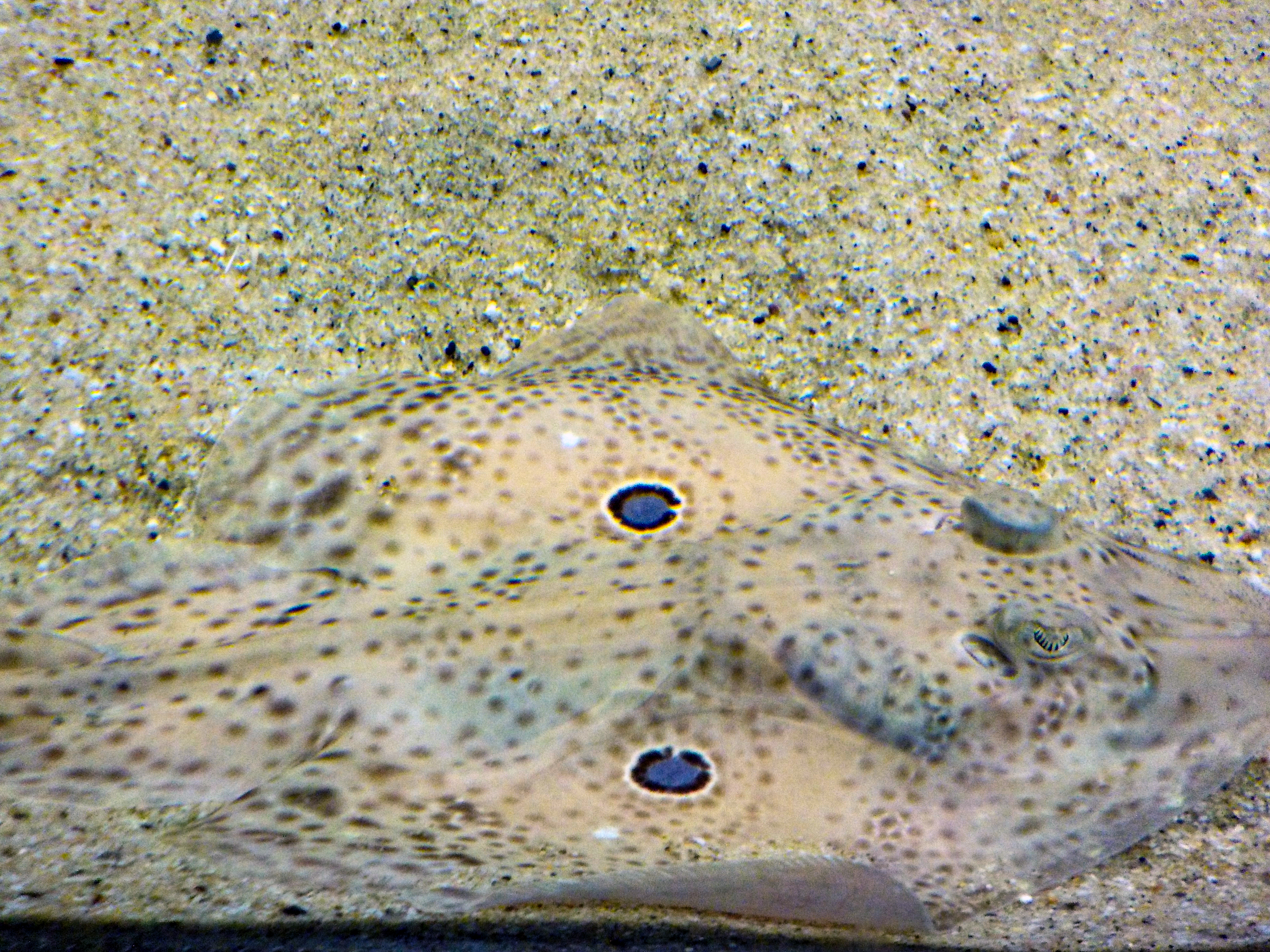
Глазчатые пятна — единственный заметный элемент окраски сливающегося с фоном дна мексиканского ромбового ската (Raja texana)
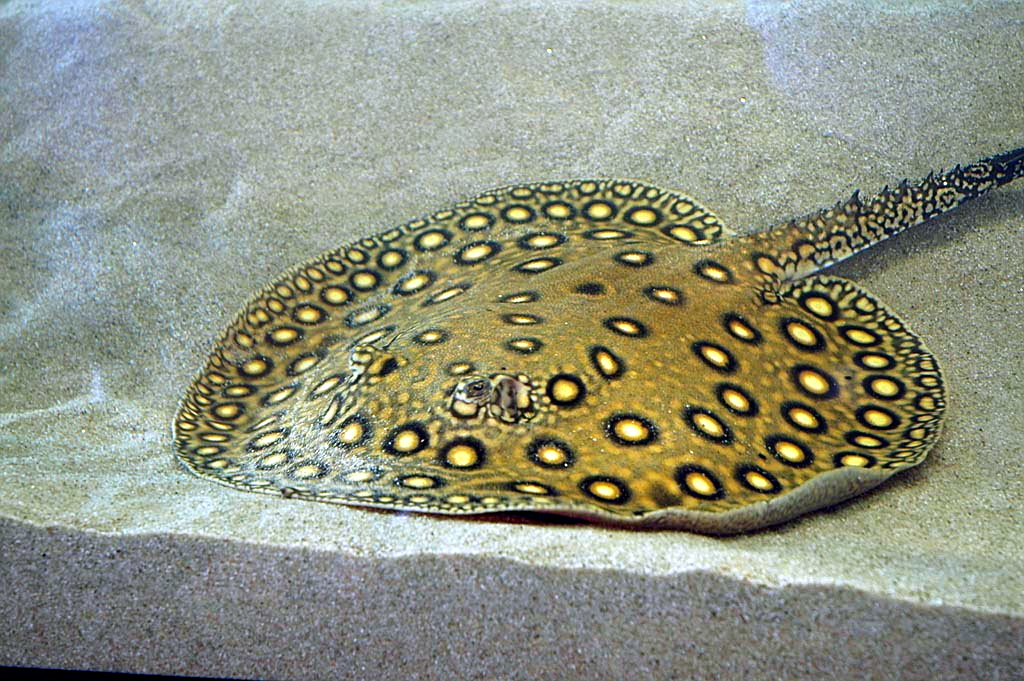
Глазчатый хвостокол (Potamotrygon motoro)
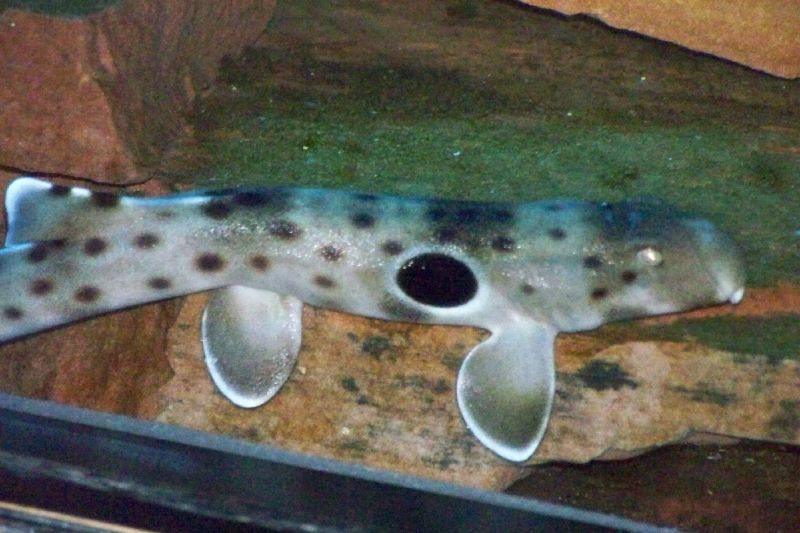
Глазчатая кошачья акула (Hemiscyllium ocellatum)
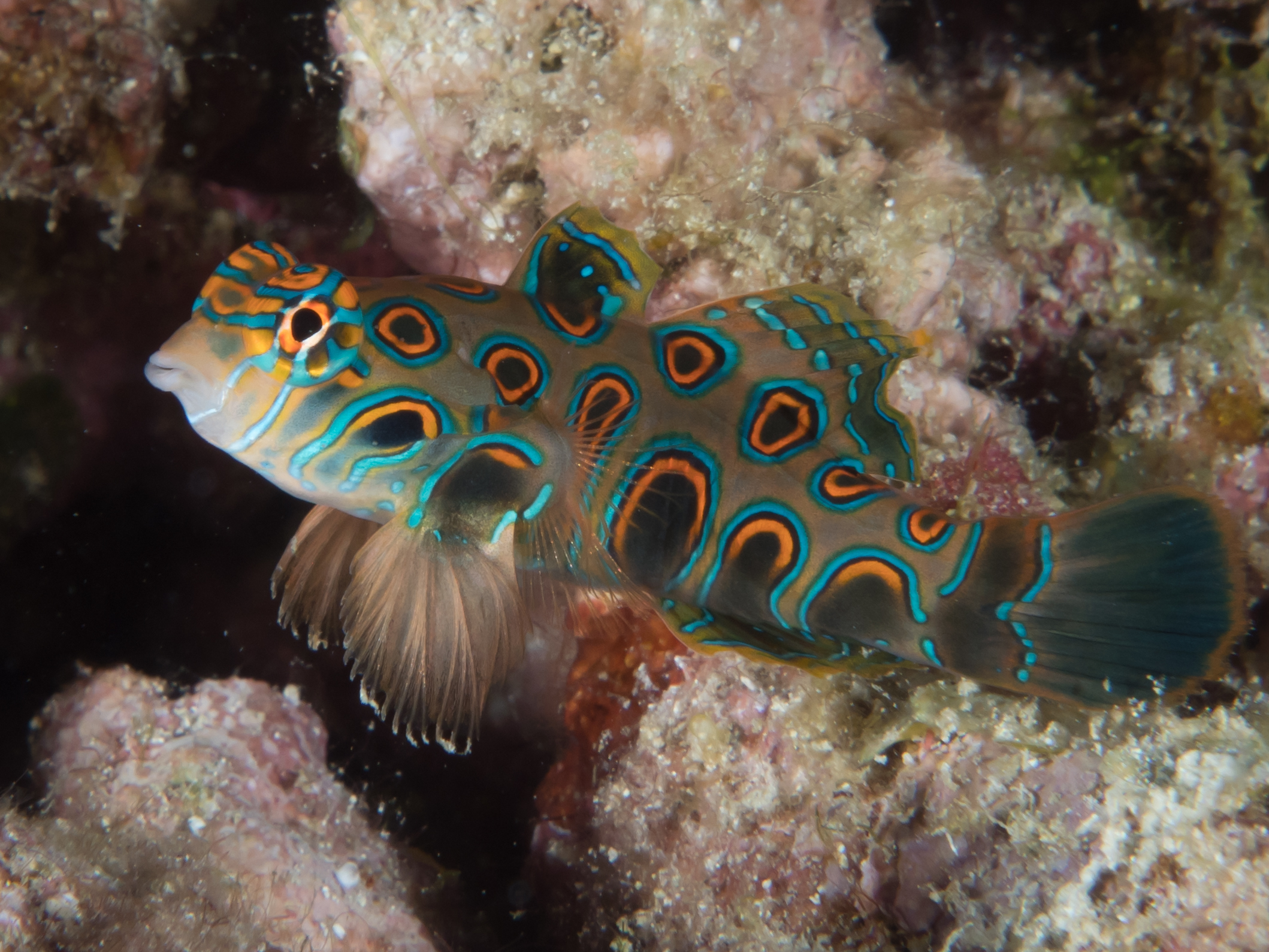
Рыба-мандаринка Synchiropus picturatus
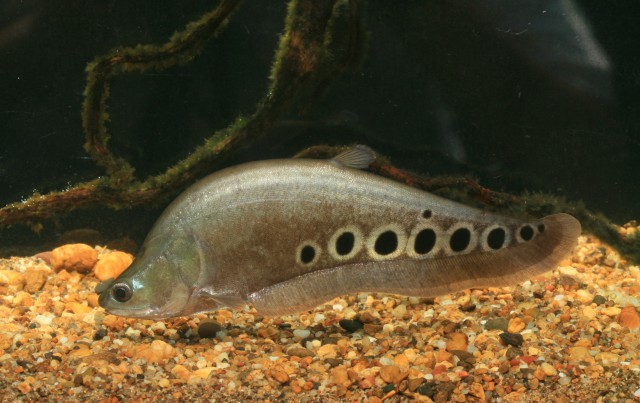
Chitala ornata
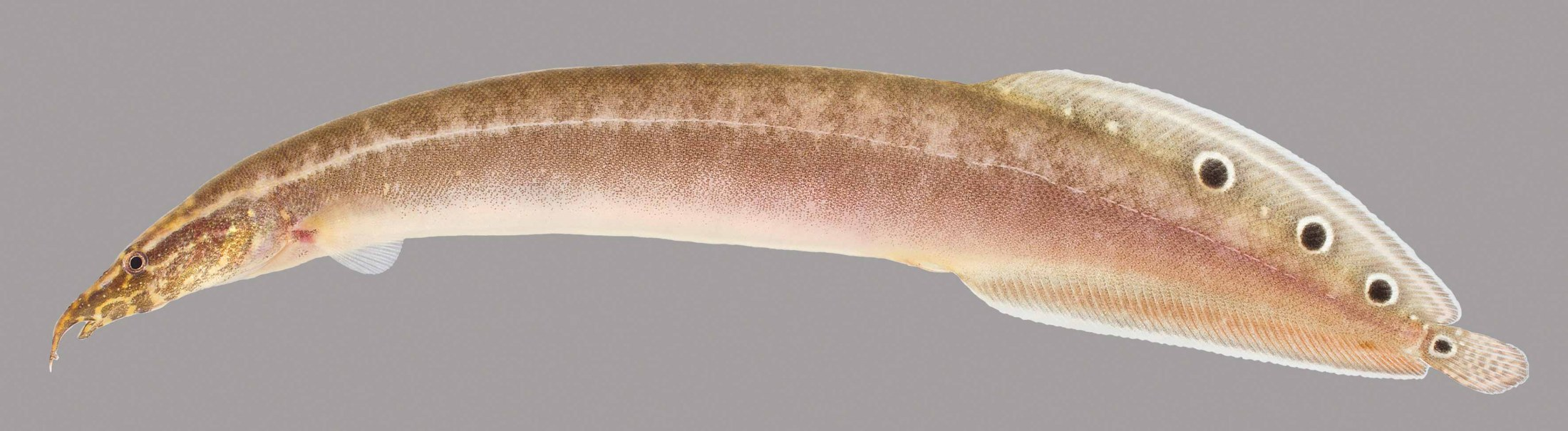
Сиамский хоботнорыл (Macrognathus siamensis)
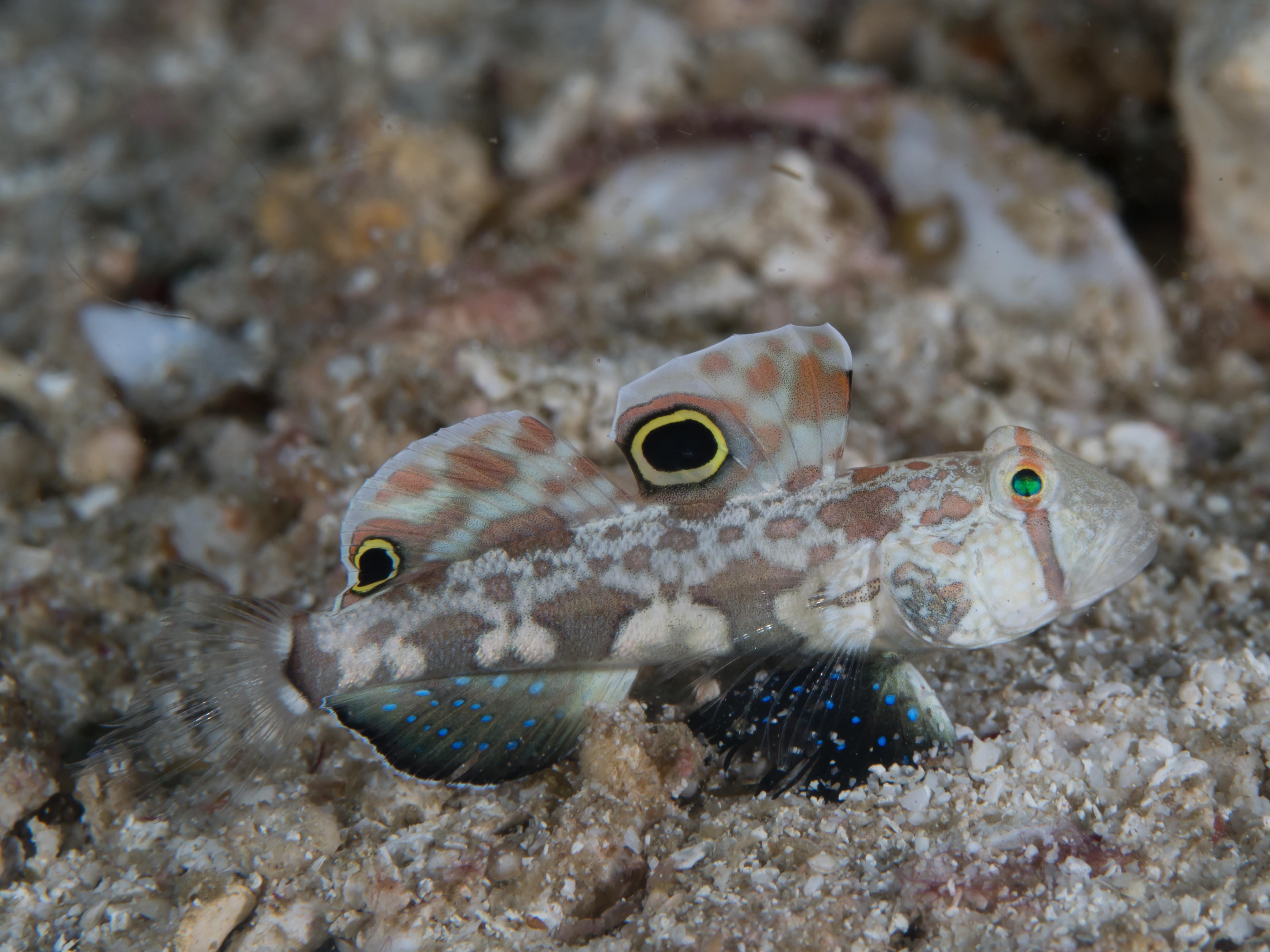
Глазчатые пятна на плавниках бычка Signigobius biocellatus
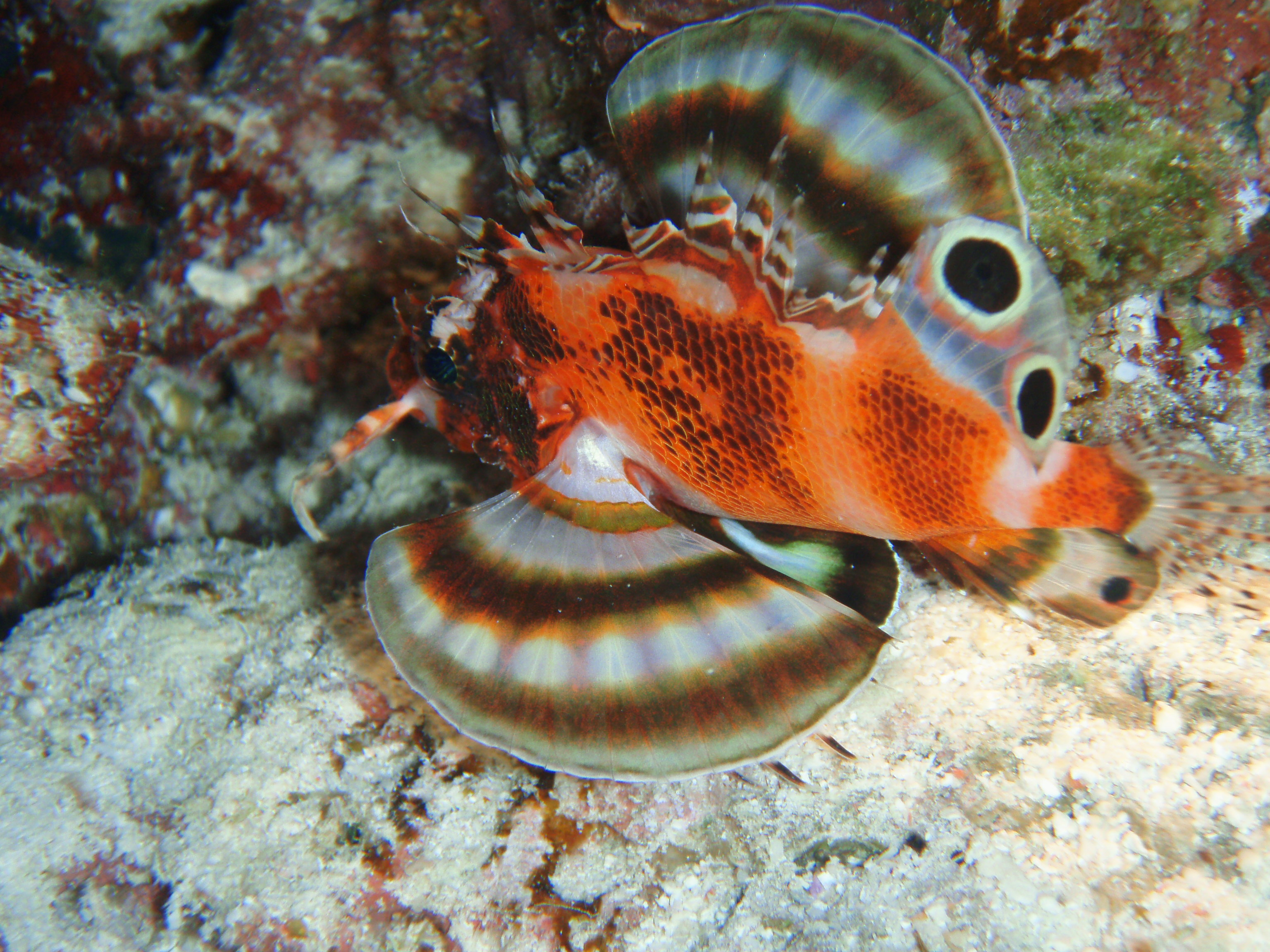
Глазчатый дендрохир (Dendrochirus biocellatus)
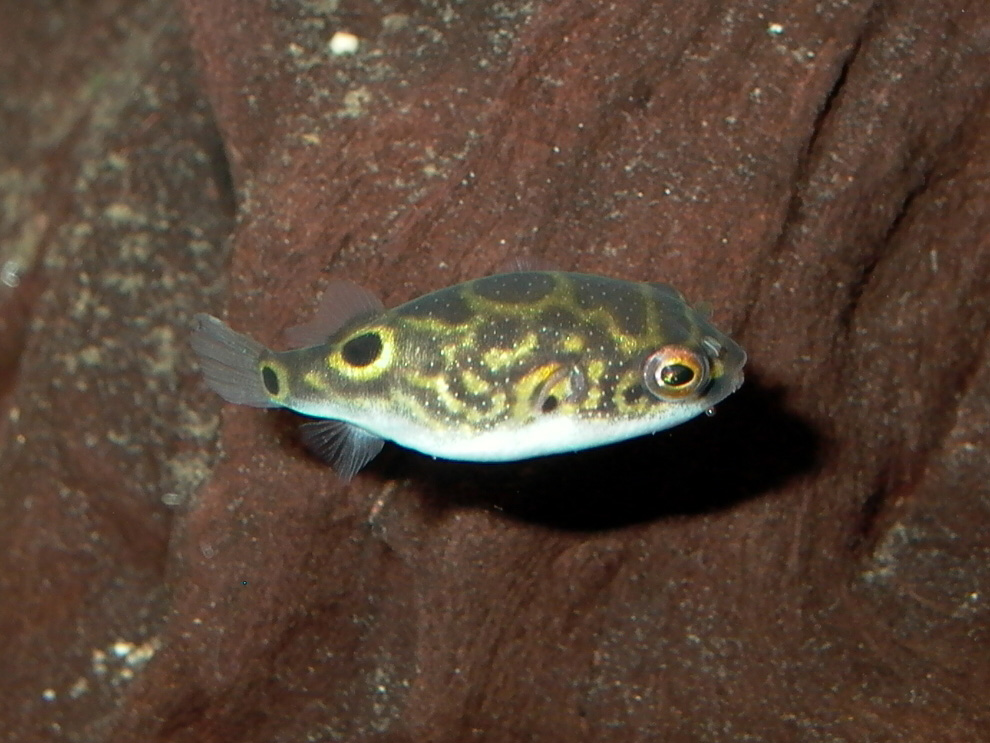
Tetraodon biocellatus
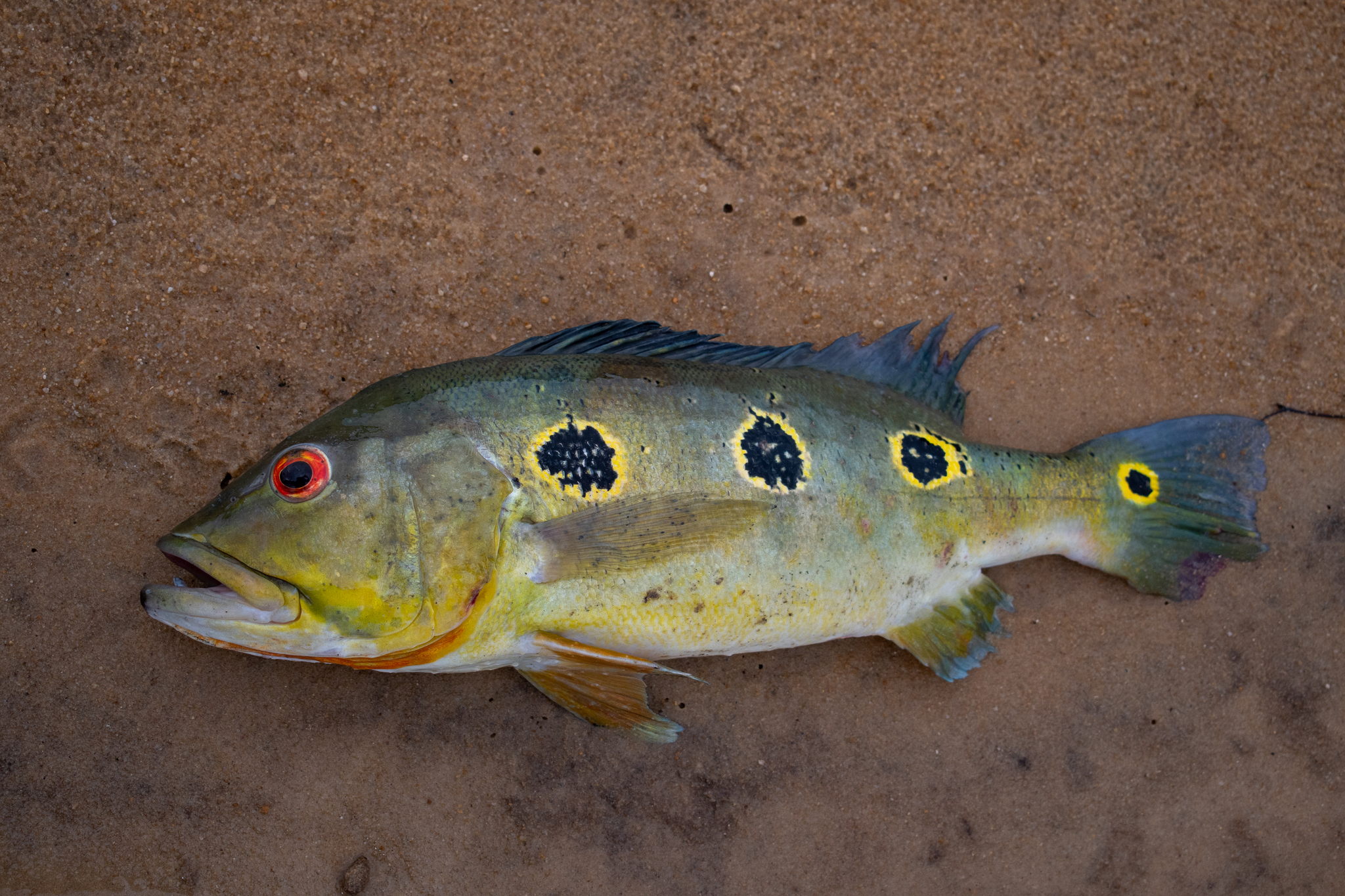
Cichla orinocensis
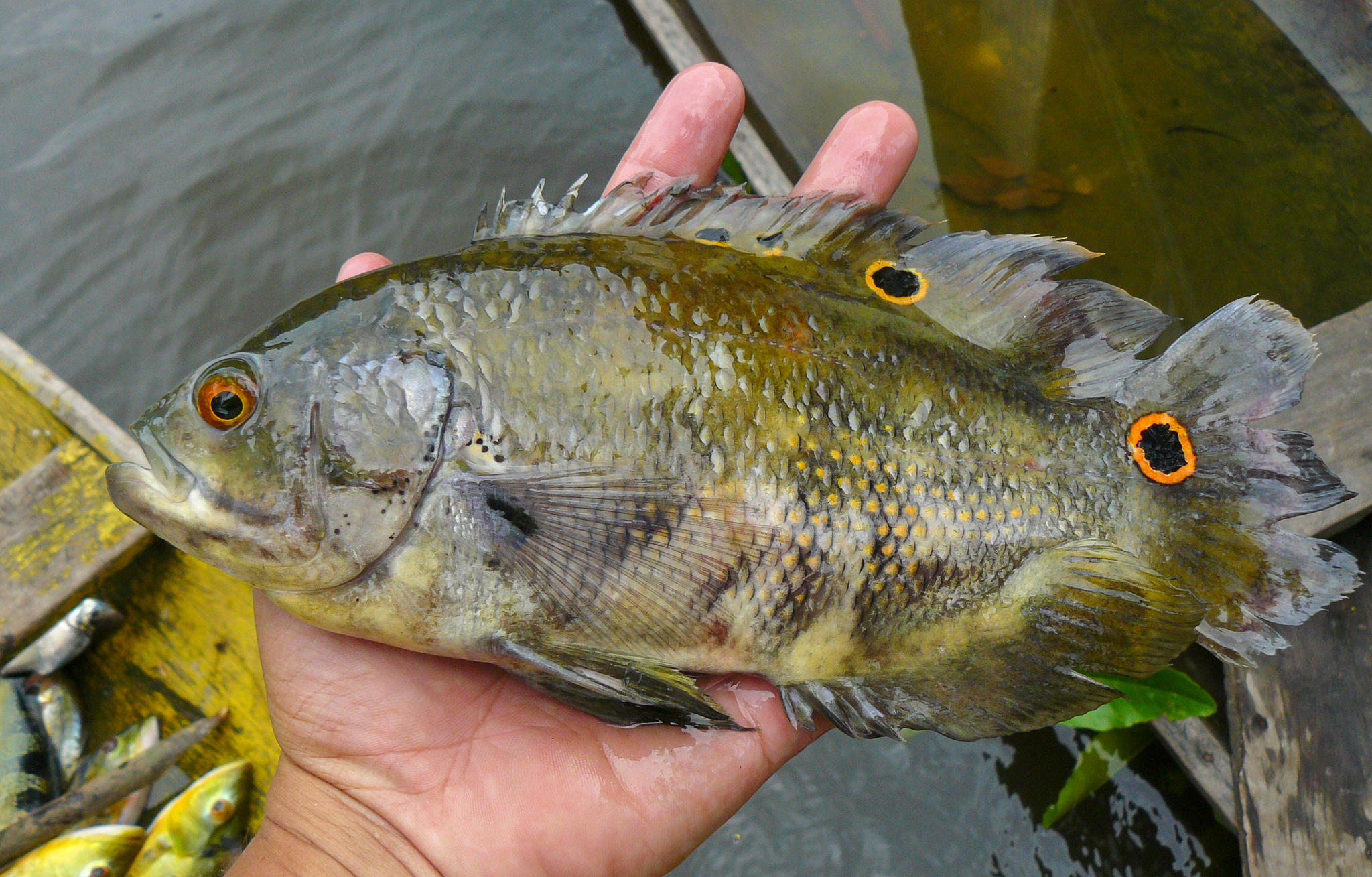
Глазчатый астронотус (Astronotus ocellatus)
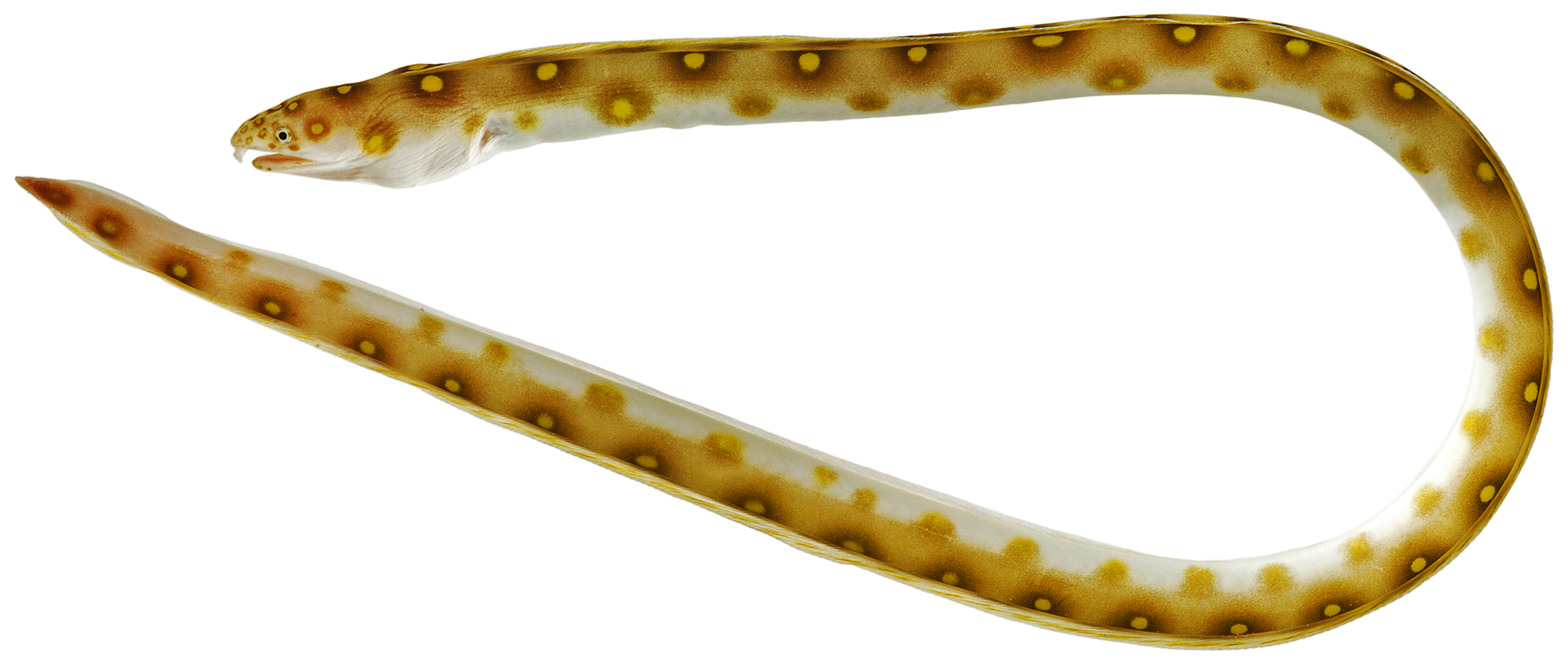
Глазчатыми пятнами покрыто все тело острохвостого угря Myrichthys ocellatus

### Другие животные
Глазчатые пятна на внешних покровах у животных появились достаточно давно. Доподлинно не известно время появления первых подобных рисунков, но известно, что уже в середине юрского периода мезозойской эры на территории современной Евразии жили сетчатокрылые насекомые из семейства каллиграмматид, у которых на крыльях были пятна в виде глазков — тёмные круглые пятна были окружены светлыми кольцами, окруженными в свою очередь более крупными тёмными кольцами. Глазчатые пятна на крыльях этих насекомых хорошо сохранились на их окаменелых отпечатках и на инклюзах в янтаре. Согласно результатам спектроскопии, их рисунок был образован скоплением пигмента меланина, как и у современных бабочек.

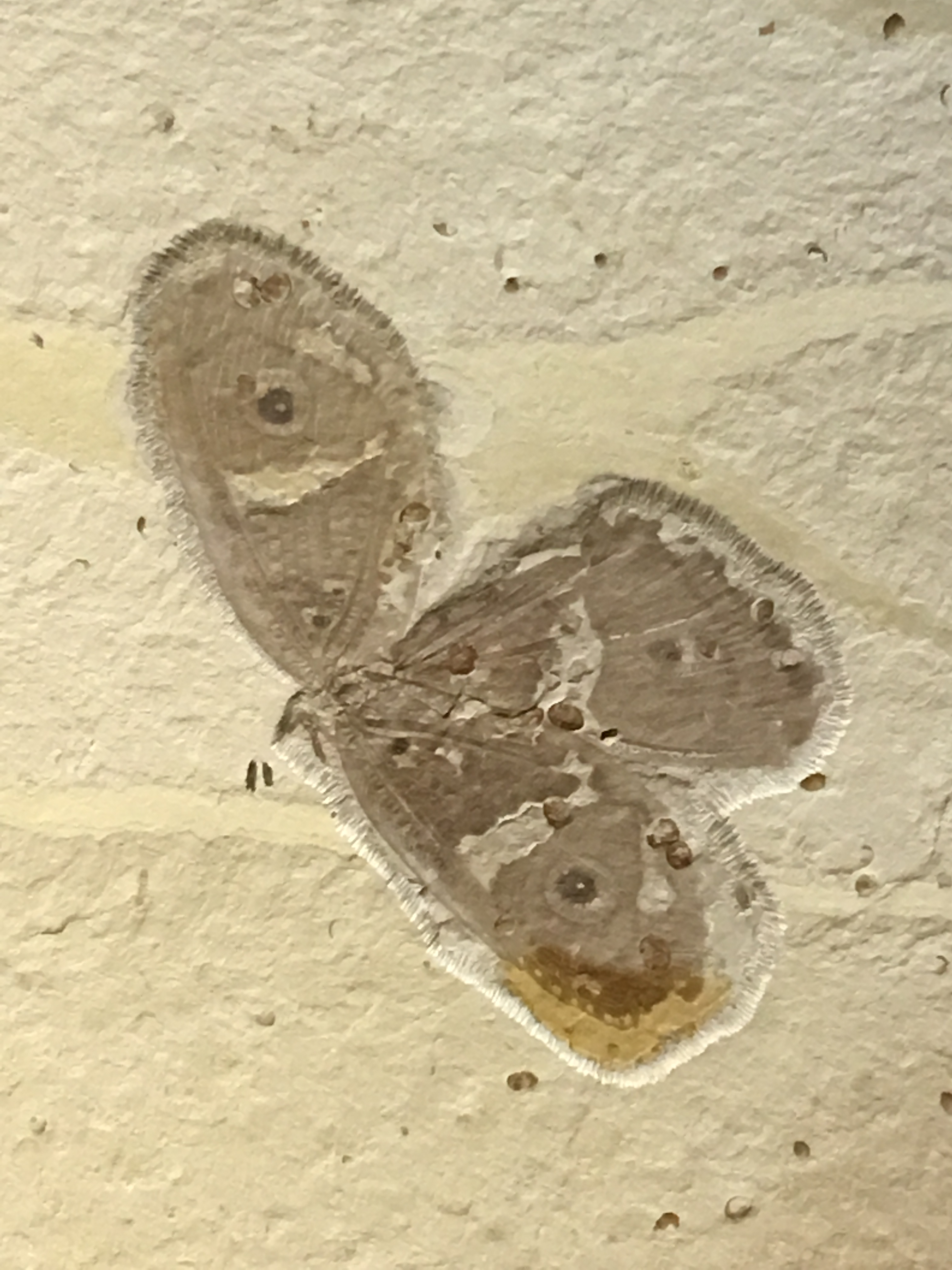
Отпечаток сетчатокрылого насекомого Kalligramma albifasciatum, на котором хорошо сохранились глазчатые пятна на крыльях
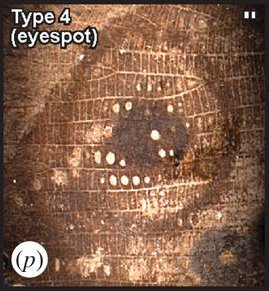
Глазчатое пятно на отпечатке крыла среднеюрского насекомого Kalligramma circularia под микроскопом
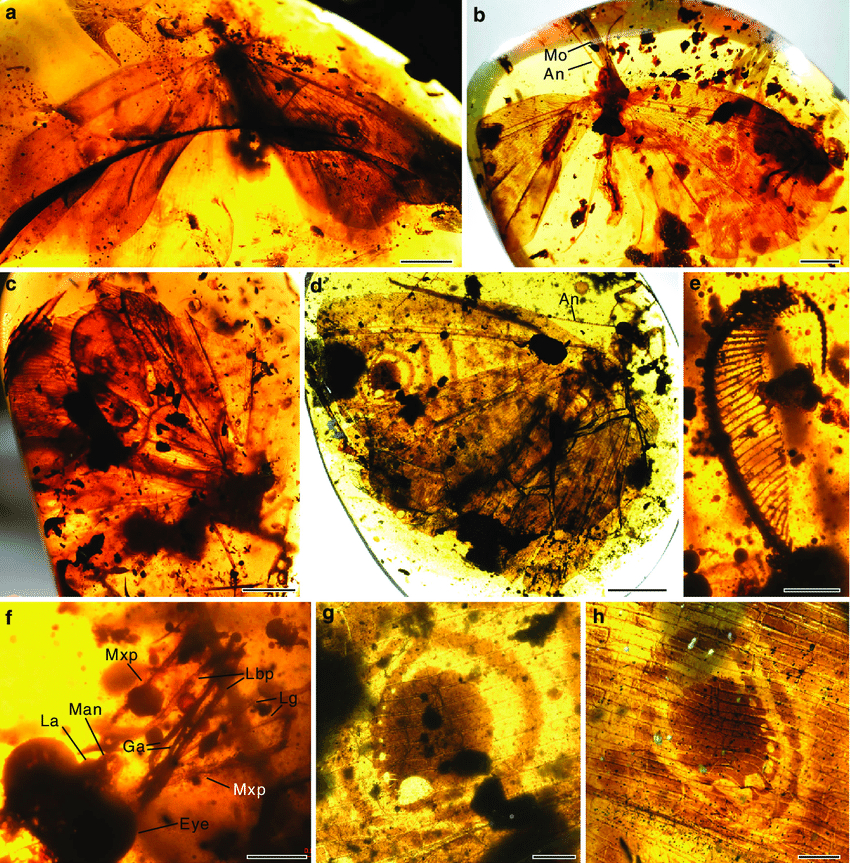
Сетчатокрылое насекомое Burmogramma liui в бирманском янтаре мелового периода, в котором сохранились глазчатые пятна на крыльях
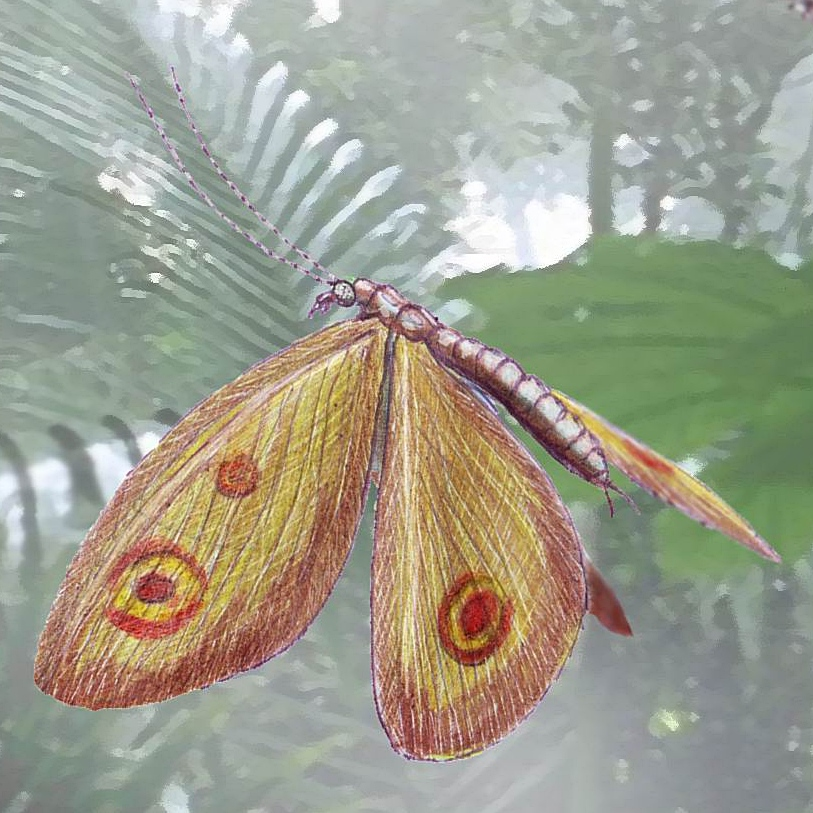
Реконструкция позднеюрского сетчатокрылого насекомого из рода Kalligramma с глазчатыми пятнами на крыльях
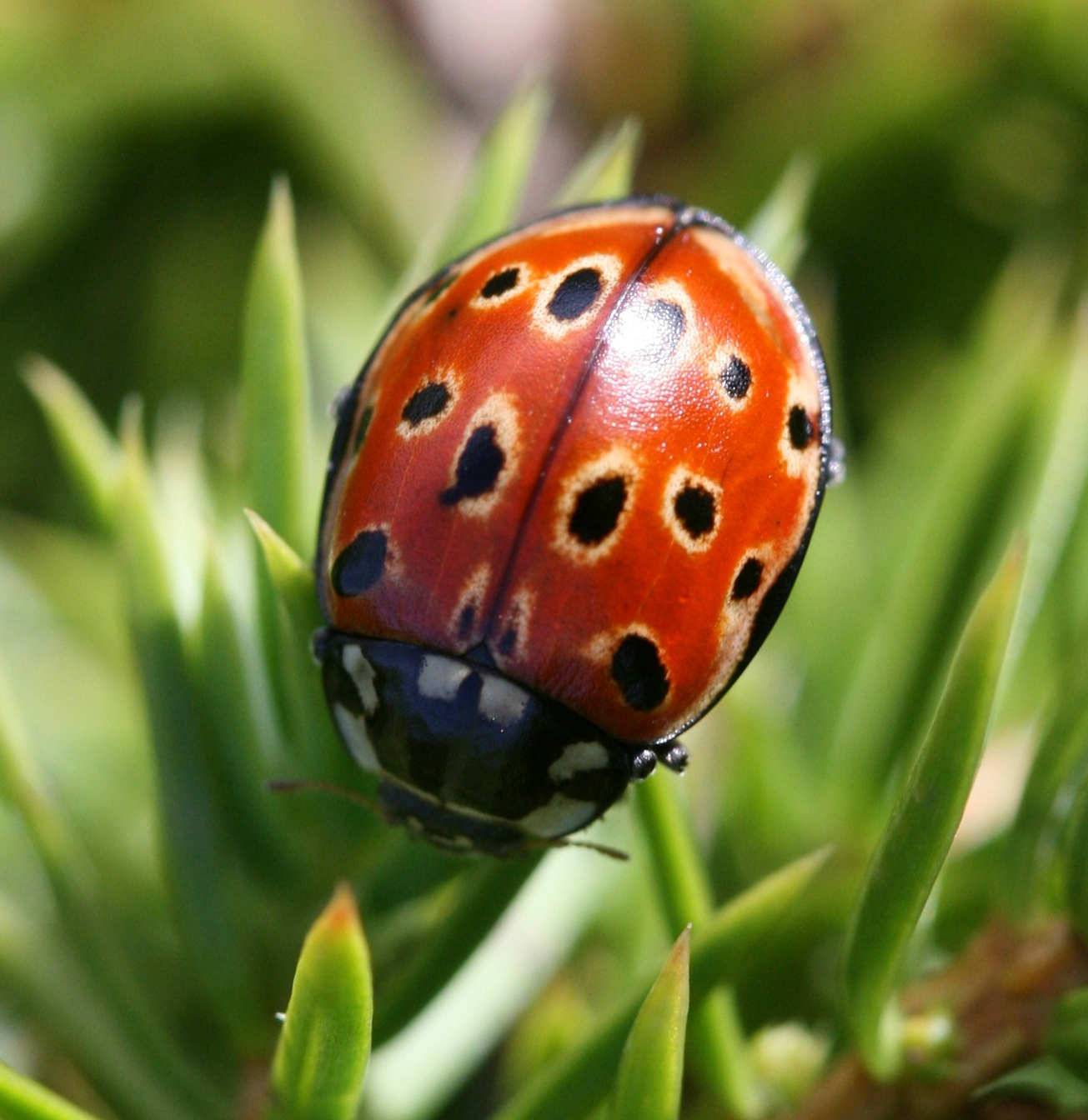
Глазчатая коровка (Anatis ocellata)
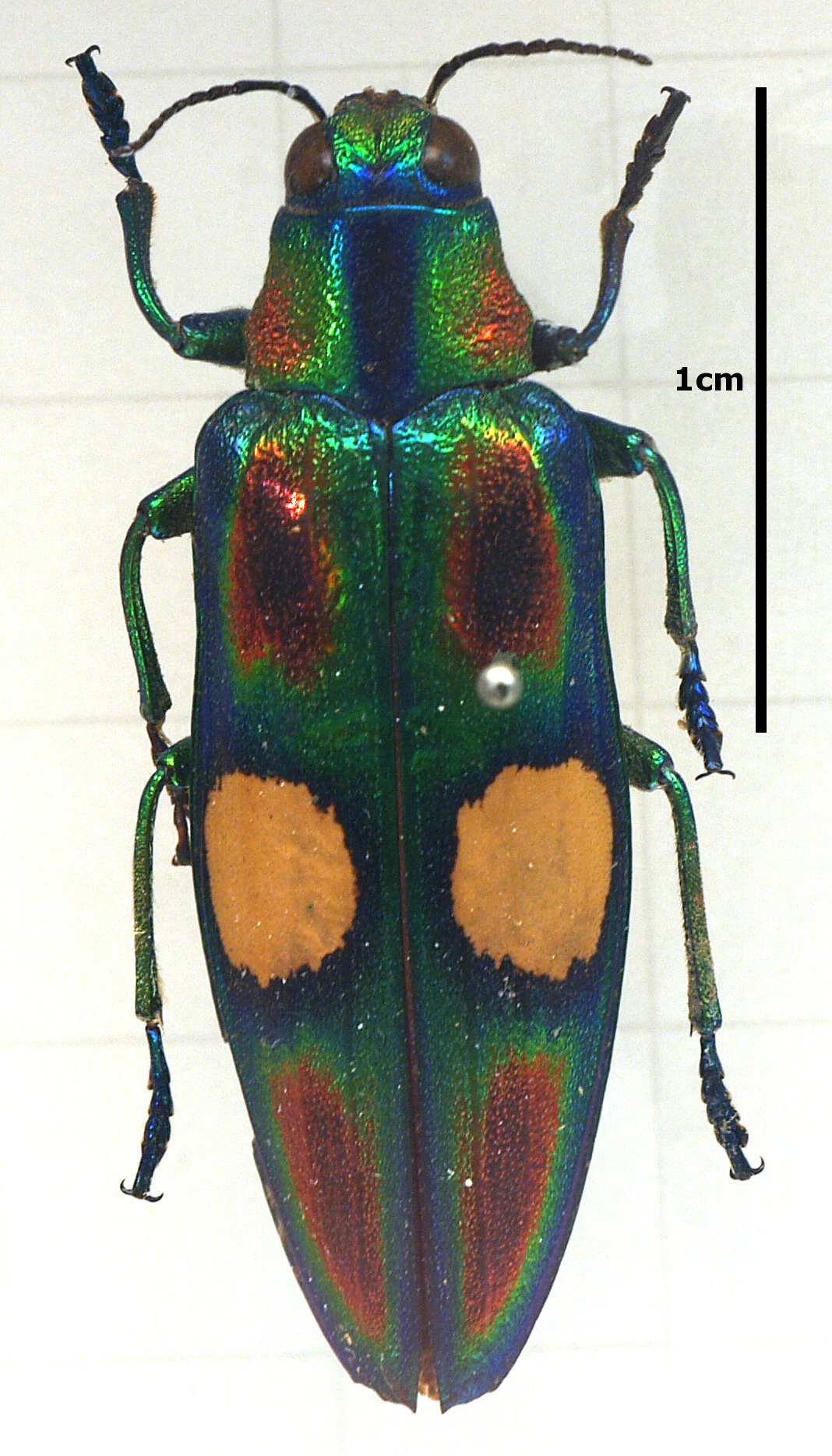
Златка Chrysochroa ocellata
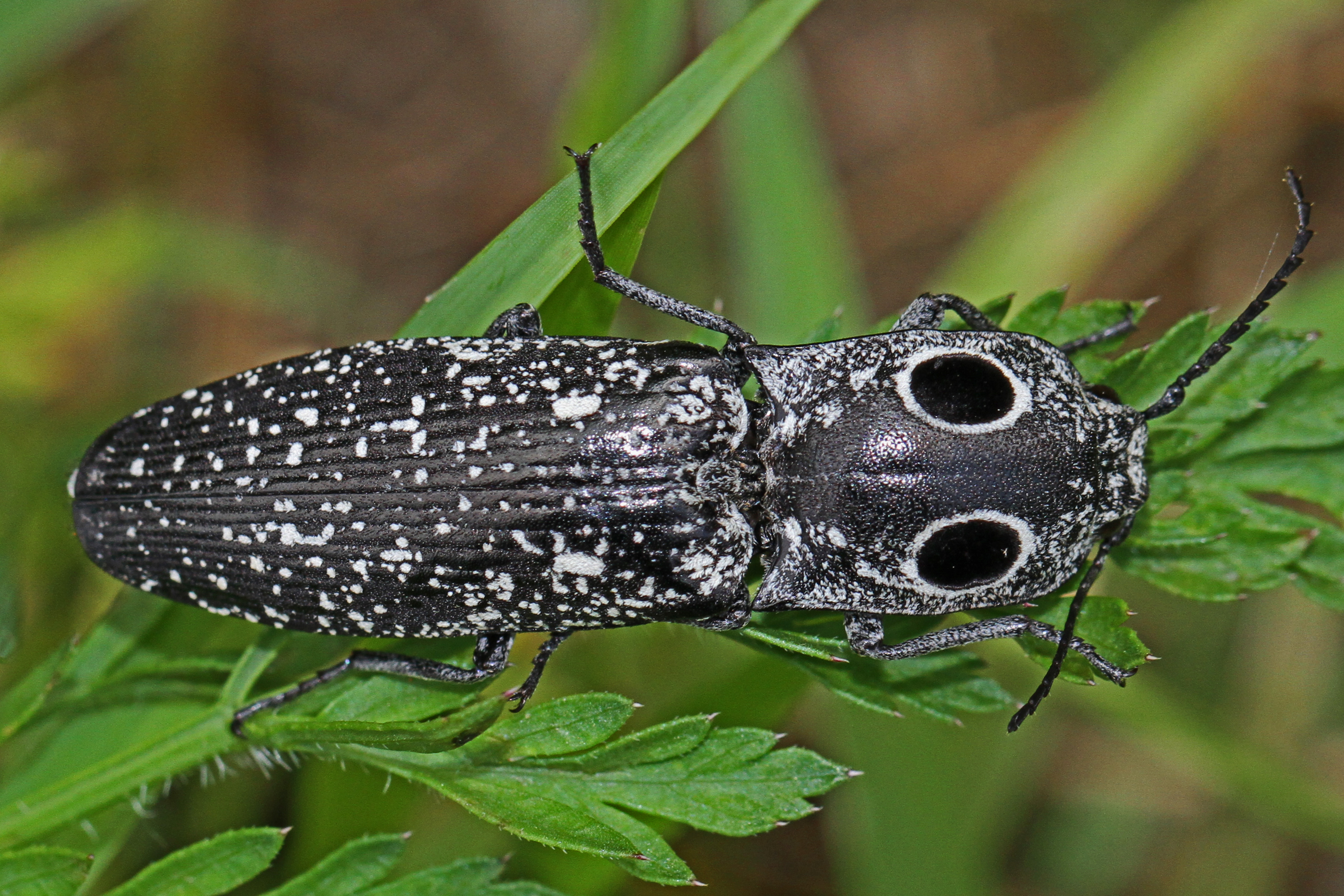
Ложные глаза глазчатого щелкуна (Alaus oculatus) служат для отпугивания потенциальных хищников
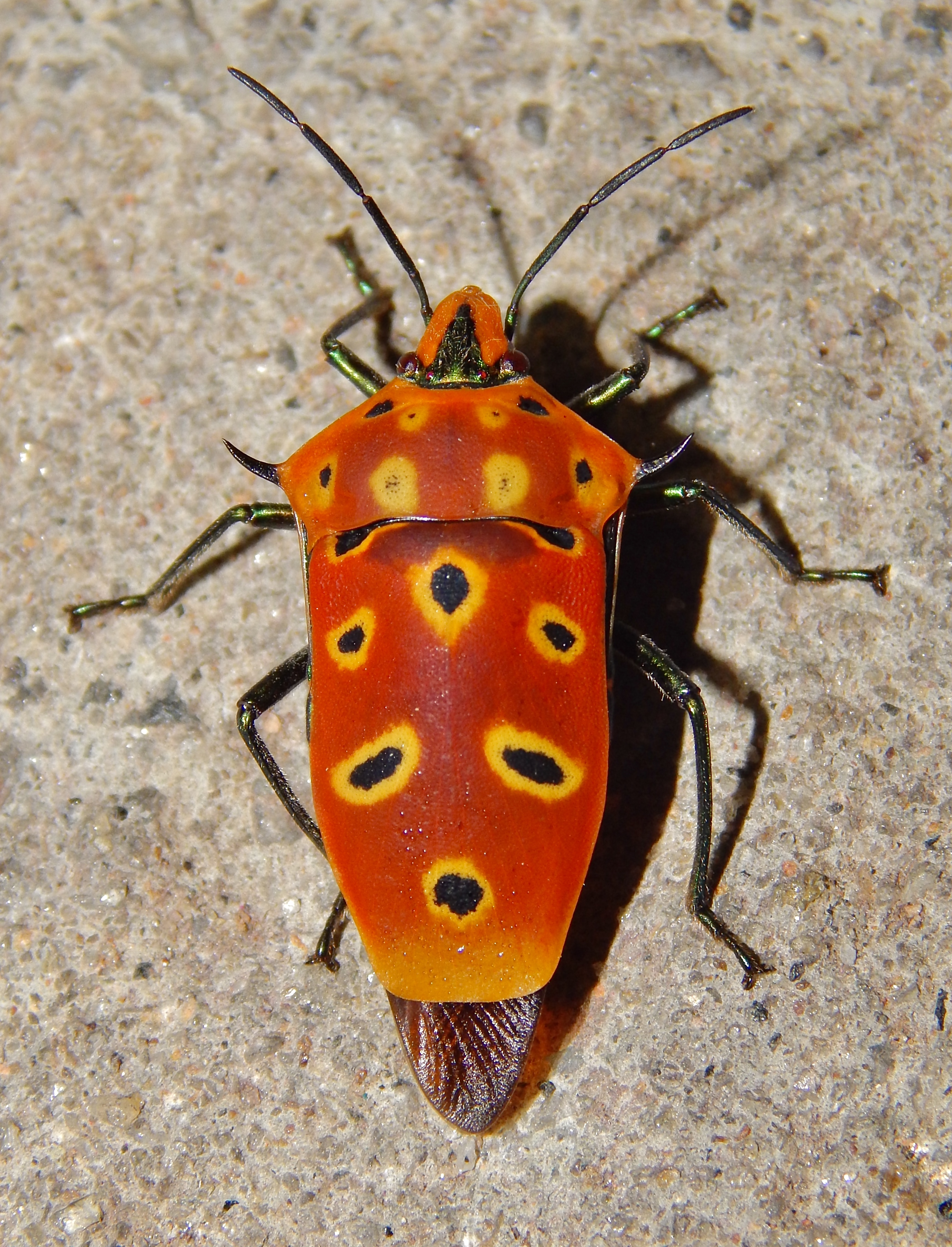
Клоп щитник-черепашка Cantao ocellatus
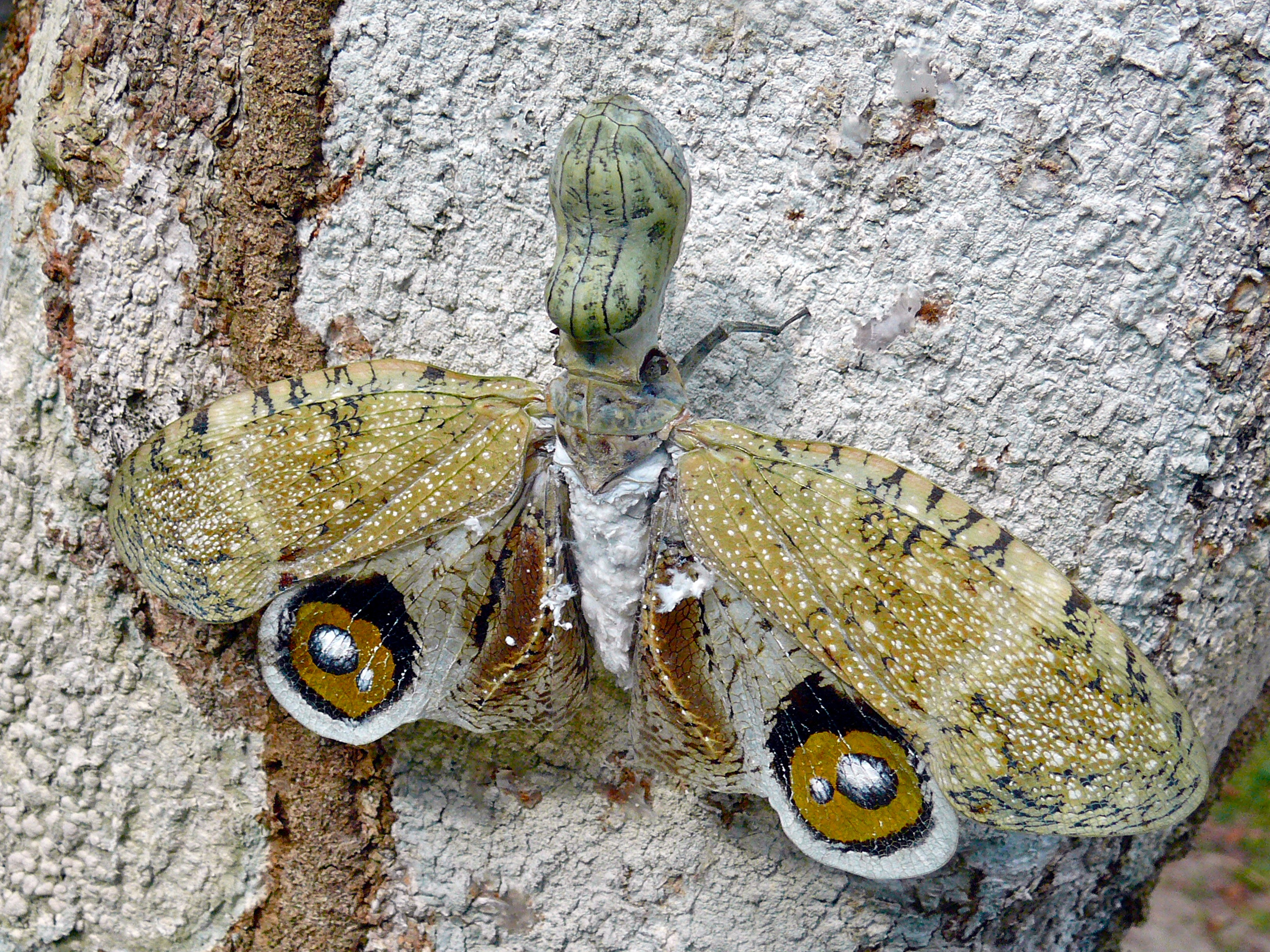
Для защиты от врагов предназначены и глазчатые пятна на краях задних крыльях суринамской фонарницы (Fulgora laternaria)
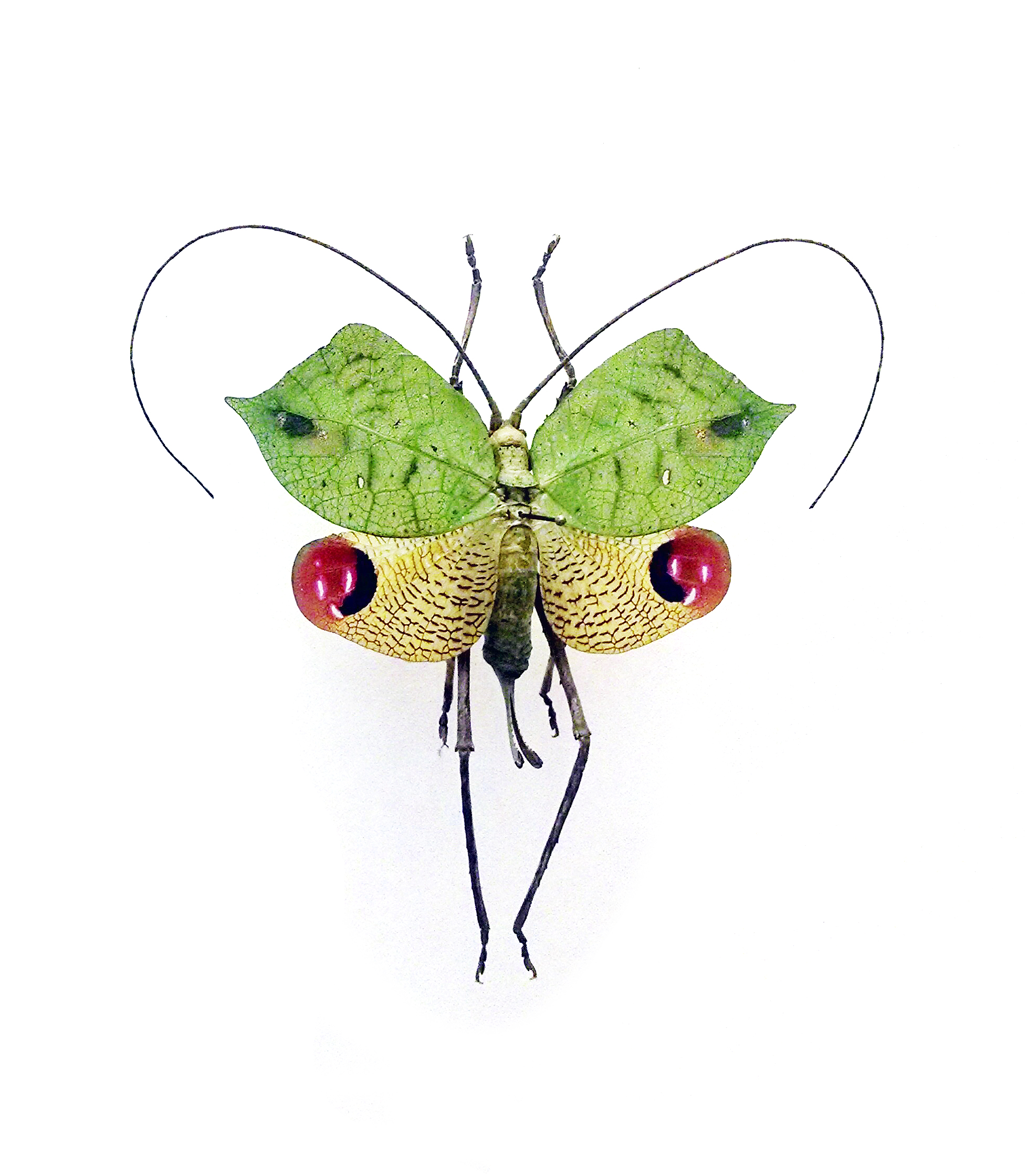
Глазчатые пятна на задних крыльях кузнечика Porphyromma viridifolia
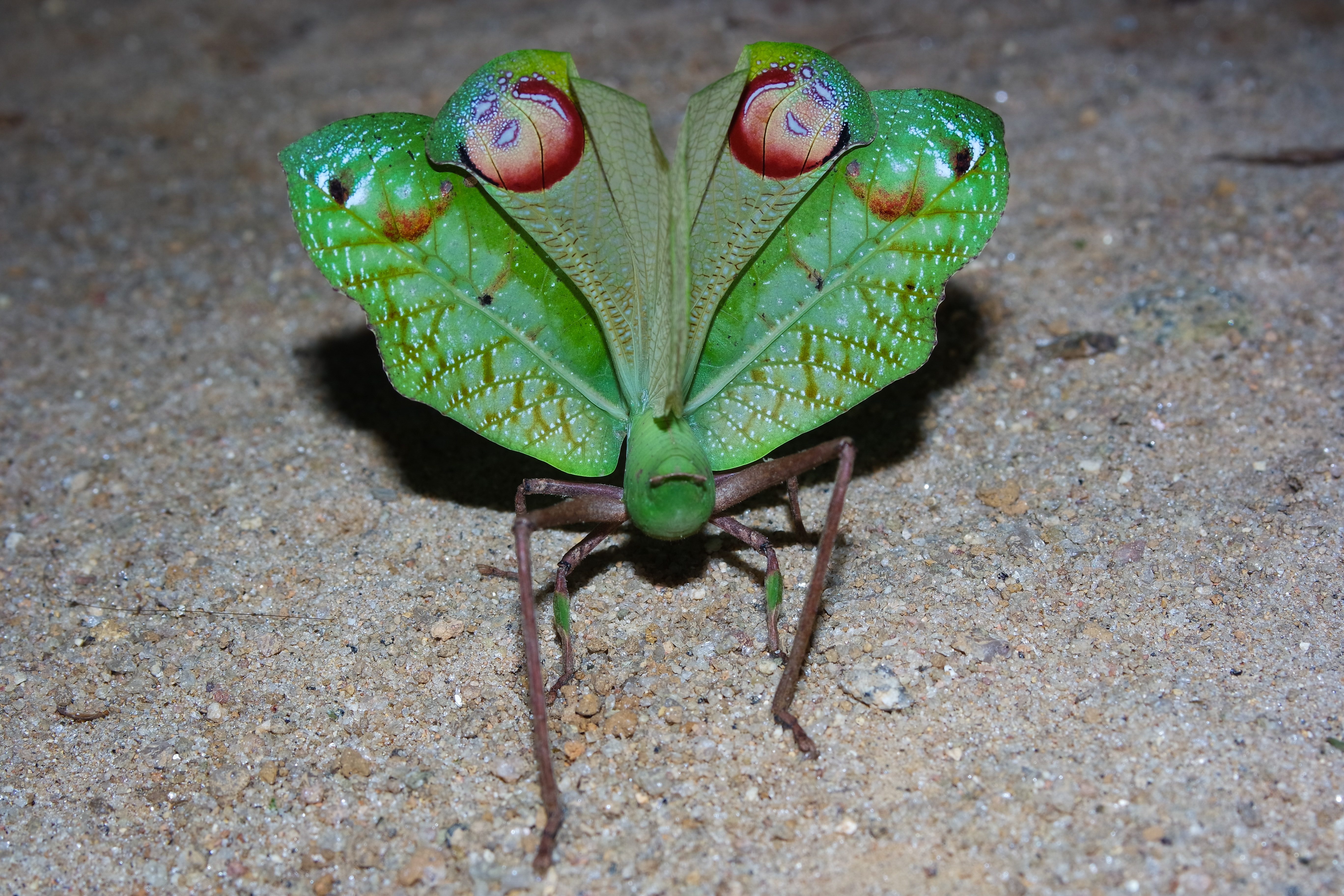
Глазчатые пятна на задних крыльях потревоженного кузнечика из рода Tanusia (вид сзади, нижняя сторона крыльев)
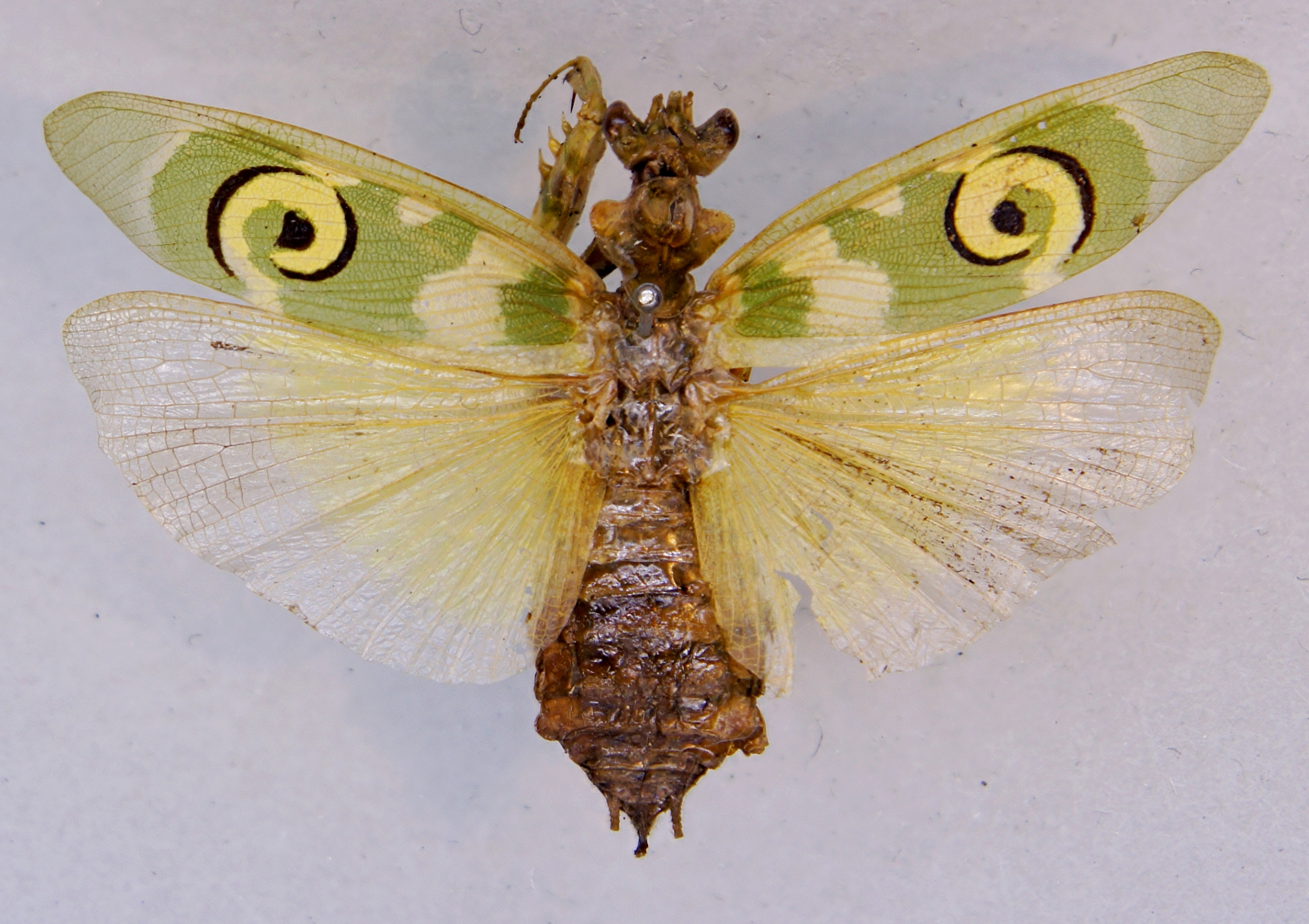
Глазчатые пятна на передних крыльях богомола Pseudocreobotra ocellata
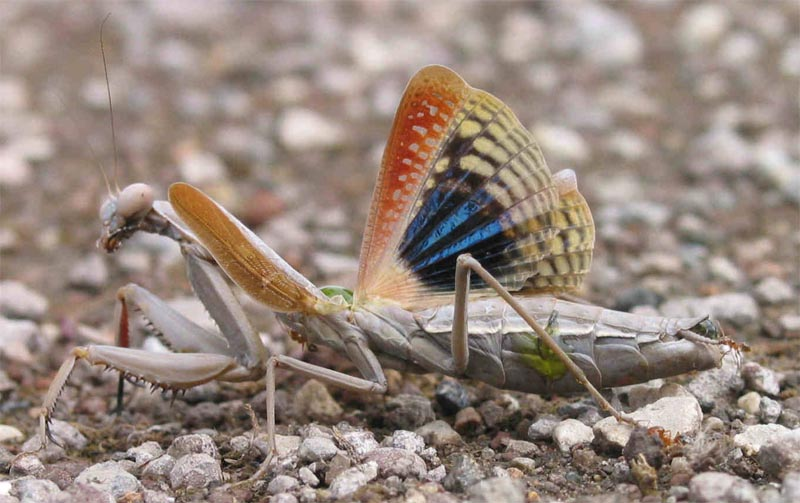
В случае опасности богомол Iris oratoria демонстрирует чёрные пятна на задних крыльях
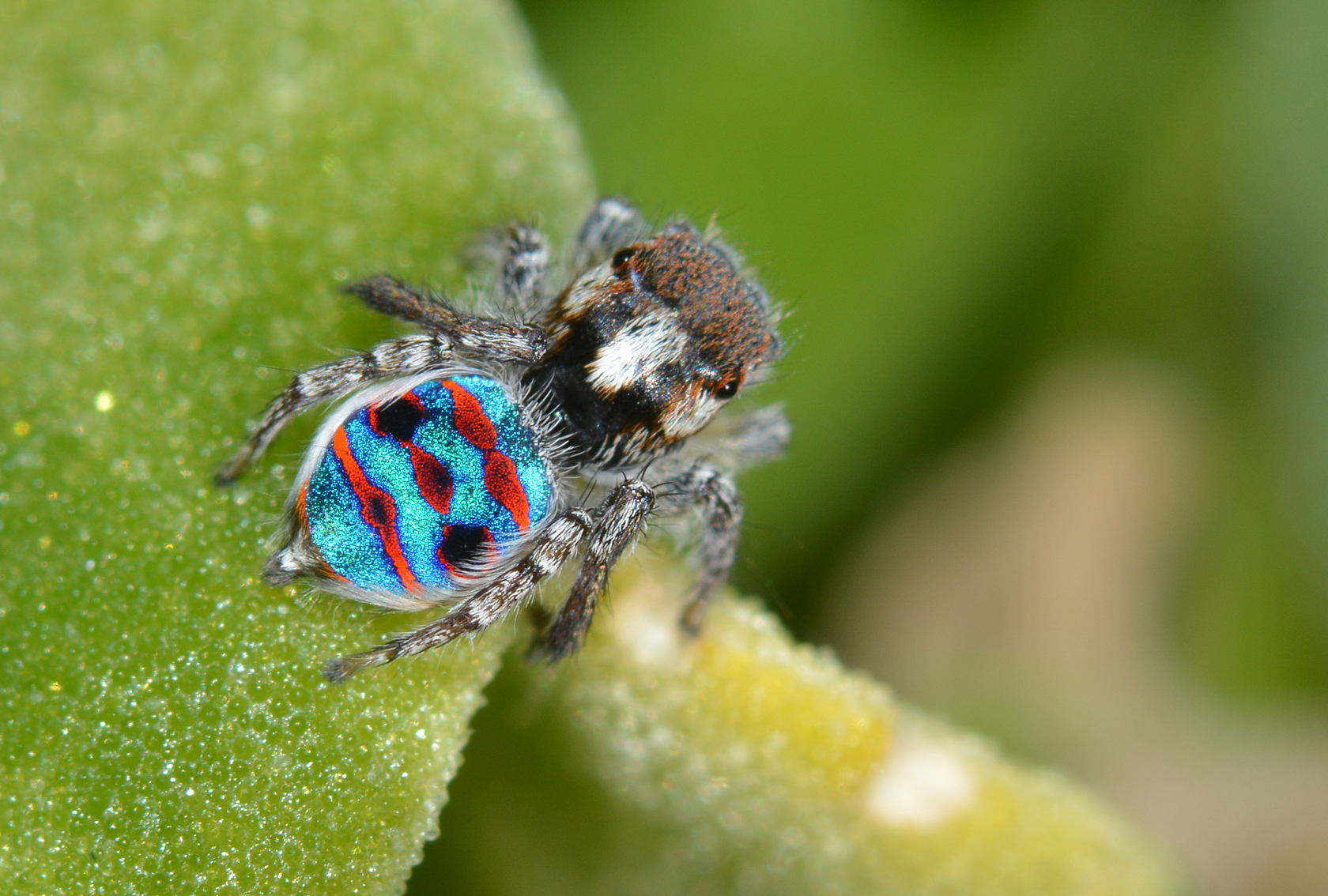
Паук-скакун Maratus speciosus
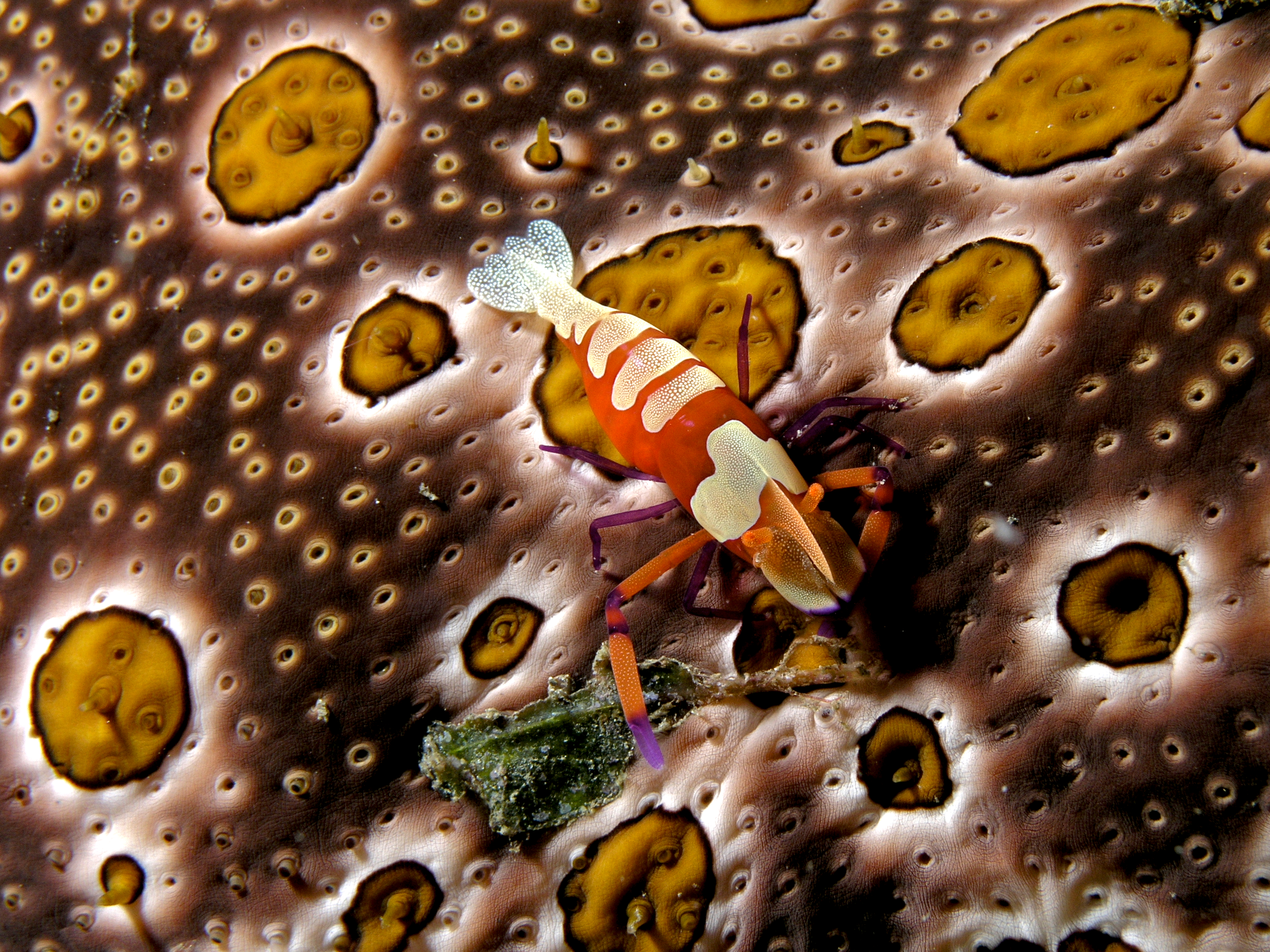
Глазчатые пятна на теле голотурии Bohadschia argus

## Морфогенез

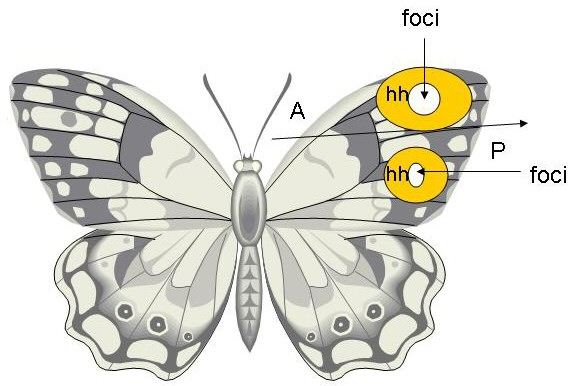
Схематическое изображение бабочки, на крыльях указаны морфогенетические фокусы, в которых образуются глазчатые пятна

Глазчатые пятна у бабочек образуются во время эмбрионального развития (эмбриогенеза) в результате деятельности морфогенетического сигнального центра или организатора, называемого фокусом. Он побуждает соседние клетки вырабатывать специфические пигменты, образующие глазчатое пятно.
В ранних экспериментах по морфогенезу глазчатых пятен использовалось прижигание фокусов глазчатых пятен на крыльях бабочки, чтобы продемонстрировать, что механизм передачи сигналов дальнего действия или градиент морфогена контролирует образование глазчатых пятен как в пространстве, так и во времени. Результаты этих экспериментов не могут быть объяснены простой моделью источник/диффузия, но могут быть объяснены либо моделью источник/порог, в которой фокус создает морфоген, либо моделью стока, в которой фокус генерирует градиент удалением морфогена, созданного в другом месте. Было идентифицировано несколько генов, участвующих в формировании глазчатых пятен, которые могут вписаться в эти модели, но только два из них прошли функциональное тестирование. Этими генами являются транскрипционный фактор Distalless (Dll) и лиганд (сигнальное вещество, которое связывает трансмембранный рецептор) Hedgehog (Hh).
Морфология глазчатых пятен бабочек, по-видимому, является результатом эволюции изменённой версии регуляторной цепи, которая формирует крылья у других насекомых. Этот регуляторный контур способен формировать как передние, так и задние глазчатые пятна независимо от обычных ограничений компартментализации передних и задних крыльев, наблюдаемых, например, у плодовых мушек рода Drosophila. Изменённая регуляторная схема перераспределяет источники передачи сигналов на ранних стадиях развития, такие как сигнальный путь Hedgehog (Hh), Distal-less (Dll) и Engrailed (En), нарушая ограничения передней/задней компартментализации за счёт увеличения локализованных уровней передачи сигналов Hh. В свою очередь, он повышает экспрессию его рецептора Patched (Ptc) и фактора транскрипции. Обычно у дрозофил Engrailed действует в заднем отсеке, ограничивая экспрессию Ptc и белка Cubitus interruptus (Ci) в переднем отсеке путем подавления транскрипции Ci, тем самым предотвращая экспрессию Ptc. С точки зрения эволюционной биологии развития, понимание перераспределения и пластичности существующих регуляторных механизмов в развитии локуса глазчатого пятна бабочек дало больше понимания фундаментального механизма эволюции новых структур.
Глазчатое пятно переднего крыла бабочки павлиньего глаза (Aglais io) под микроскопом с нарастающим увеличением

### Distal-less
Ген Distal-less присутствует почти во всех организаторах глазчатых пятен, что делает его идеальным кандидатом для выполнения основных функций формирования глазков. Во время развития крылового имагинального диска Dll имеет два домена экспрессии, разделенных временным компонентом. Первая Dll экспрессируется в группе клеток в центре того, что станет фокусом и, в конечном итоге, глазчатым пятном. Эта экспрессия начинается в середине пятого возраста гусеницы и продолжается до стадии куколки. Второй домен начинается примерно через 20 часов после окукливания вокруг исходного центрального кластера клеток, в области, где будет формироваться чёрное кольцо глазчатого пятна. Функциональные эксперименты с использованием трансгенной бабочки Bicyclus anynana показали, что сверхэкспрессия или подавление Dll в первом домене экспрессии коррелирует с большими и меньшими глазными пятнами соответственно. Однако если это сделать на втором домене, то общий размер глазков останется прежним, но ширина чёрного кольца увеличится с увеличением количества Dll. Это указывает на то, что Dll может быть ответственен за дифференциацию фокуса в первом домене экспрессии и может быть вовлечен в установление паттернов цвета колец во втором домене. Эти эксперименты вместе с широким распространением Dll среди бабочек, у которых образуются глазчатые пятна, позволяют предположить, что этот фактор транскрипции является центральным регулятором правильного формирования глазчатых пятен.

### Hedgehog
Ген Hedgehog (Hh) — ещё один элемент, функционально протестированный при формировании глазчатых пятен. Исследование генов, участвующих в развитии крыльев и морфогенетической активности, привело к открытию, что Hh играет основную роль в морфогенетическом сигнальном центре фокусов. Аналогично развитию плодовых мушек Drosophila, Hh экспрессируется во всех клетках заднего отдела развивающегося крыла бабочки в середине пятого возраста развития крыльев бабочки. Однако у бабочек экспрессия Hh значительно выше в тех клетках, которые фланкируют потенциальные фокусы. Более высокие уровни транскрипции Hh, наряду с другими известными ассоциатами пути Hh, а именно patched (Ptc) рецептором Hh и Cubitus interruptus (Ci), транскрипционный фактор Hh также наблюдается на протяжении от середины до конца пятого возраста, что в дальнейшем предполагает роль передачи сигналов Hh в развитии глазчатых пятен и формировании паттерна.
Более того, клетки, которые окружены клетками, экспрессирующими самый высокий уровень передачи сигналов Hh, обречены стать фокусами, указывая на то, что определение судьбы фокусных клеток зависит от высоких концентраций Hh в окружающих клетках. Однако это наблюдение, как правило, не полностью подтверждается для нескольких видов бабочек. Исследования пытались экстраполировать результат участия пути Hh, отыскивая экспрессию Ci у Bicyclus anynana. Здесь они заметили, что оба, по-видимому, экспрессируются в глазчатых пятнах, что указывает на связь с сигнальным путем Hh. Однако другие исследования не обнаружили доказательств экспрессии Hh у Bicyclus anynana.

### Notch
Экспрессия гена Notch (N) предшествует усилению регуляции Dll в клетках, которые станут центром фокуса. Это делает N самым ранним из изученных на данный момент сигналов развития, связанным с образованием глазчатых пятен. Потеря N полностью нарушает экспрессию Dll и, в конечном итоге, образование глазных пятен у некоторых видов бабочек. Множество других паттернов крыльев определяются паттернами экспрессии N и Dll на раннем этапе развития имагинального диска крыла, что указывает на то, что один механизм паттернов множественных структур окраски крыла.

### Эволюция
Глазчатые пятна у бабочек образуются в результате взаимодействия по меньшей мере трех генов: Distal-less (Dll), spalt (sal) и Antennapedia (Antp), следовательно, их эволюция определялась дифференциальной экспрессией этих генов у разных таксонов бабочек, как это показано для вида Bicyclus anynana.

## Искусственные глазчатые пятна
В Африке был проведен эксперимент, в результате которого было доказано, что нанесение глазчатых пятен на крупы крупного рогатого скота уменьшает количество случаев нападений на него хищников. Было отмечено, что в Южной Азии в Сундарбане местные жители, передвигаясь по лесу, носят на своих затылках маски с нарисованными глазами в надежде предотвратить нападение на них тигров. В ходе длившегося четыре года в Ботсване эксперимента была задействована 2061 особь крупного рогатого скота в 14 стадах, из них 683 коровам нанесли по обе стороны крупа рисунки в виде глаз, 543 нарисовали просто кресты и 835 остались совсем не раскрашенными. Ни одна из коров с нарисованными глазами не была убита хищниками, но 4 с крестами и 15 немаркированных голов скота были убиты: одна — леопардом, остальные — львами. Таким образом, и глаза, и кресты обеспечивали статистически значимую защиту. Однако исследователи отмечают, что скот всегда находился в смешанных группах маркированных и немаркированных животных, поэтому неизвестно, обеспечит ли эффективную защиту маркировка всех животных в стаде.

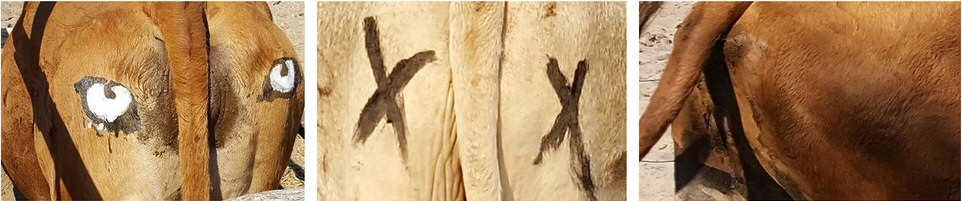
Эксперимент с глазчатыми пятнами на крупном рогатом скоте в Африке. Похожие на глаза пятна (слева) и кресты (в центре) защищали скот от нападения львов в отличие от контрольной группы животных без маркировки (справа)